# Colorado
Colorado es uno de los cincuenta estados que, junto con Washington D. C., forman los Estados Unidos. Su capital y ciudad más poblada es Denver. Está ubicado en la región Oeste del país, división Montañas Rocosas. Limita al norte con Wyoming, al noreste con Nebraska, al este con Kansas, al sureste con Oklahoma, al sur con Nuevo México, al suroeste con Arizona y al oeste con Utah. Con 269 991 km² es el octavo estado más extenso, por detrás de Alaska, Texas, California, Montana, Nuevo México, Arizona y Nevada.
En 1848, por el Tratado de Guadalupe Hidalgo, Estados Unidos anexó a Colorado, después de su victoria sobre México durante la intervención estadounidense en México. Fue admitido en la Unión el 1 de agosto de 1876, como el estado número 38.
Se le apoda «estado Centenario» por ingresar al país el año del centenario de la Declaración de Independencia de los Estados Unidos. Es conocido por tener los picos más altos de las Montañas Rocosas, que dominan la parte occidental del estado, ya que la oriental consiste en grandes llanuras. El estado fue llamado así por el río Colorado, el nombre que los colonizadores españoles le dieron al río. Tres de los mayores ríos del país nacen en este estado, además del río Colorado, el río Arkansas y el río Bravo o Grande.
La Oficina Postal de los Estados Unidos utiliza "CO" como abreviatura de este estado.

## Historia
La región que hoy es el Estado de Colorado ha estado habitada por nativos americanos y sus antepasados paleoamericanos desde hace al menos 13.500 años y posiblemente más de 37.000. El borde oriental de las Montañas Rocosas fue una importante ruta migratoria que contribuyó a la expansión de los primeros pueblos por todo el continente americano. El yacimiento de Lindenmeier, en el condado de Larimer, contiene artefactos que datan aproximadamente del año 8720 a. C. Los antiguos pueblos Pueblo vivían en los valles y mesetas de la meseta del Colorado. La nación Ute habitaba los valles montañosos del sur de las Montañas Rocosas y el oeste de las Montañas Rocosas, incluso tan al este como el Front Range actual. Los apaches y los comanches también habitaban el este y el sureste del estado. En el siglo XVII, los arapaho y los cheyenne se trasladaron al oeste desde la región de los Grandes Lagos para cazar por las Altas Llanuras de Colorado y Wyoming.

### Colonización Española y Período Mexicano
Los primeros europeos que visitaron la región fueron conquistadores españoles. Juan de Oñate, que vivió hasta 1626, fundó lo que sería la provincia española de Santa Fe de Nuevo México entre los pueblos del Río Grande el 11 de julio de 1598. En 1787 Juan Bautista de Anza estableció el asentamiento de San Carlos cerca de la actual Pueblo, Colorado, pero fracasó rápidamente. Éste fue el único intento español de crear un asentamiento al norte del río Arkansas. Colorado pasó a formar parte de la provincia española de Santa Fe de Nuevo México como parte del Virreinato de Nueva España. Los españoles comerciaban con los nativos americanos que vivían allí y establecieron el Comercio Comanchero entre los asentamientos españoles y los nativos americanos.
El Imperio español reclamó Colorado como parte de su provincia de Nuevo México antes de la intervención estadounidense en la región. Los primeros españoles se adentraron más al norte del Nuevo México, quienes llamaron Colorado (entre varios de sus denominaciones hispanas al río Rojo) aunque luego de las delimitaciones de 1803 el río Rojo o Colorado del Sur quedó fuera del territorio actual del estado.
A fines del siglo XVIII, y especialmente durante el gobierno de Facundo Melgares se crearon fortines como el de La Garita en los bordes del cráter del apagado megavolcán La Garita que recibió el nombre español de La Garita. Facundo Melgares también estableció hacia el 1806 un asentamiento hispano en Gerbidora (actual Colorado Springs o Fuentes del Colorado).

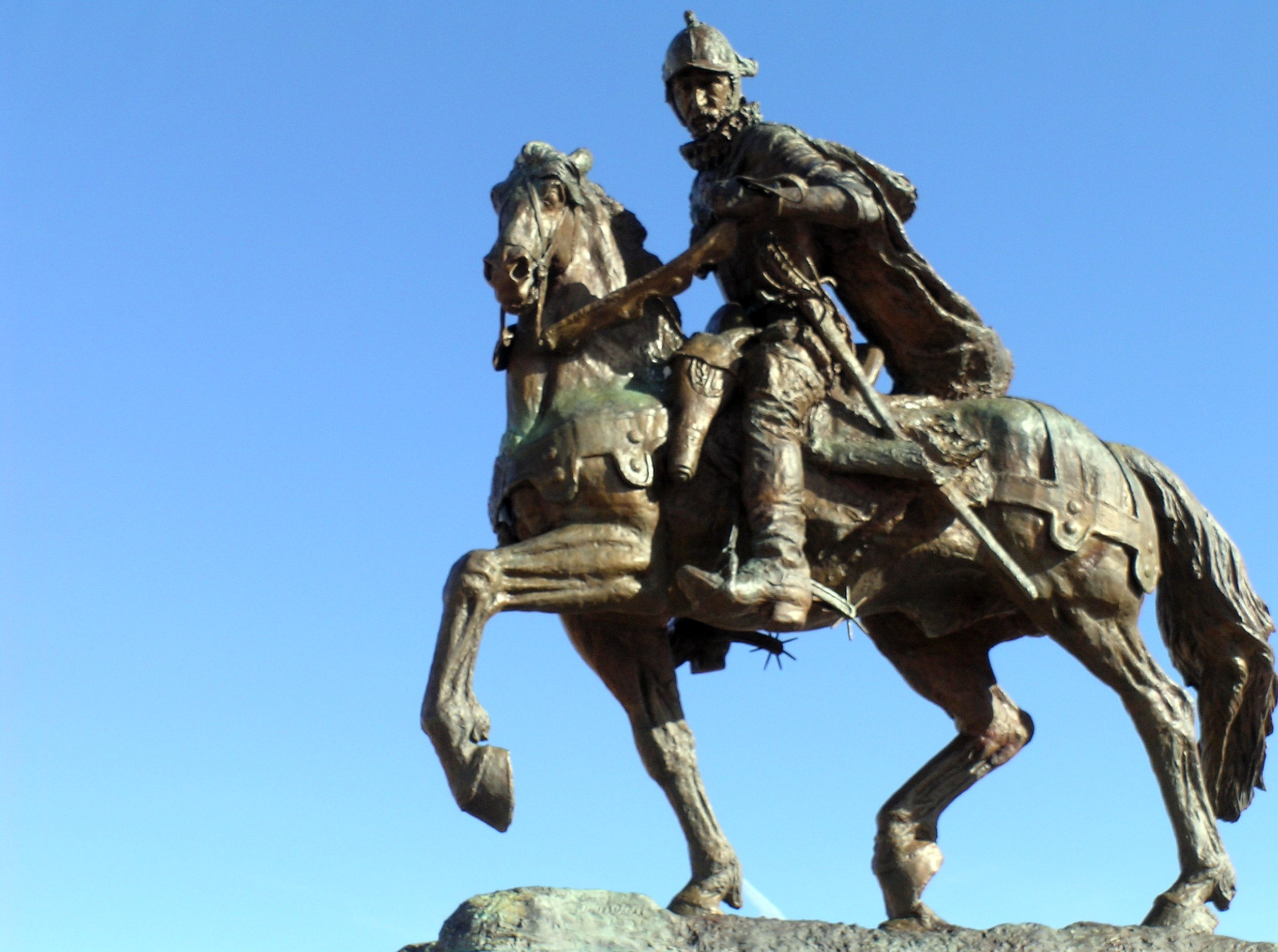
Juan de Oñate, primer gobernador de Santa Fe de Nuevo México en el Virreinato de Nueva España

Estados Unidos reclamó el territorio de las Montañas Rocosas orientales con la compra de Luisiana a Francia (que había ocupado España antes) en 1803. Esta reclamación estadounidense entraba en conflicto con la reclamación española de la cuenca superior del río Arkansas como zona comercial exclusiva de su colonia de Santa Fe de Nuevo México. En 1806, Zebulon Pike dirigió una expedición de reconocimiento del ejército estadounidense a la región en disputa. El coronel Pike y sus tropas fueron detenidos por la caballería española en el valle de San Luis en febrero siguiente, conducidos a Chihuahua y expulsados de México en julio siguiente.
Estados Unidos renunció a su reclamación de todas las tierras al sur y al oeste del río Arkansas y al sur del paralelo 42 norte y al oeste del meridiano 100 oeste como parte de su compra de Florida a España con el Tratado Adams-Onís de 1819. El tratado entró en vigor el 22 de febrero de 1821. Una vez establecida su frontera con España, Estados Unidos admitió la parte sureste del Territorio de Misuri en la Unión como estado de Misuri el 10 de agosto de 1821. El resto del Territorio de Misuri, incluido lo que se convertiría en el noreste de Colorado, se convirtió en un territorio no organizado y permaneció así durante 33 años por la cuestión de la esclavitud. Tras 11 años de guerra, España reconoció finalmente la independencia de México con el Tratado de Córdoba firmado el 24 de agosto de 1821. México ratificó finalmente el Tratado Adams-Onís en 1831.
Tras independizarse de España en 1821, México empezó a preocuparse por proteger su territorio más septentrional, donde no sólo se enfrentaba a los hostiles nativos americanos, sino también a los agresivos ciudadanos estadounidenses que habían erigido el Fuerte de Bent al otro lado del río Arkansas, frontera entre el territorio estadounidense y México. Para reforzar las reivindicaciones mexicanas sobre lo que hoy forma parte de Colorado, el gobernador Manuel Armijo de Nuevo México concedió tierras para atraer colonos.

### Cesión a Estados Unidos

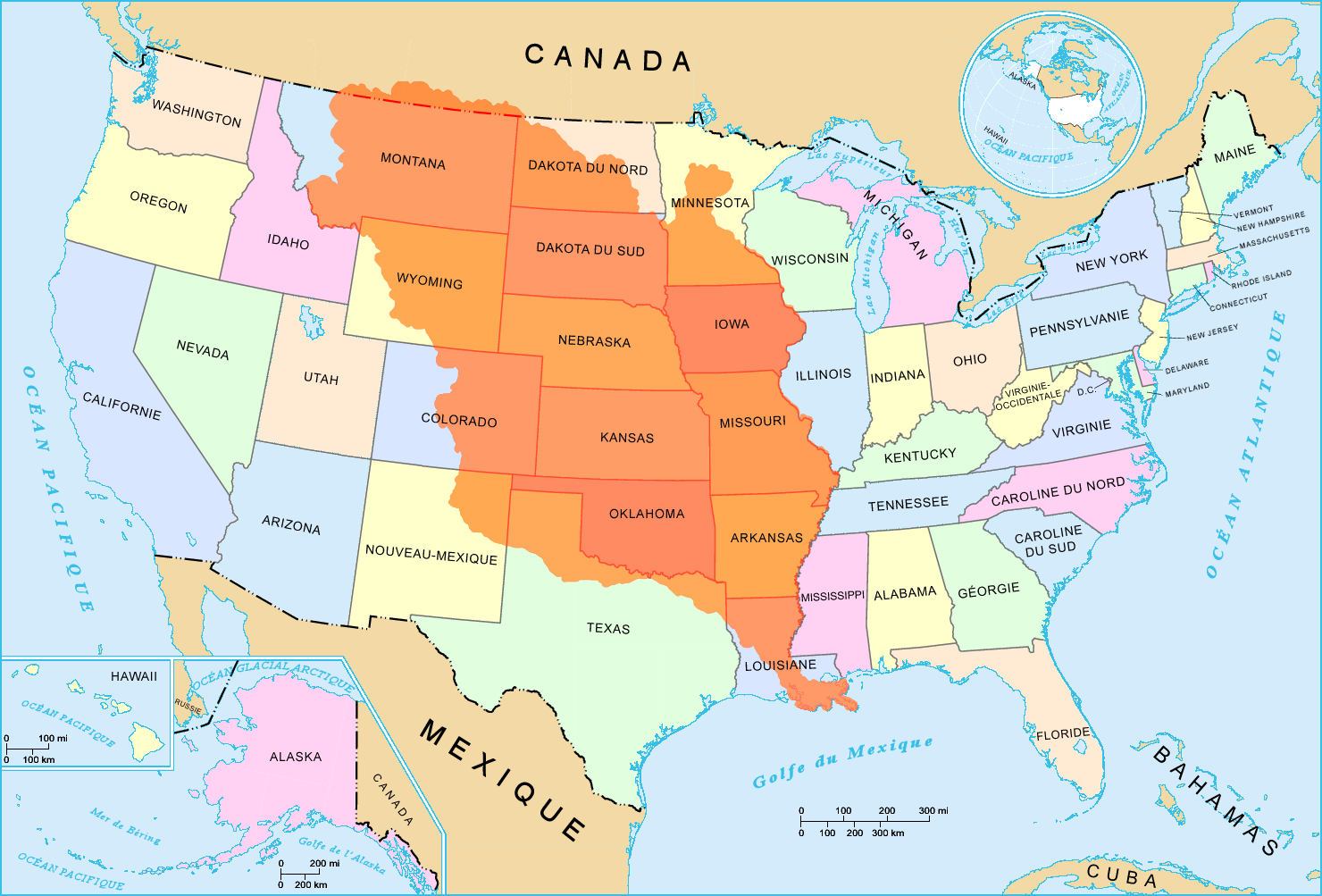
Gran parte de Colorado perteneció a la Luisiana española entre 1763 y 1803

La Revuelta de colonos estadounidenses en Texas de 1835-36 fomentó una disputa entre Estados Unidos y México que acabó estallando en la Guerra México-Estados Unidos en 1846. México cedió su territorio del norte a EE. UU. con el Tratado de Guadalupe Hidalgo tras la guerra de 1848; esto incluía gran parte de las zonas oeste y sur del actual estado de Colorado.
La mayoría de los colonos estadounidenses que viajaban por tierra hacia el oeste, hacia el País de Oregón, los nuevos yacimientos de oro de California o los nuevos asentamientos mormones del Estado de Deseret en el Valle del Lago Salado, evitaban las escarpadas Montañas Rocosas del Sur y, en su lugar, seguían el río North Platte y el río Sweetwater hasta South Pass (Wyoming), el cruce más bajo de la divisoria continental entre las Montañas Rocosas del Sur y las Montañas Rocosas Centrales.

En 1849, los mormones del valle del Lago Salado organizaron el Estado extralegal de Deseret, reclamando toda la Gran Cuenca y todas las tierras drenadas por los ríos Green, Grand y Colorado. El gobierno federal de Estados Unidos se negó rotundamente a reconocer el nuevo gobierno mormón, porque era teocrático y sancionaba el matrimonio plural. En su lugar, el Compromiso de 1850 dividió la Cesión mexicana y las reclamaciones del noroeste de Texas en un nuevo estado y dos nuevos territorios, el Estado de California, el Territorio de Nuevo México y el Territorio de Utah. El 9 de abril de 1851, colonos mexicano-americanos de la zona de Taos asentaron el pueblo de San Luis, entonces en el Territorio de Nuevo México, que más tarde se convertiría en el primer asentamiento euroamericano permanente de Colorado.

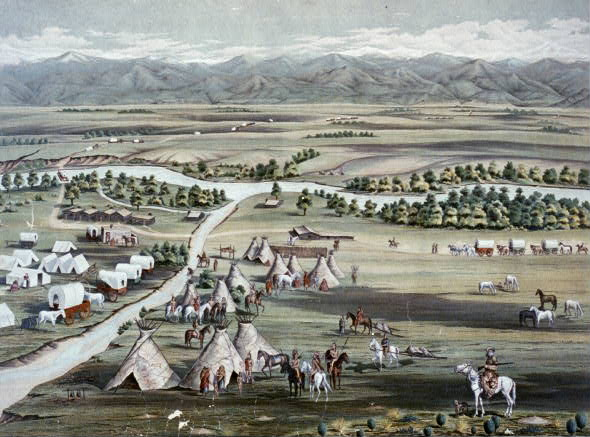
Denver en 1859

En 1854, el senador Stephen A. Douglas convenció al Congreso de Estados Unidos para que dividiera el territorio no organizado al este de la División Continental en dos nuevos territorios organizados, el Territorio de Kansas y el Territorio de Nebraska, y una región sur no organizada conocida como el Territorio Indio. Cada nuevo territorio debía decidir el destino de la esclavitud dentro de sus fronteras, pero este compromiso sólo sirvió para avivar la animosidad entre las facciones del suelo libre y las partidarias de la esclavitud.
Los buscadores de oro organizaron el Gobierno Provisional del Territorio de Jefferson el 24 de agosto de 1859, pero este nuevo territorio no consiguió la aprobación del Congreso de Estados Unidos, enfrascado en el debate sobre la esclavitud. La elección de Abraham Lincoln como Presidente de los Estados Unidos el 6 de noviembre de 1860 provocó la secesión de nueve estados esclavistas del sur y la amenaza de una guerra civil entre los estados. Con el fin de aumentar el poder político de los estados de la Unión, el Congreso, dominado por el Partido Republicano, admitió rápidamente la parte oriental del Territorio de Kansas en la Unión como el Estado libre de Kansas el 29 de enero de 1861, dejando la parte occidental del Territorio de Kansas, y sus zonas de minas de oro, como territorio no organizado.

### Territorio y Estado de la Unión
Treinta días más tarde, el 28 de febrero de 1861, el presidente saliente de EE. UU., James Buchanan, firmó una Ley del Congreso por la que se organizaba el Territorio libre de Colorado. Los límites originales de Colorado permanecen inalterados, salvo por las enmiendas topográficas del gobierno. En 1776, el sacerdote español Silvestre Vélez de Escalante registró que los nativos americanos de la zona conocían el río como el Río Colorado por el limo marrón rojizo que el río arrastraba desde las montañas. En 1859, una expedición topográfica del Ejército de EE. UU. dirigida por el capitán John Macomb localizó la confluencia del Río Verde con el Gran Río en lo que hoy es el Parque Nacional de Canyonlands en Utah. El grupo de Macomb designó la confluencia como el nacimiento del Río Colorado.

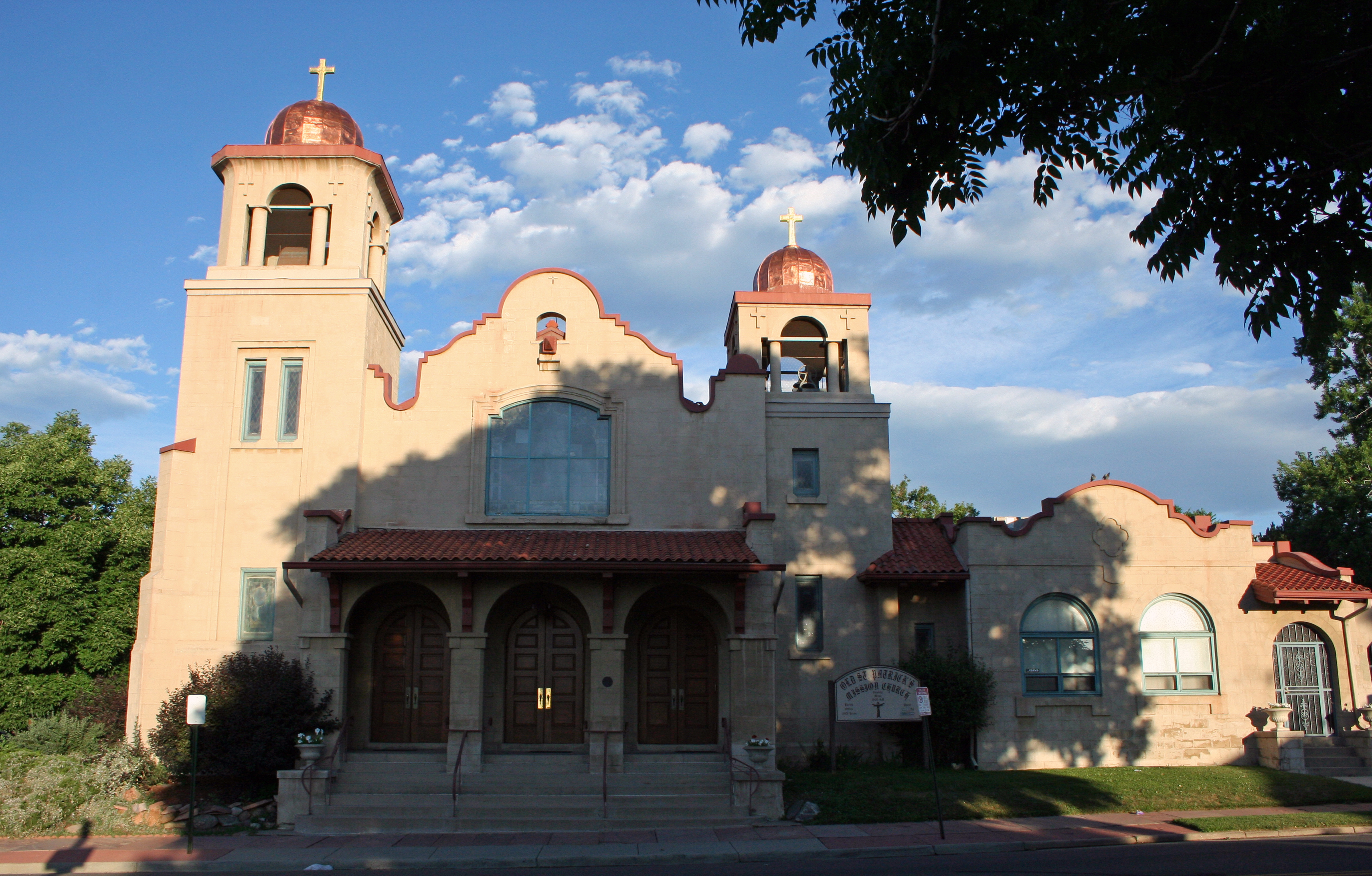
La misión de San Patricio

El 3 de marzo de 1875, el Congreso de los Estados Unidos aprobó una ley que especificaba los requisitos para que el Territorio de Colorado se convirtiera en estado. El 1 de agosto de 1876 (cuatro semanas después del Centenario de los Estados Unidos), el presidente Ulysses S. Grant firmó una proclamación por la que se admitía a Colorado en la Unión como el 38.º estado, lo que le valió el apodo de "Estado del Centenario".
El descubrimiento de un importante filón de plata cerca de Leadville en 1878 desencadenó el boom de la plata de Colorado. La Ley Sherman de Compra de Plata de 1890 revitalizó la minería de plata, y el último, pero mayor, descubrimiento de oro de Colorado en Cripple Creek unos meses más tarde atrajo a una nueva generación de buscadores de oro. Las mujeres de Colorado obtuvieron el derecho al voto el 7 de noviembre de 1893, lo que convirtió a Colorado en el segundo estado en conceder el sufragio universal y el primero por votación popular (de los hombres de Colorado). La derogación de la Ley Sherman de Compra de Plata en 1893 provocó un asombroso colapso de la economía minera y agrícola de Colorado, pero el estado se recuperó lenta y constantemente. Entre las décadas de 1880 y 1930, la floricultura de Denver se convirtió en una de las principales industrias de Colorado. Este periodo se conoció localmente como la Fiebre del oro del Clavel.

## Geografía
La geografía de Colorado es muy diversa y comprende tanto territorios montañosos muy accidentados como vastas llanuras. El Estado de Colorado se define como un rectángulo geoesférico que se extiende desde los 37° hasta los 41° de latitud Norte, y, desde los 102°03' a los 109°03' de longitud Oeste (25°O a 32°O del meridiano de Washington). Colorado es uno de los tres únicos estados de EE. UU. (con Wyoming y Utah) que tiene como fronteras únicamente líneas de latitud y de longitud. 
La cumbre del monte Elbert, con 4401 m de altitud en el condado de Lake es el punto más alto del estado y el punto más alto de todas las Montañas Rocosas. Colorado tiene, aproximadamente, 550 cumbres que superan los 4000 m. Colorado es también el único estado que se encuentra en su totalidad por encima de los 1000 m de altitud. El punto de menor altitud tiene 1010 m, en el punto de la frontera oriental del condado de Yuma donde el río Arikaree desagua hacia el estado de Kansas. 

### Regiones

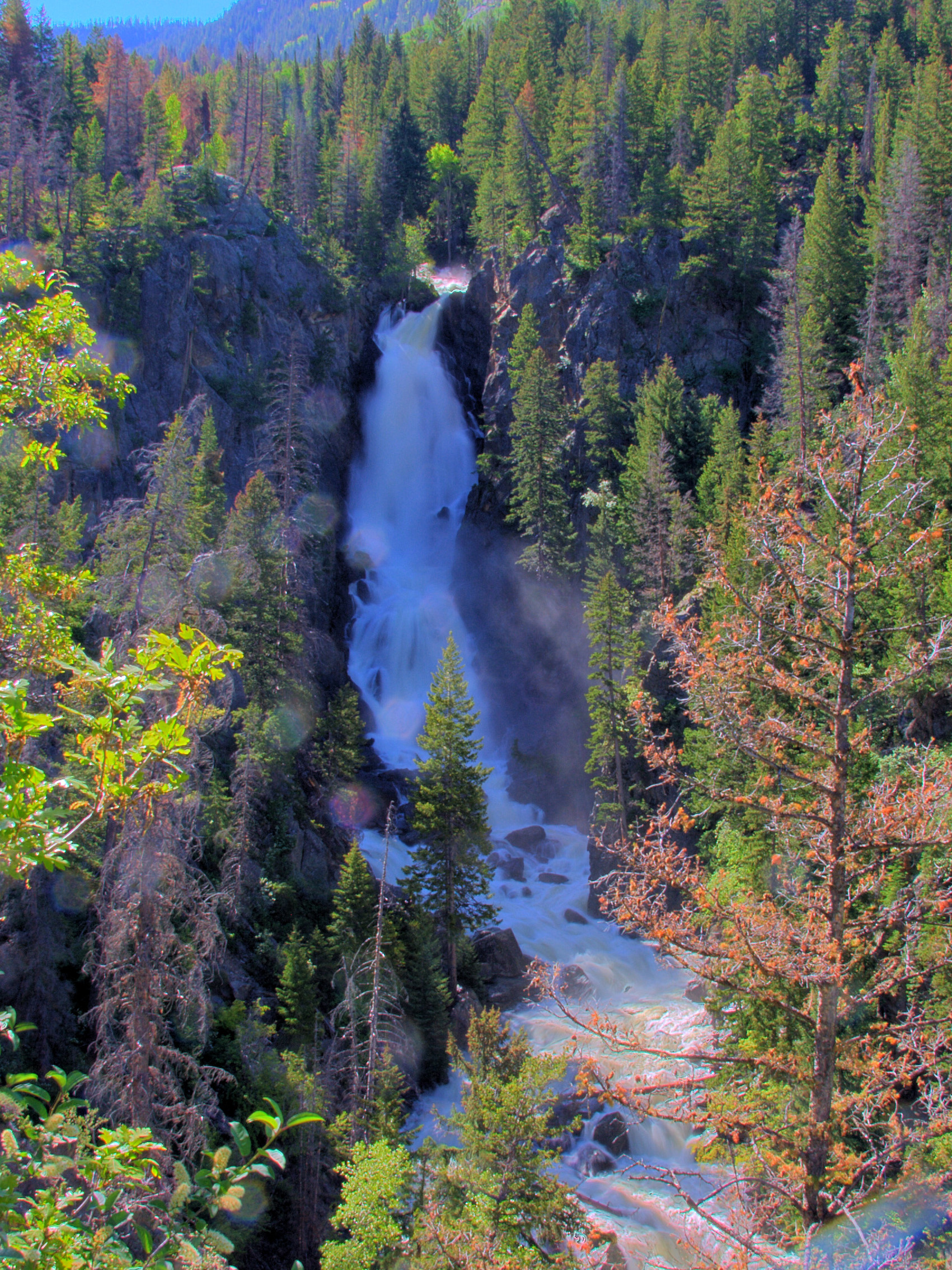
Cascada de Fish Creek, Colorado

Al este de las montañas Rocosas, en Colorado, están las Llanuras Orientales de Colorado (Colorado Eastern Plains), la sección de las Grandes Llanuras en Colorado, con elevaciones que van desde los 1000 a los 2000 m (Nebraska y Kansas tienen frontera con Colorado hacia el este).
Las llanuras se colonizaron con asentamientos de muy baja densidad de población a lo largo de los valles del río Platte Sur y el río Arkansas. Las precipitaciones son escasas, con un promedio de unos 380 mm por año. Hay algunas zonas de regadío, pero la mayor parte de las tierras se utiliza para la agricultura de secano o ranchos. El trigo de invierno es un cultivo típico y la mayoría de los pequeños pueblos de la región cuentan con una torre de agua y un elevador de grano.
La mayor parte de la población de Colorado vive a lo largo del borde este de las montañas Rocosas, en el corredor urbano de Front Range (Front Range Urban Corridor). Esta región está parcialmente protegida de las tormentas reinantes por las altas montañas del oeste. 
Al oeste se encuentra la vertiente oriental de las montañas Rocosas, con cumbres notables como el pico Longs, el monte Evans, el pico Pikes y el pico Español, cerca de Walsenburg, en el sur. Esta área drena hacia el Este, es boscosa, y está parcialmente urbanizada. Con la urbanización, la utilización de los bosques para el madereo y el pastoreo fue en retroceso, con una cumulación de leñas muertas. Durante la sequía de 2002 esta zona fue arrasada por devastadores incendios forestales.
La divisoria continental de las Américas se extiende a lo largo de la cresta de las montañas Rocosas. Al oeste de la Divisoria está la vertiente occidental. Las aguas que caen al oeste de la divisoria continental desaguan en dirección oeste en el océano Pacífico, a través del río Colorado.
En el interior de las montañas Rocosas hay varios grandes parques o grandes cuencas superiores. En el norte, en el lado este de la Divisoria Continental está el Parque Norte (North Park). La región de Parque Norte es drenada por el río Platte Norte, que fluye hacia el Norte adentrándose en Wyoming. Justo al sur, pero en el lado oeste de la Divisoria Continental, está el Middle Park, drenado por el río Colorado. South Park es la cabecera del río Platte Sur. Al sur se encuentra el valle de San Luis, las cabeceras del río Grande, que desagua en Nuevo México. A través de la cordillera Sangre de Cristo, al este del valle de San Luis, se encuentra el valle Montañas Mojadas (Wet Mountain Valley). Estas cuencas, en particular el valle de San Luis, se encuentran a lo largo del rift de río Grande (Rio Grande Rift), una importante característica tectónica. (Ver Rift.)

Las Montañas Rocosas, en Colorado, tienen 54 picos de más de 14 000 pies (4270 m), conocidos como los catorcemiles («fourteeners»). Las montañas tienen bosques de coníferas y álamos, hasta una altura de aproximadamente 4000 m en el sur de Colorado y de unos 3200 m en el norte de Colorado. Por encima de esta línea arbolada, solo se da vegetación alpina. Las Montañas Rocosas están cubiertas de nieve solo en. Grand Junction es la ciudad más grande de la vertiente occidental y está conectada por la autopista Interestatal I-70. Al sureste de Grand Junction está Grand Mesa, un gran plano cubierto de montañas. Más al este, están las estaciones de esquí de Aspen, Vail, Crested Butte, y Steamboat Springs. La esquina noroeste de Colorado, que limita con el norte de Utah y el occidente de Wyoming, tiene muy baja densidad de población y se destina principalmente a pastizales.

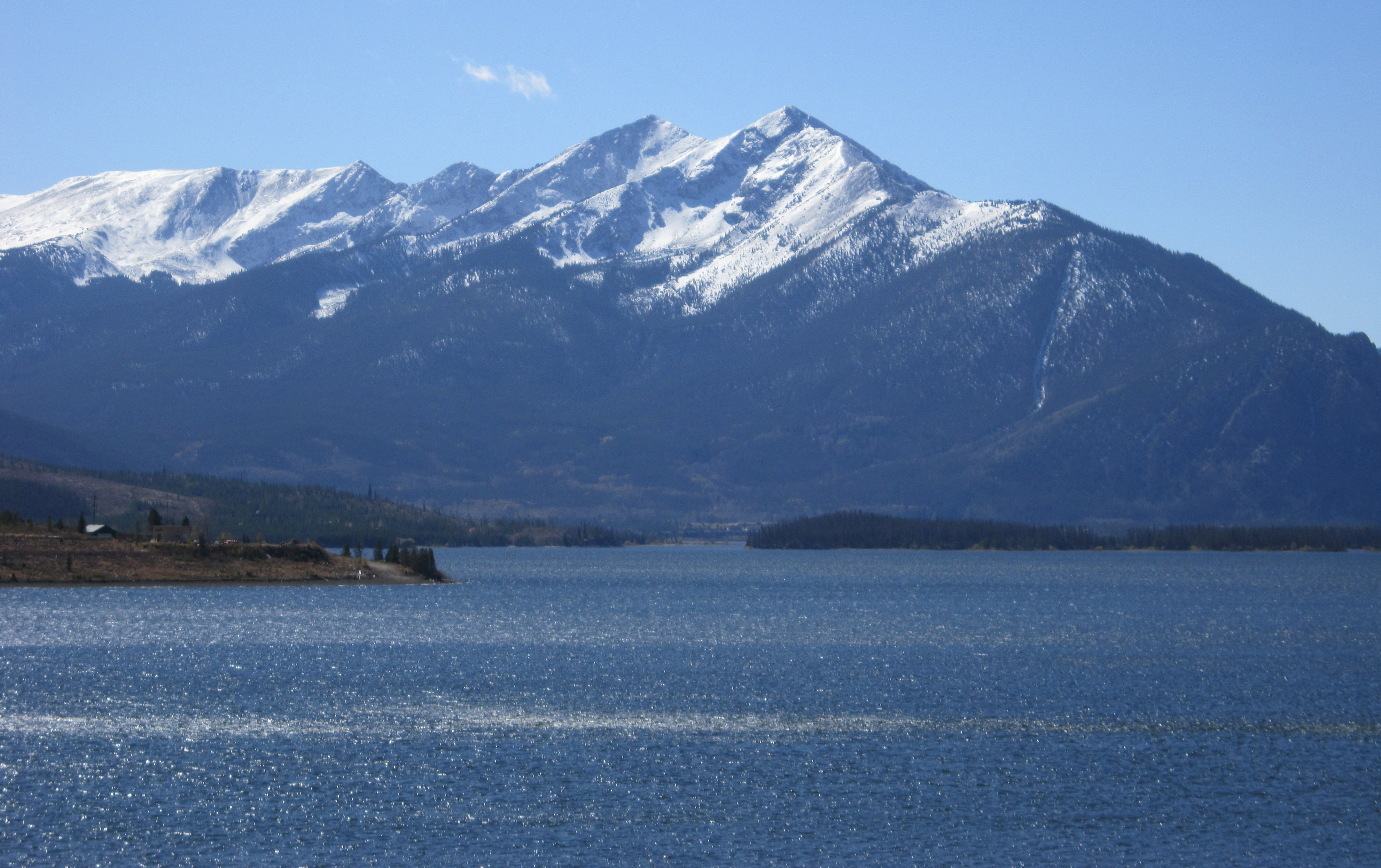
Montañas y lagos cerca de Breckenridge

La vertiente occidental, en general, es drenada por el río Colorado y sus afluentes. Destacan en el sur las montañas de San Juan, una cadena montañosa muy accidentada, y al oeste de San Juan, la meseta de Colorado, un gran desierto que bordea el sur de Utah. Grand Junction es la ciudad más grande de la vertiente occidental y está conectada por la autopista Interestatal I-70. Al sureste de Grand Junction está Grand Mesa, un gran plano cubierto de montañas. Más al este, están las estaciones de esquí de Aspen, Vail, Crested Butte, y Steamboat Springs. La esquina noroeste de Colorado, que limita con el norte de Utah y el occidente de Wyoming, tiene muy baja densidad de población y se destina principalmente a pastizales.
De oeste a este, el estado consiste en cuencas desérticas, que se convierten en mesetas y, a continuación, las montañas alpinas y, luego, las praderas de las Grandes Planicies. El monte Elbert es el pico más alto de las Montañas Rocosas en los Estados Unidos continentales. El famoso pico Pikes está justo al oeste de Colorado Springs. Su pico en solitario se ve desde cerca de la frontera de Kansas en los días claros.

### Llanuras

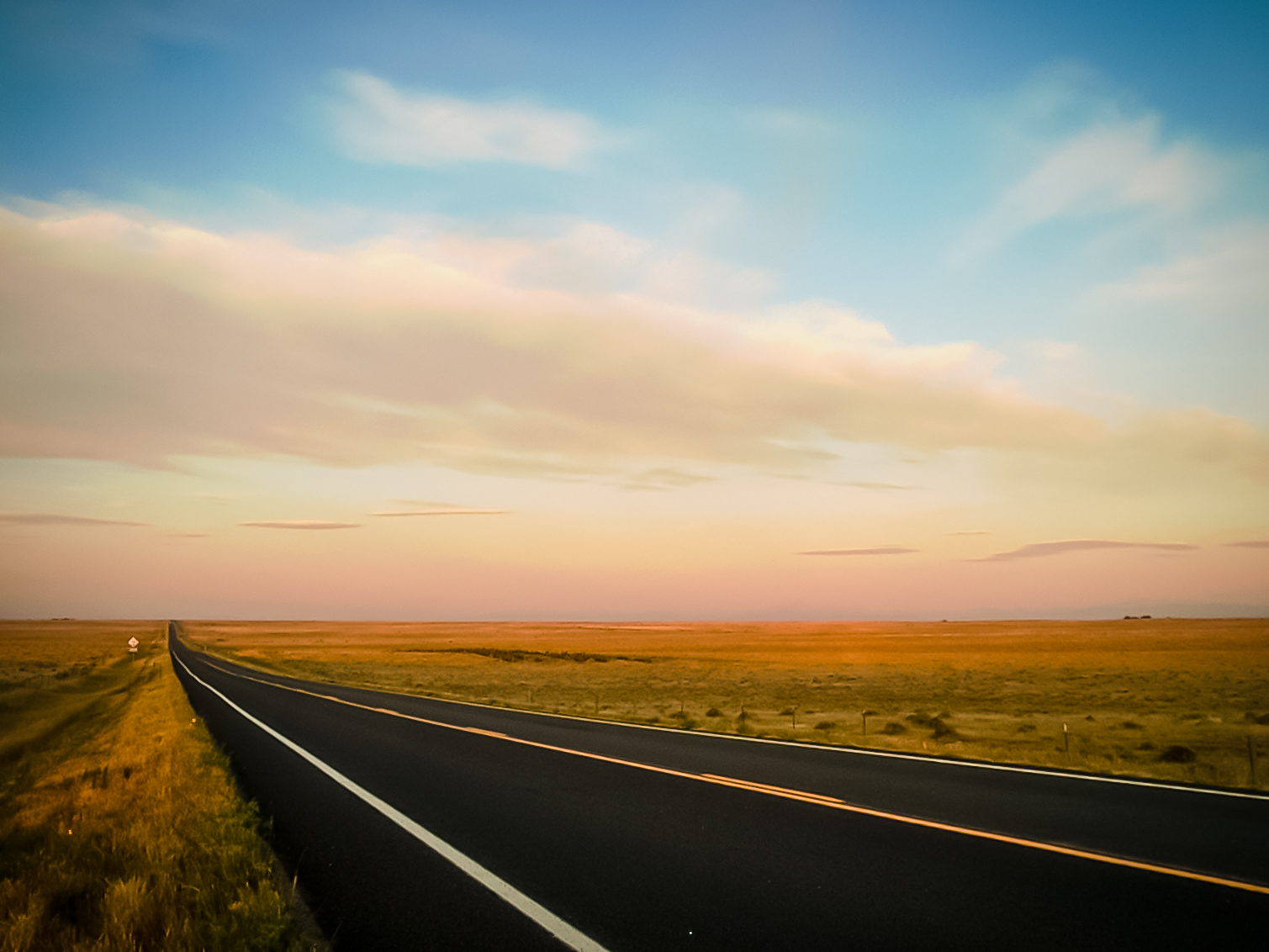
Llanuras en Colorado

Aproximadamente la mitad de Colorado es tierra llana y ondulada. Al este de las Montañas Rocosas se encuentran las Llanuras Orientales de Colorado de las Altas Llanuras, la sección de las Grandes Llanuras dentro de Colorado a elevaciones que van desde aproximadamente 1.020 a 2.290 m (3.350 a 7.500 pies). Las llanuras de Colorado son principalmente praderas, pero también incluyen bosques caducifolios, colinas y cañones. La precipitación media anual es de 380 a 640 mm (15 a 25 pulgadas).
En la actualidad, el este de Colorado está formado principalmente por tierras de cultivo y pastizales, junto con pequeños pueblos y ciudades agrícolas. Los cultivos típicos son el maíz, el trigo, el heno, la soja y la avena. La mayoría de los pueblos y ciudades de esta región cuentan con una torre de agua y un elevador de grano. El agua de riego procede de fuentes superficiales y subterráneas. Las aguas superficiales proceden del río South Platte, del río Arkansas y de otros arroyos. El agua subterránea suele obtenerse a través de pozos artesianos. El uso intensivo de estos pozos con fines de regadío ha provocado la disminución de las reservas de agua subterránea en la región. El este de Colorado también alberga una considerable cantidad y variedad de ganado, como ranchos ganaderos y granjas porcinas.

### Montañas

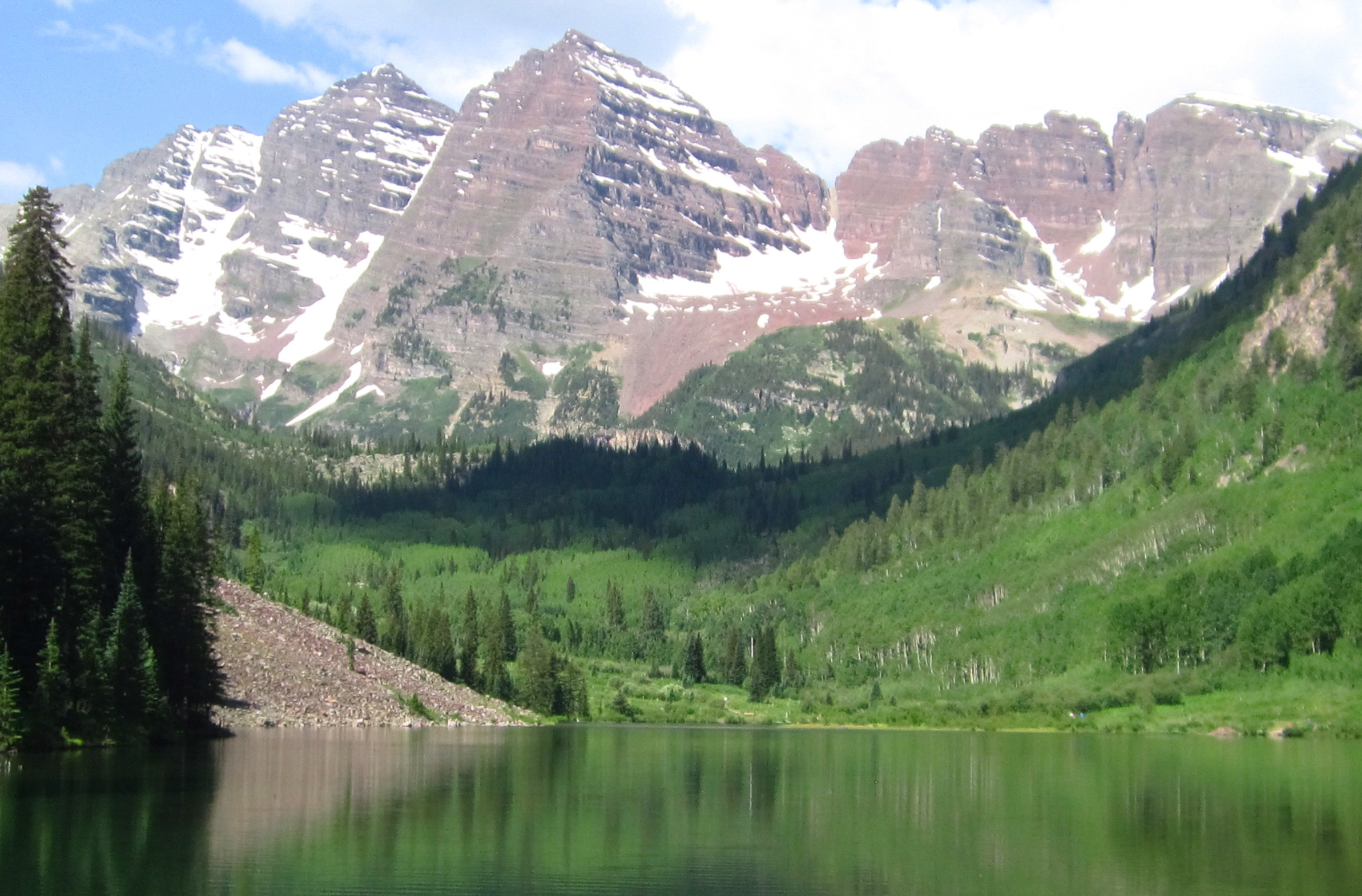
Las Montañas Elk cerca de Aspen

Al oeste de las Grandes Llanuras de Colorado se eleva la vertiente oriental de las Montañas Rocosas. Entre los picos más destacados de las Montañas Rocosas se encuentran el Pico Longs, el Monte Blue Sky, pico Pikes y Pico Spanish, cerca de Walsenburg, en el sur de Colorado. Esta zona drena hacia el este y el sureste, para desembocar finalmente, a través del río Misisipi o del río Grande, en el Golfo de México.
Las Montañas Rocosas en Colorado contienen 53 picos verdaderos con un total de 58 que son 14.000 pies (4.267 m) o más en elevación sobre el nivel del mar, conocido como fourteeners. Estas montañas están cubiertas en gran parte con árboles como coníferas y álamos temblones hasta la línea de árboles, a una elevación de alrededor de 12.000 pies (3.658 m) en el sur de Colorado a alrededor de 10.500 pies (3.200 m) en el norte de Colorado. Por encima de esta línea arbórea, sólo crece vegetación alpina. Sólo una pequeña parte de las Montañas Rocosas de Colorado está cubierta de nieve todo el año.

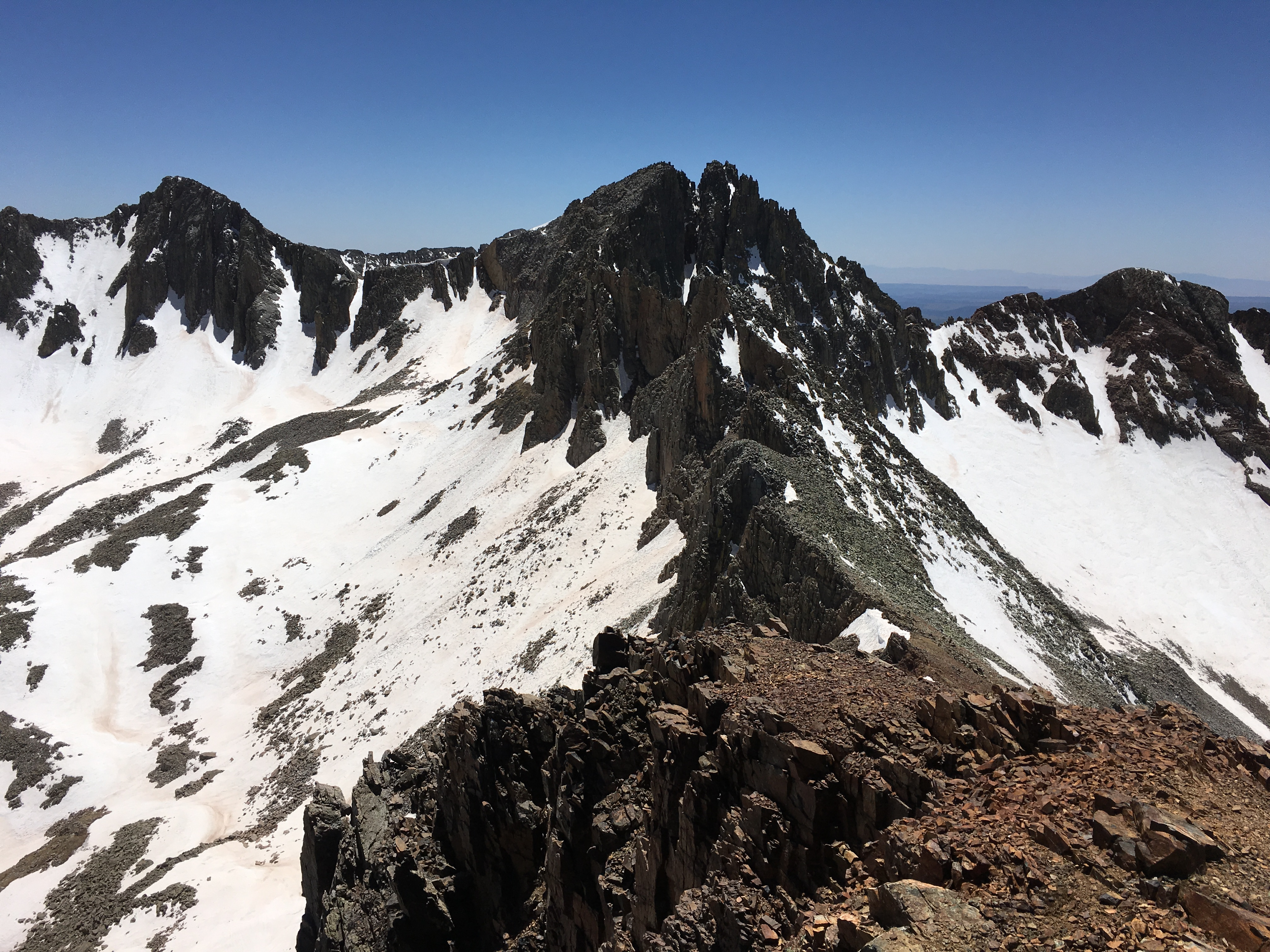
Sierra de La Plata en Colorado

La mayor parte de la nieve alpina se derrite a mediados de agosto, salvo algunos picos nevados y pequeños glaciares. El Cinturón Mineral de Colorado, que se extiende desde las montañas de San Juan en el suroeste hasta Boulder y Central City en la cordillera frontal, contiene la mayoría de los distritos mineros históricos de oro y plata de Colorado. El monte Elbert es la cumbre más alta de las Montañas Rocosas. Las 30 cumbres más altas de las Montañas Rocosas de Norteamérica se encuentran todas dentro del estado.
La cima del monte Elbert, a 4.401,2 m (14.440 pies) de altitud en el condado de Lake, es el punto más alto de Colorado y de las Montañas Rocosas de Norteamérica. Colorado es el único estado de EE. UU. que se encuentra en su totalidad por encima de los 1000 metros de altitud. El punto en el que el río Arikaree sale del condado de Yuma, Colorado, y entra en el condado de Cheyenne, Kansas, es el más bajo de Colorado, con 1.011 m de altitud. Este punto, que es el punto de menor elevación más alto de cualquier estado, es más alto que los puntos de mayor elevación de 18 estados y el Distrito de Columbia.
La divisoria continental de las Américas se extiende a lo largo de la cresta de las Montañas Rocosas. La zona de Colorado situada al oeste de la divisoria continental se denomina vertiente occidental de Colorado. Al oeste de la divisoria continental, el agua fluye hacia el suroeste a través del río Colorado y el río Green hacia el golfo de California en México.

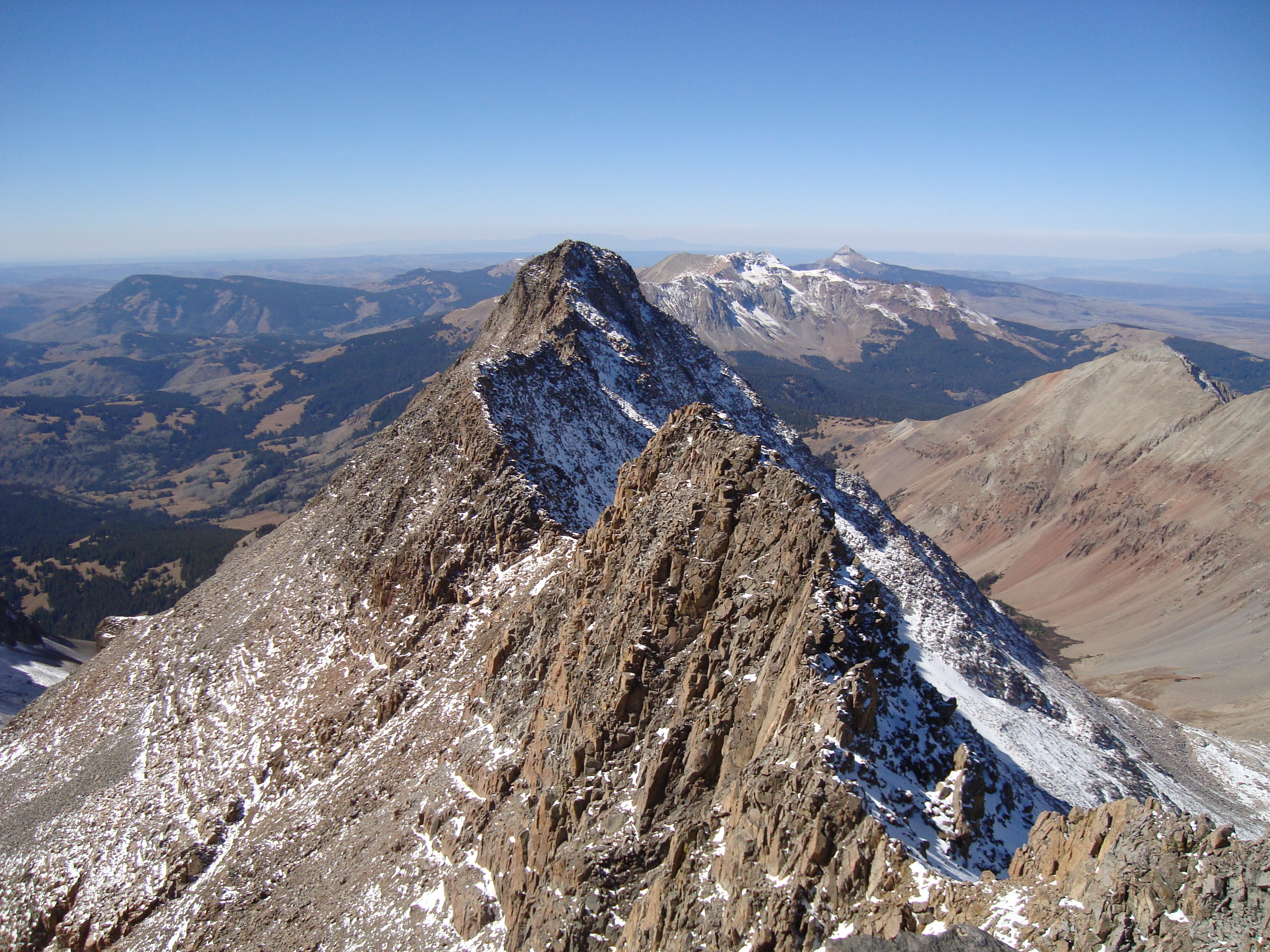
Pico El Diente, Colorado

En el interior de las Montañas Rocosas hay varios grandes parques que son cuencas altas y amplias. En el norte, en el lado este de la divisoria continental, se encuentra el Parque Norte de Colorado. El North Park está drenado por el río North Platte, que fluye hacia el norte hasta Wyoming y Nebraska. Justo al sur del North Park, pero en el lado occidental de la divisoria continental, se encuentra el Middle Park de Colorado, drenado por el río Colorado. El Parque Sur de Colorado es la región de la cabecera del río South Platte.
Aproximadamente el 70% de la población de Colorado reside a lo largo del borde oriental de las Montañas Rocosas, en el corredor urbano Front Range, entre Cheyenne (Wyoming) y la localidad de Pueblo (Colorado). Esta región está parcialmente protegida de las tormentas dominantes que soplan desde la región del Océano Pacífico por las altas Montañas Rocosas en el centro de Colorado. La "Front Range" incluye Denver, Boulder, Fort Collins, Loveland, Castle Rock, Colorado Springs, Pueblo, Greeley y otros pueblos y municipios intermedios. Al otro lado de las Rocosas, los núcleos de población más importantes del oeste de Colorado (conocido como "Western Slope") son las ciudades de Grand Junction, Durango y Montrose.

### Clima
El clima de Colorado es más complejo que el de otros estados fuera de la región de los Estados de la Montaña. A diferencia de la mayoría de los demás estados, el sur de Colorado no siempre es más cálido que el norte. La mayor parte de Colorado está formada por montañas, estribaciones, altas llanuras y tierras desérticas. Las montañas y los valles circundantes afectan en gran medida al clima local. 

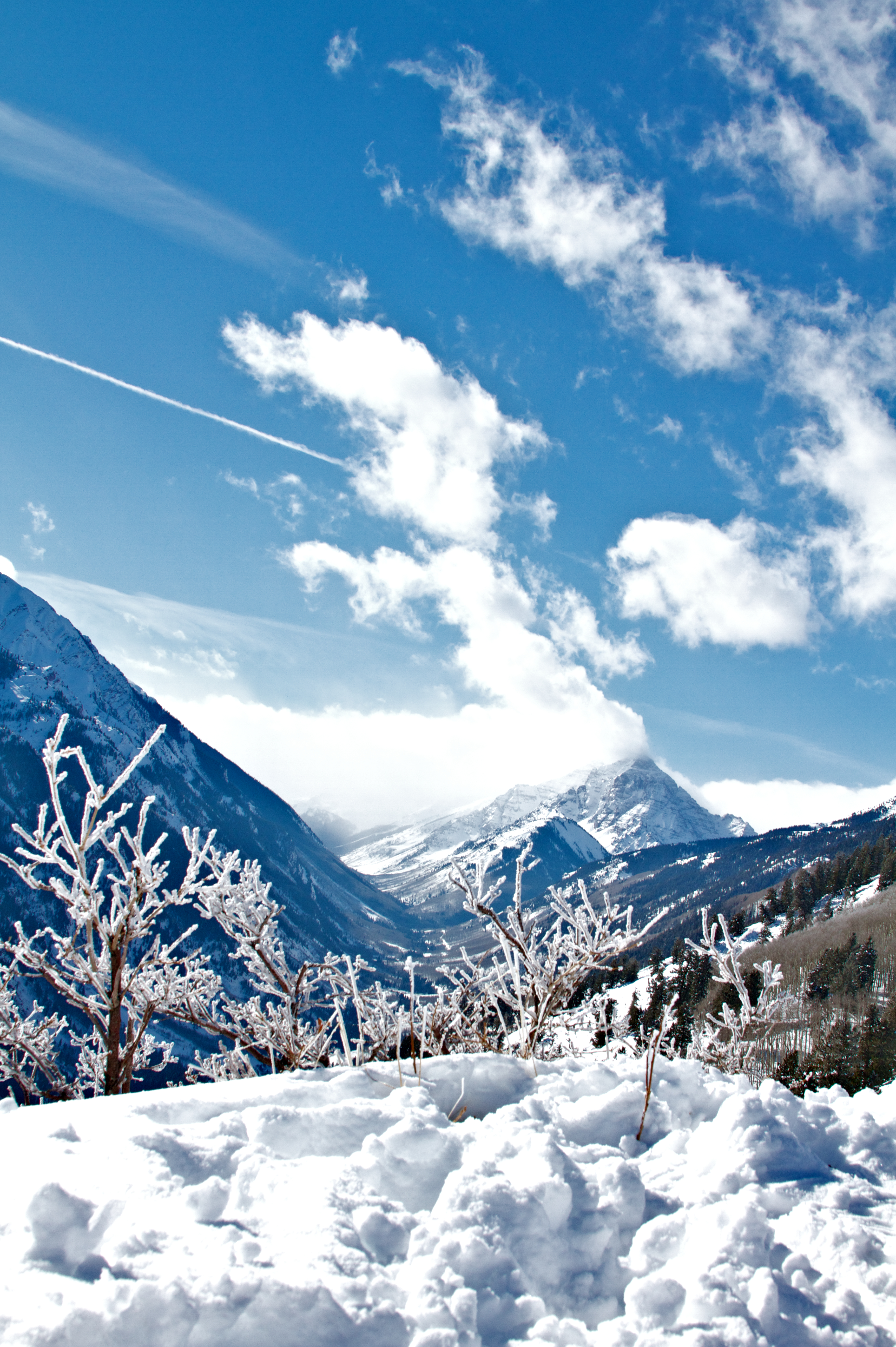
Paisaje de invierno en Colorado

El noreste, este y sureste de Colorado son principalmente las altas llanuras, mientras que el norte de Colorado es una mezcla de altas llanuras, estribaciones y montañas. El noroeste y el oeste de Colorado son predominantemente montañosos, con algunas tierras desérticas mezcladas. El suroeste y el sur de Colorado son una compleja mezcla de zonas desérticas y montañosas.
El clima de los Llanos Orientales es semiárido (clasificación climática de Köppen: BSk), con poca humedad y precipitaciones moderadas, normalmente de 380 a 640 milímetros (15 a 25 pulgadas) anuales, aunque muchas zonas cercanas a los ríos son de clima semihúmedo. La zona es conocida por su abundante sol y sus noches frescas y despejadas, que dan a esta zona una gran amplitud térmica media diurna.
La diferencia entre las máximas de los días y las mínimas de las noches puede ser considerable, ya que el calor se disipa al espacio durante las noches despejadas, al no quedar atrapada la radiación térmica por las nubes. El corredor urbano de Front Range, donde reside la mayor parte de la población de Colorado, se encuentra en una pronunciada sombra de precipitaciones por estar a sotavento de las Montañas Rocosas.
En verano, esta zona puede tener muchos días por encima de 35 °C (95 °F) y a menudo 38 °C (100 °F). En las llanuras, las mínimas invernales suelen oscilar entre -4 y -23 °C (25 y -10 °F). Alrededor del 75% de las precipitaciones caen durante la temporada de crecimiento, de abril a septiembre, pero esta zona es muy propensa a las sequías. La mayoría de las precipitaciones proceden de tormentas, que pueden ser fuertes, y de grandes tormentas de nieve que se producen en invierno y a principios de primavera. Por lo demás, los inviernos suelen ser secos y fríos.
En gran parte de la región, marzo es el mes con más nieve. Abril y mayo son normalmente los meses más lluviosos, mientras que abril es el mes más húmedo en general. Las ciudades de Front Range más cercanas a las montañas suelen ser más cálidas en invierno debido a los vientos Chinook, que calientan la zona y a veces alcanzan temperaturas de 21 °C (70 °F) o más en invierno. La temperatura media en julio es de 13 °C (55 °F) por la mañana y de 32 °C (90 °F) por la tarde. La temperatura media en enero es de 18 °F (-8 °C) por la mañana y 48 °F (9 °C) por la tarde, aunque la variación entre días consecutivos puede ser de 40 °F (-40 °C).

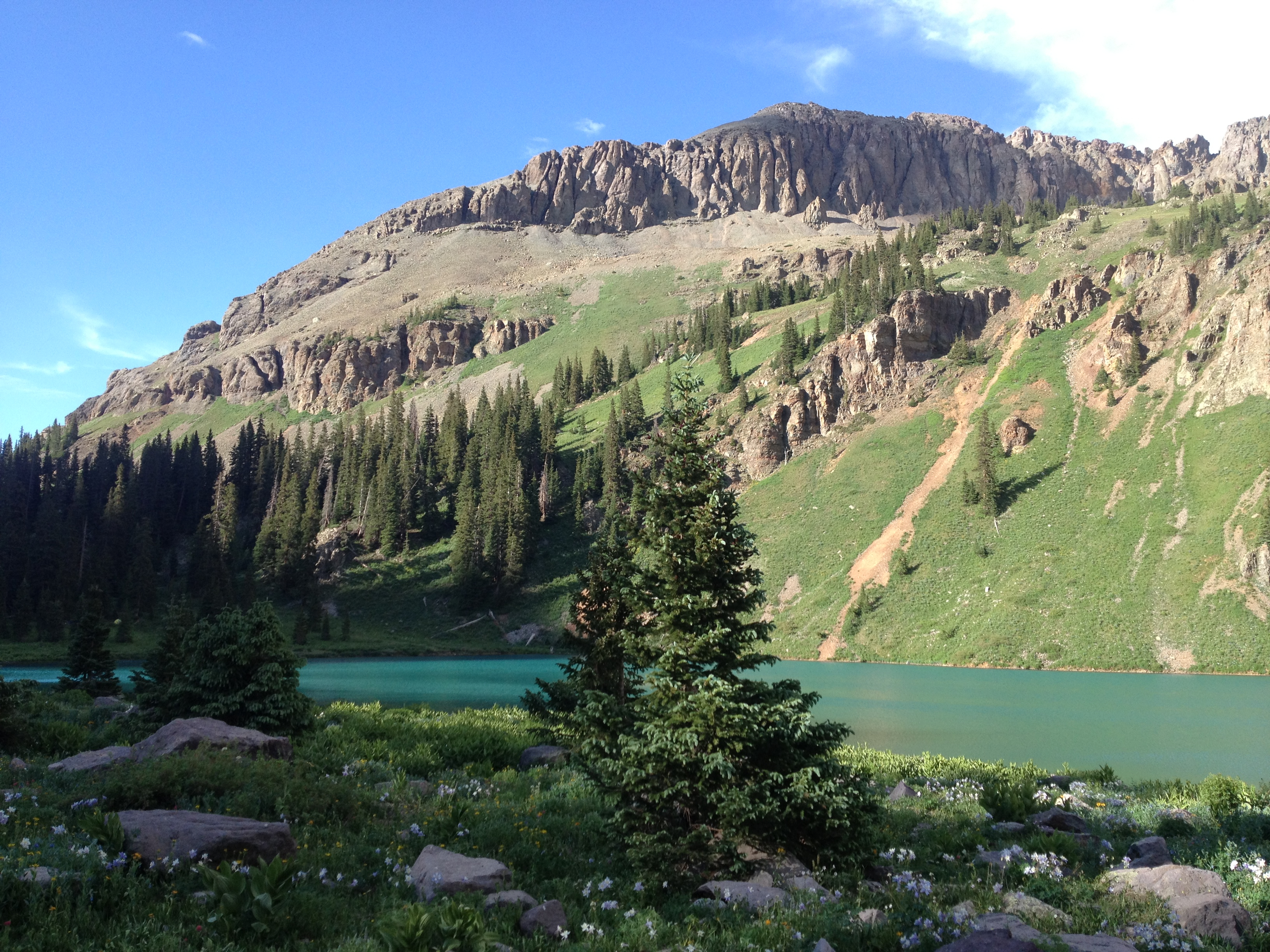
En verano Colorado es propenso a altas temperaturas y Sequía

Al oeste de las llanuras y en las estribaciones, hay una gran variedad de tipos de clima. Lugares situados a pocos kilómetros de distancia entre sí pueden tener un clima totalmente distinto según la topografía. La mayoría de los valles tienen un clima semiárido, no muy distinto del de las llanuras orientales, que cambia a un clima alpino en las zonas más elevadas. También existen microclimas en zonas locales que abarcan casi todo el espectro de climas, como el subtropical de tierras altas (Cfb/Cwb), el subtropical húmedo (Cfa), el continental húmedo (Dfa/Dfb), el mediterráneo (Csa/Csb) y el subártico (Dfc).

#### Cambios meteorológicos
Los cambios meteorológicos extremos son comunes en Colorado, aunque una parte importante de los mismos se producen en las zonas menos pobladas del estado. Las tormentas eléctricas son comunes al este de la divisoria continental en primavera y verano, aunque suelen ser breves. El granizo es habitual en las montañas al este de la divisoria y en las llanuras orientales, especialmente en la parte noreste del estado. El granizo es el peligro meteorológico severo de temporada cálida más comúnmente reportado, y ocasionalmente causa lesiones humanas, así como daños materiales significativos. Las Llanuras orientales están sujetas a algunas de las mayores tormentas de granizo en América del Norte. Ejemplos notables son las fuertes tormentas de granizo que azotaron Denver el 11 de julio de 1990, y el 8 de mayo de 2017, siendo esta última la más costosa jamás ocurrida en el estado.

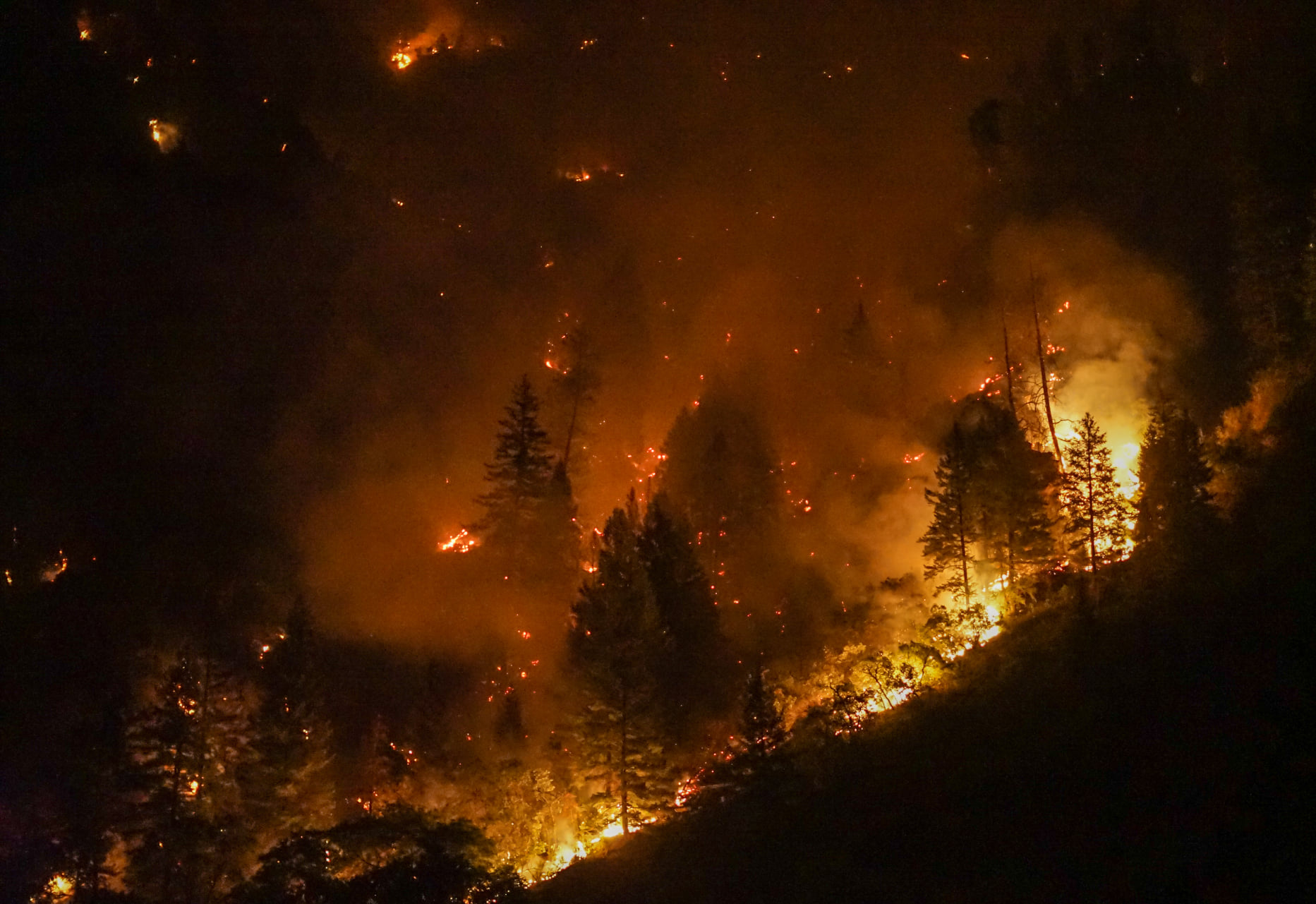
El incendio de Grizzly Creek de 2020 quemo 13.205 hectáreas en el cañón de Glenwood

 Los Llanos Orientales son parte de la porción occidental extrema del Callejón del Tornado; algunos tornados dañinos en los Llanos Orientales incluyen el tornado Limón F3 de 1990 y el tornado Windsor EF3 de 2008, que devastó una pequeña ciudad. Las porciones de los Llanos orientales ven tornados especialmente frecuentes, tanto los generados por mesociclones en tormentas supercelulares como por lluvias de tierra menos intensas, como dentro de la zona de vorticidad de convergencia de Denver (DCVZ).
Las Llanuras también son susceptibles de sufrir inundaciones ocasionales y crecidas repentinas especialmente graves, provocadas tanto por las tormentas como por el rápido deshielo de la nieve en las montañas cuando hace calor. Algunos ejemplos notables son la inundación de Denver de 1965, la inundación del río Big Thompson de 1976 y las inundaciones de Colorado de 2013. El calor es habitual durante los veranos en Denver. El récord de la ciudad en 1901 de días consecutivos por encima de 32 °C (90 °F) se batió durante el verano de 2008. El nuevo récord de 24 días consecutivos superó el anterior en casi una semana.
La mayor parte de Colorado es muy seca, con una precipitación media anual de sólo 430 milímetros (17 pulgadas) en todo el estado. La falta de precipitaciones contribuye a la gravedad de los incendios forestales, como el de Hayman en 2002. Otros incendios notables incluyen el incendio del Cañón Fourmile de 2010, el incendio del Cañón Waldo, el Incendio de High Park de junio de 2012, y el Incendio de Black Forest de junio de 2013.  Incluso estos incendios fueron superados en gravedad por el de Pine Gulch, el de Cameron Peak y el de East Troublesome de 2020, todos ellos los tres incendios más grandes de la historia de Colorado). Y el incendio de Marshall, que comenzó el 30 de diciembre de 2021, aunque no fue el mayor de la historia del estado, sí fue el más destructivo en términos de pérdidas materiales.

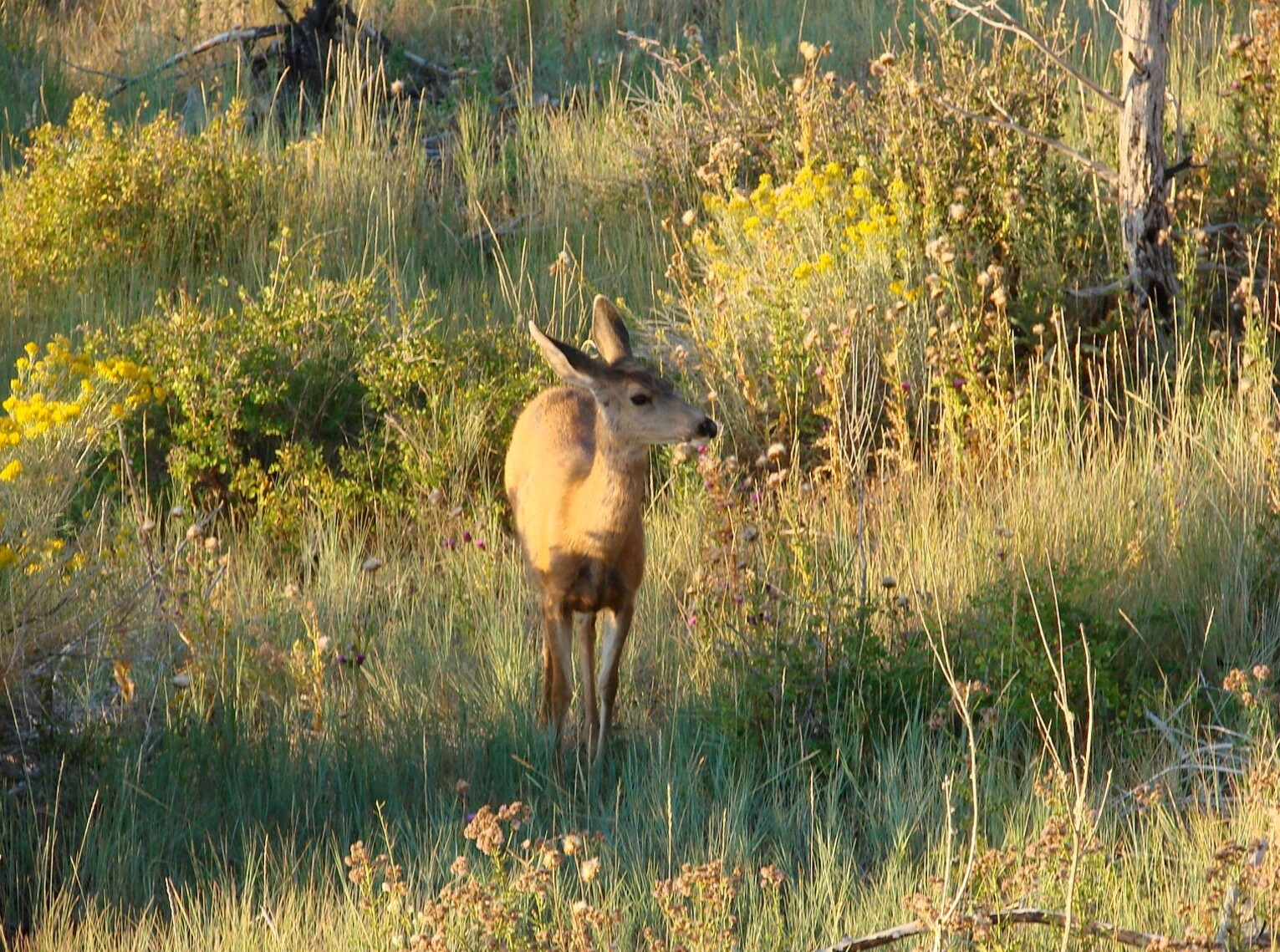
Un venado mulo o ciervo mulo (Odocoileus hemionus) en el Parque nacional Mesa Verde en Colorado

Sin embargo, algunas de las regiones montañosas de Colorado reciben una enorme cantidad de humedad de las nevadas invernales. El deshielo primaveral de estas nieves suele provocar grandes caudales de agua en el río Yampa, el río Colorado, el río Grande, el río Arkansas, el río North Platte y el río South Platte.
El agua que fluye de las Montañas Rocosas del Colorado es una fuente muy importante de agua para las granjas, pueblos y ciudades de los estados suroccidentales de Nuevo México, Arizona, Utah y Nevada, así como del Medio Oeste, como Nebraska y Kansas, y los estados sureños de Oklahoma y Texas. También se desvía una cantidad importante de agua para su uso en California; ocasionalmente (antes de forma natural y constante), el caudal de agua llega al norte de México.

### Fauna
Un proceso de extirpación mediante trampas y envenenamiento del lobo gris (Canis lupus) de Colorado en la década de 1930 hizo que el último lobo salvaje del estado fuera abatido en 1945. Una manada de lobos recolonizó el condado de Moffat, Colorado, en el noroeste de Colorado en 2019.

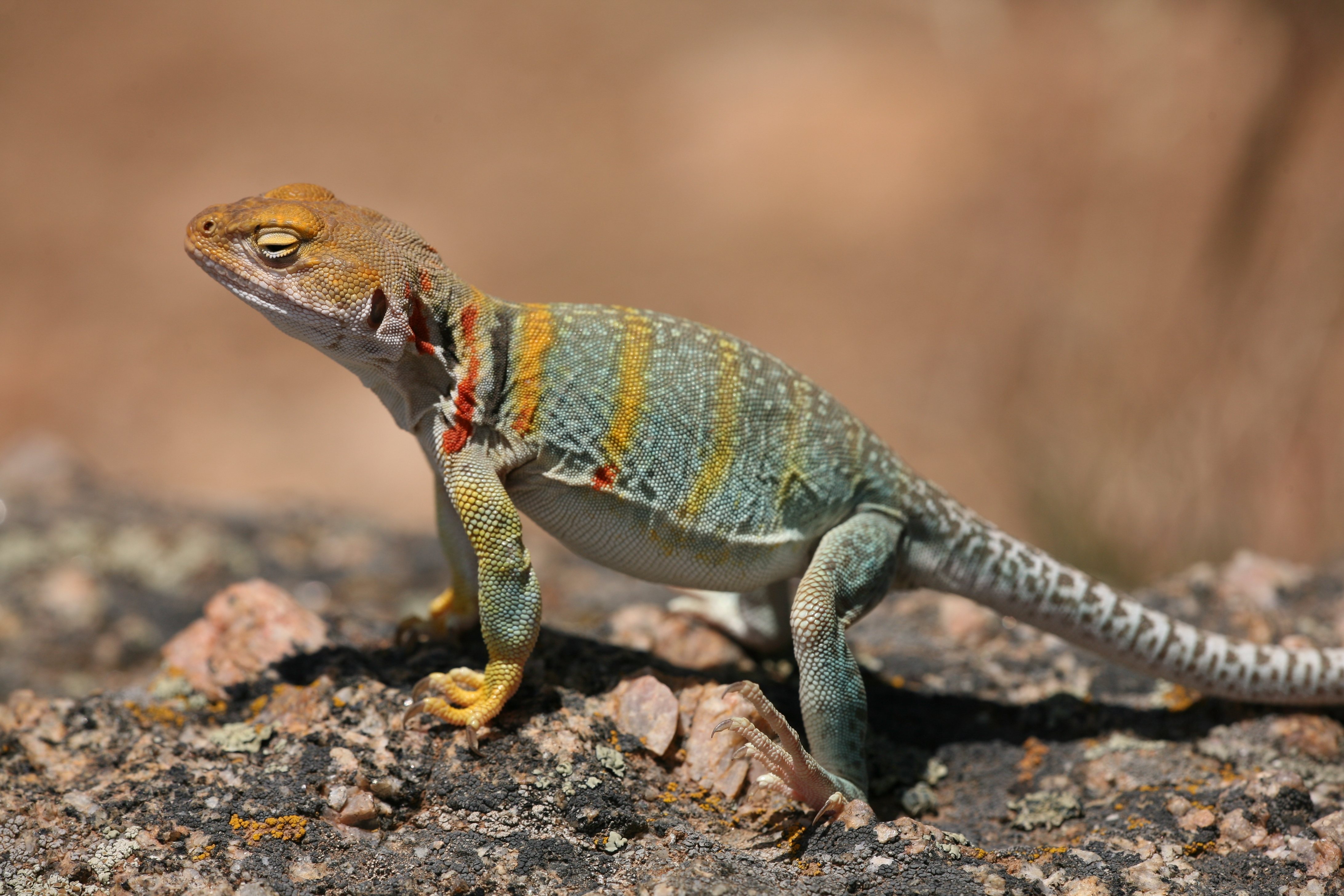
Lagarto de collar (Crotaphytus collaris) en el Parque nacional Gunnison

Algunos ganaderos han expresado su preocupación de que una población de lobos que regresa amenace potencialmente sus rebaños. Los habitantes de Colorado votaron a favor de reintroducir lobos grises en 2020, con el estado comprometiéndose a un plan para tener una población en el estado para 2022 y permitiendo métodos no letales para ahuyentar a los lobos que atacan al ganado y las mascotas.
Aunque existen pruebas fósiles de la presencia de la cabra montés de Harrington en Colorado entre hace al menos 800.000 años y su extinción con la megafauna hace aproximadamente 11.000 años, la cabra montés no es autóctona de Colorado, sino que fue introducida en el estado durante el intervalo comprendido entre 1947 y 1972. A pesar de ser una especie introducida artificialmente, el estado declaró a la cabra montés especie autóctona en 1993. En 2013, 2014 y 2019, una enfermedad desconocida mató a casi todas las crías de cabra montés, lo que dio lugar a una investigación de Colorado Parks and Wildlife.
La población nativa de berrendos en Colorado ha variado salvajemente durante el último siglo, alcanzando un mínimo de solo 15,000 individuos durante la década de 1960. Sin embargo, los esfuerzos de conservación consiguieron que la población estable volviera a ser de unos 66.000 ejemplares en 2013. Se calcula que la población alcanzó los 85.000 ejemplares en 2019 y que cada vez tuvo más encontronazos con el aumento de las viviendas suburbanas a lo largo de la cordillera frontal oriental. 

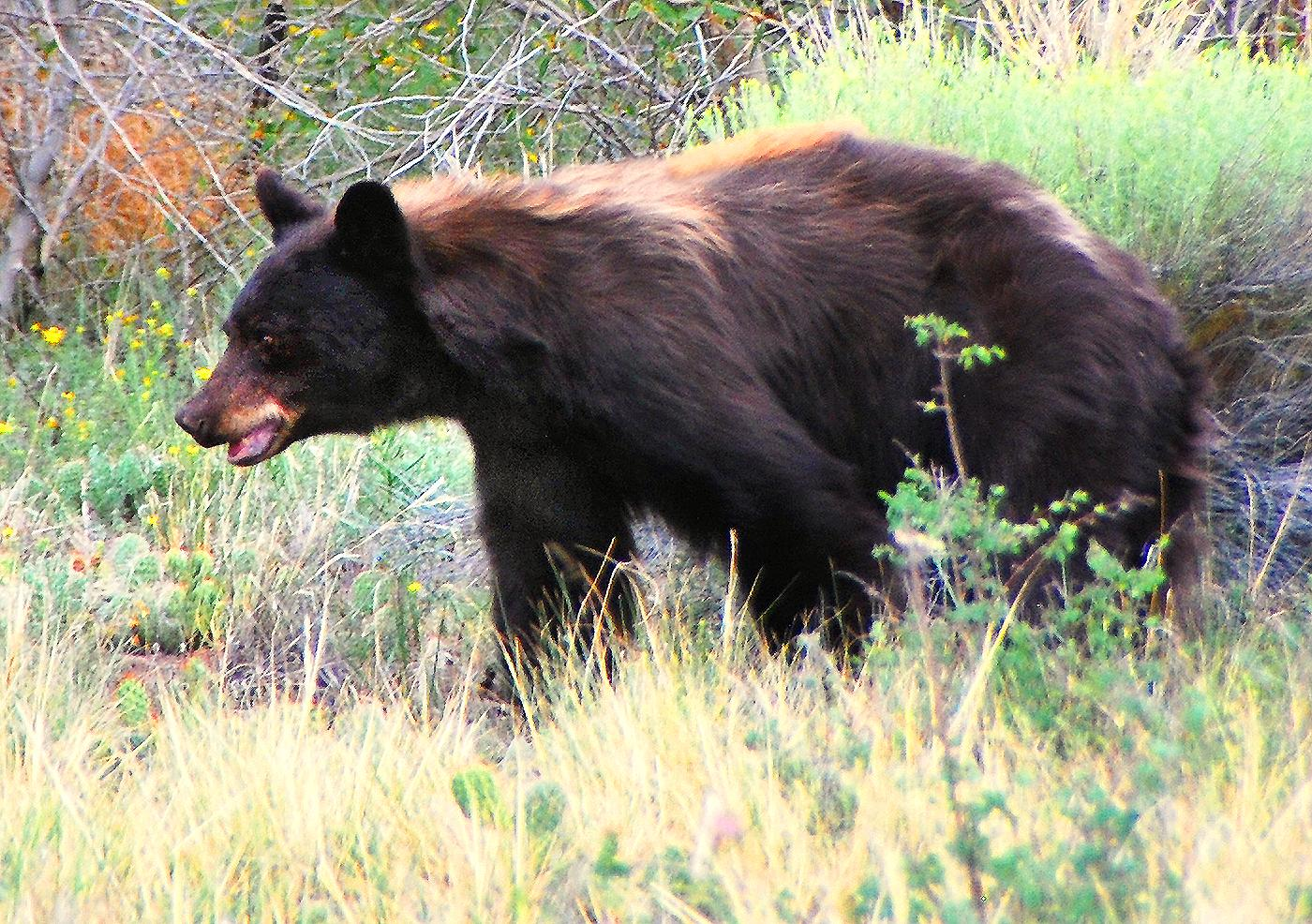
Un oso negro (Ursus americanus) en Colorado

Los funcionarios estatales de vida silvestre sugirieron que los propietarios de tierras tendrían que modificar el vallado para permitir que el mayor número de berrendos se moviera sin problemas a través de las tierras recién urbanizadas. Los berrendos se encuentran más fácilmente en las porciones norte y este del estado, con algunas poblaciones también en las montañas occidentales de San Juan.
Entre la fauna común de las montañas de Colorado se encuentran el ciervo mulo, la ardilla roja del suroeste, la ardilla de tierra de manto dorado, la marmota de vientre amarillo, el alce, la pica americana y el zorro rojo, todos ellos en números excepcionalmente altos, aunque los alces no son nativos del estado. En las estribaciones hay ciervos, ardilla zorro, cola de algodón del desierto, cola de algodón de montaña y coyote. En las praderas viven el perrito de las praderas de cola negra, el zorro vencejo en peligro de extinción, el tejón americano y la liebre de cola blanca.

## Política y Gobierno

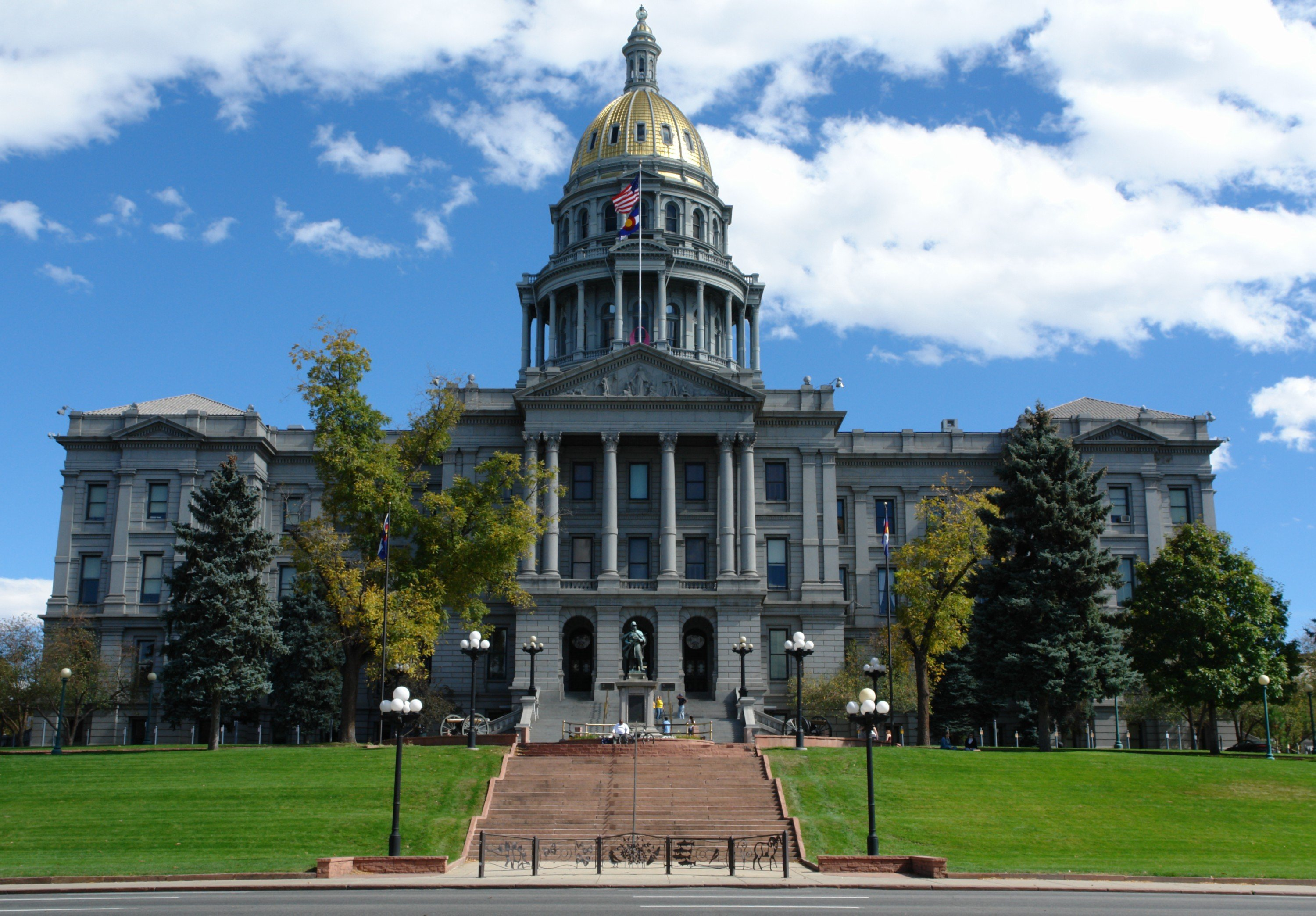
Capitolio del Estado de Colorado

### Gobierno estatal
Al igual que el gobierno federal y todos los demás estados de EE. UU., la constitución del estado de Colorado establece tres ramas de gobierno: la legislativa, la ejecutiva y la judicial.
El Gobernador de Colorado encabeza el poder ejecutivo del estado. El actual gobernador es Jared Polis, demócrata. Los otros cargos electos del ejecutivo estatal son el vicegobernador de Colorado (elegido junto con el gobernador), el secretario de Estado de Colorado, el tesorero del Estado de Colorado y el fiscal general de Colorado, todos ellos con mandatos de cuatro años.
El Tribunal Supremo de Colorado, compuesto por siete jueces, es el más alto tribunal del estado. El Tribunal de Apelaciones de Colorado, con 22 jueces, se reúne en divisiones de tres jueces cada una. Colorado está dividido en 22 distritos judiciales, cada uno de los cuales tiene un tribunal de distrito y un tribunal de condado con jurisdicción limitada. El estado también cuenta con tribunales especializados en aguas, que se reparten en siete divisiones distintas por todo el estado y que deciden sobre asuntos relacionados con los derechos de agua y el uso y administración del agua.

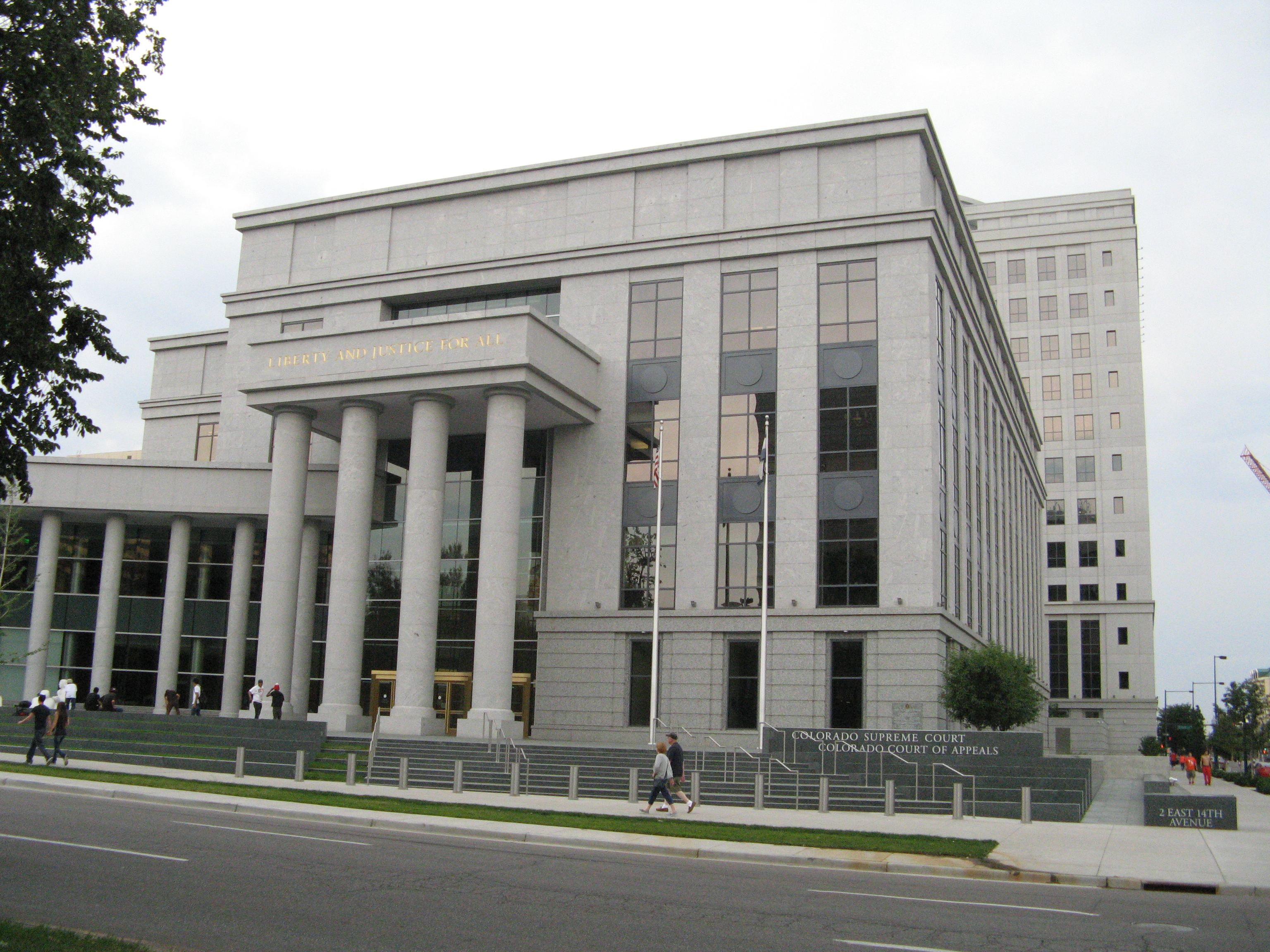
Corte de Apelaciones de Colorado

El órgano legislativo del estado es la Asamblea General de Colorado, que consta de dos cámaras: la Cámara de Representantes y el Senado. La Cámara tiene 65 miembros y el Senado 35. En 2021, el Partido Demócrata tenía una mayoría de 20 a 15 en el Senado y de 41 a 24 en la Cámara de Representantes.
La mayoría de los habitantes de Colorado son nativos de otros estados (casi el 60% según el censo de 2000), y esto queda ilustrado por el hecho de que el estado no tuvo un gobernador nativo desde 1975 (cuando John David Vanderhoof dejó el cargo) hasta 2007, cuando Bill Ritter asumió el cargo; su elección el año anterior supuso la primera victoria electoral de un nativo de Colorado en unas elecciones a gobernador desde 1958 (Vanderhoof había ascendido desde el cargo de vicegobernador cuando John Arthur Love obtuvo un puesto en la administración de Richard Nixon en 1973).
El impuesto lo recauda el Departamento de Hacienda de Colorado.

### Política Partidista
Colorado fue considerado en su día un estado indeciso, pero se ha convertido en un estado azul (Demócrata) relativamente seguro tanto en las elecciones estatales como en las federales. En las elecciones presidenciales, no había ganado hasta 2020 por dos dígitos desde 1984 y ha respaldado al candidato ganador en 9 de las últimas 11 elecciones. Los habitantes de Colorado han elegido a 17 demócratas y 12 republicanos para la gobernación en los últimos 100 años.

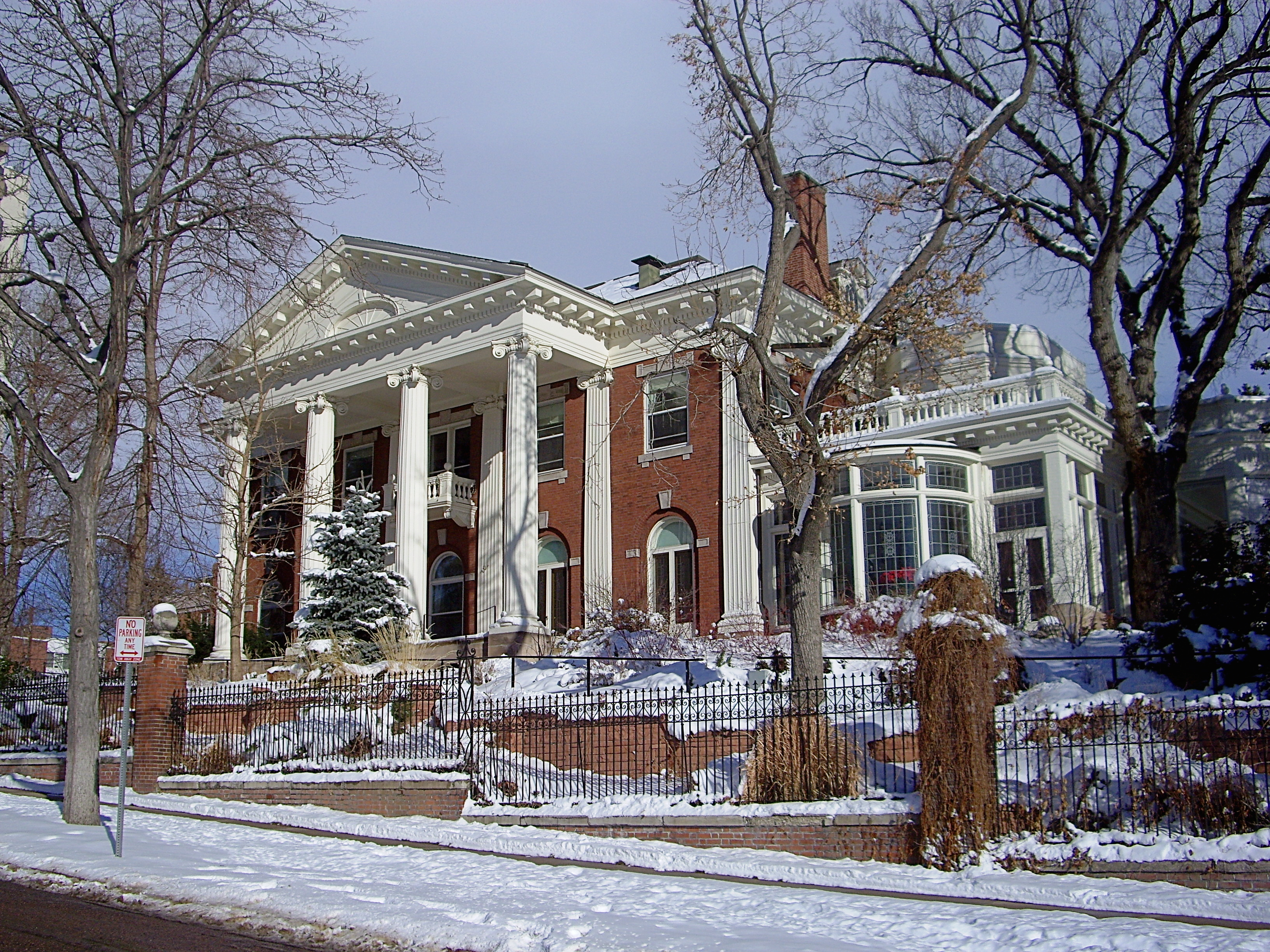
Mansión del Gobernador de Colorado

En política presidencial, Colorado fue considerado un estado republicano fiable durante la era posterior a la Segunda Guerra Mundial, votando por el candidato demócrata sólo en 1948, 1964 y 1992. Sin embargo, se convirtió en un competitivo estado indeciso en la década de 1990. Desde mediados de la década de 2000, ha oscilado fuertemente hacia los demócratas, votando a Barack Obama en 2008 y 2012, a Hillary Clinton en 2016 y a Joe Biden en 2020.
La política de Colorado tiene el contraste entre ciudades conservadoras como Colorado Springs y Grand Junction y ciudades liberales como Boulder y Denver. Los demócratas son más fuertes en el área metropolitana de Denver, las ciudades universitarias de Fort Collins y Boulder, el sur de Colorado (incluido Pueblo) y varios condados del oeste con estaciones de esquí. Los republicanos son más fuertes en las llanuras orientales, Colorado Springs, Greeley y el extremo occidental de Colorado, cerca de Grand Junction.

### Condados

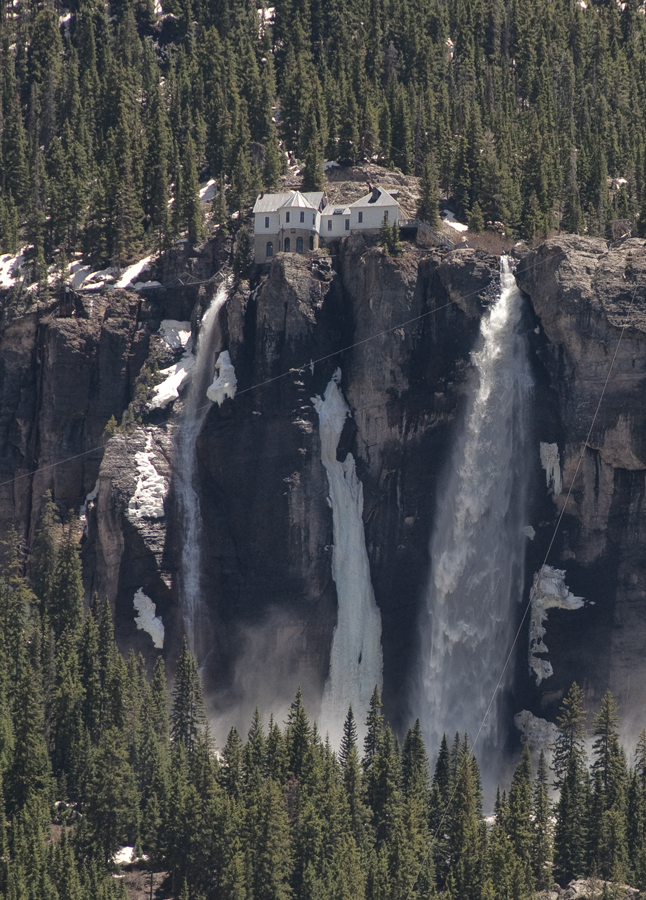
Cascada en el Condado de San Miguel, Colorado

- Adams (Brighton)
- Alamosa (Alamosa)
- Arapahoe (Littleton)
- Archuleta (Pagosa Springs)
- Baca (Springfield)
- Bent (Las Ánimas)
- Boulder (Boulder)
- Broomfield (Broomfield)[47]
- Chaffee (Salida)
- Cheyenne (Cheyenne Wells)
- Clear Creek (Georgetown)
- Conejos (Conejos)
- Costilla (San Luis)
- Crowley (Ordway)
- Custer (Westcliffe
- Delta (Delta)
- Denver (Denver)[48]
- Dolores (Dove Creek)
- Douglas (Castle Rock)
- Eagle (Eagle)
- El Paso (Colorado Springs)
- Elbert (Kiowa)
- Fremont (Cañón City)
- Garfield (Glenwood Springs)
- Gilpin (Central City)
- Grand (Hot Sulphur Springs)
- Gunnison (Gunnison)
- Hinsdale (Lake City)
- Huérfano (Walsenburg)
- Jackson (Walden)
- Jefferson (Golden)
- Kiowa (Eads)
- Kit Carson  (Burlington)
- La Plata (Durango)
- Lake (Leadville)
- Larimer (Fort Collins)
- Las Ánimas (Trinidad)
- Lincoln (Hugo)
- Logan (Sterling)
- Mesa (Grand Junction)
- Mineral (Creede)
- Moffat (Craig)
- Montezuma (Cortez)
- Montrose (Montrose)
- Morgan (Fort Morgan)
- Otero (La Junta)
- Ouray (Ouray)
- Park (Fairplay)
- Phillips (Holyoke)
- Pitkin (Aspen)
- Prowers (Lamar)
- Pueblo (Pueblo)
- Río Blanco (Meeker)
- Río Grande (Del Norte)
- Routt (Steamboat Springs)
- Saguache (Saguache)
- San Juan (Silverton)
- San Miguel (Telluride)
- Sedgwick (Julesburg)
- Summit (Breckenridge)
- Teller (Cripple Creek)
- Washington (Akron)
- Weld (Greeley)
- Yuma (Wray)

### Distritos especiales
Colorado cuenta con más de 4.000 distritos especiales, la mayoría con autoridad fiscal sobre la propiedad. Estos distritos pueden proporcionar escuelas, aplicación de la ley, protección contra incendios, agua, alcantarillado, drenaje, riego, transporte, recreación, infraestructura, instalaciones culturales, apoyo empresarial, reurbanización u otros servicios.
Algunos de estos distritos tienen autoridad para recaudar impuestos sobre las ventas, así como impuestos sobre la propiedad y tasas de uso. Esto ha dado lugar a una mezcolanza de impuestos sobre las ventas y sobre la propiedad en Colorado. Hay algunas intersecciones de calles en Colorado con un tipo impositivo sobre las ventas diferente en cada esquina, a veces sustancialmente diferente.
Algunos de los distritos más notables de Colorado son:
- El Distrito de Transporte Regional (RTD),[49] que afecta a los condados de Denver, Boulder, Jefferson y a partes de los condados de Adams, Arapahoe, Broomfield y Douglas.

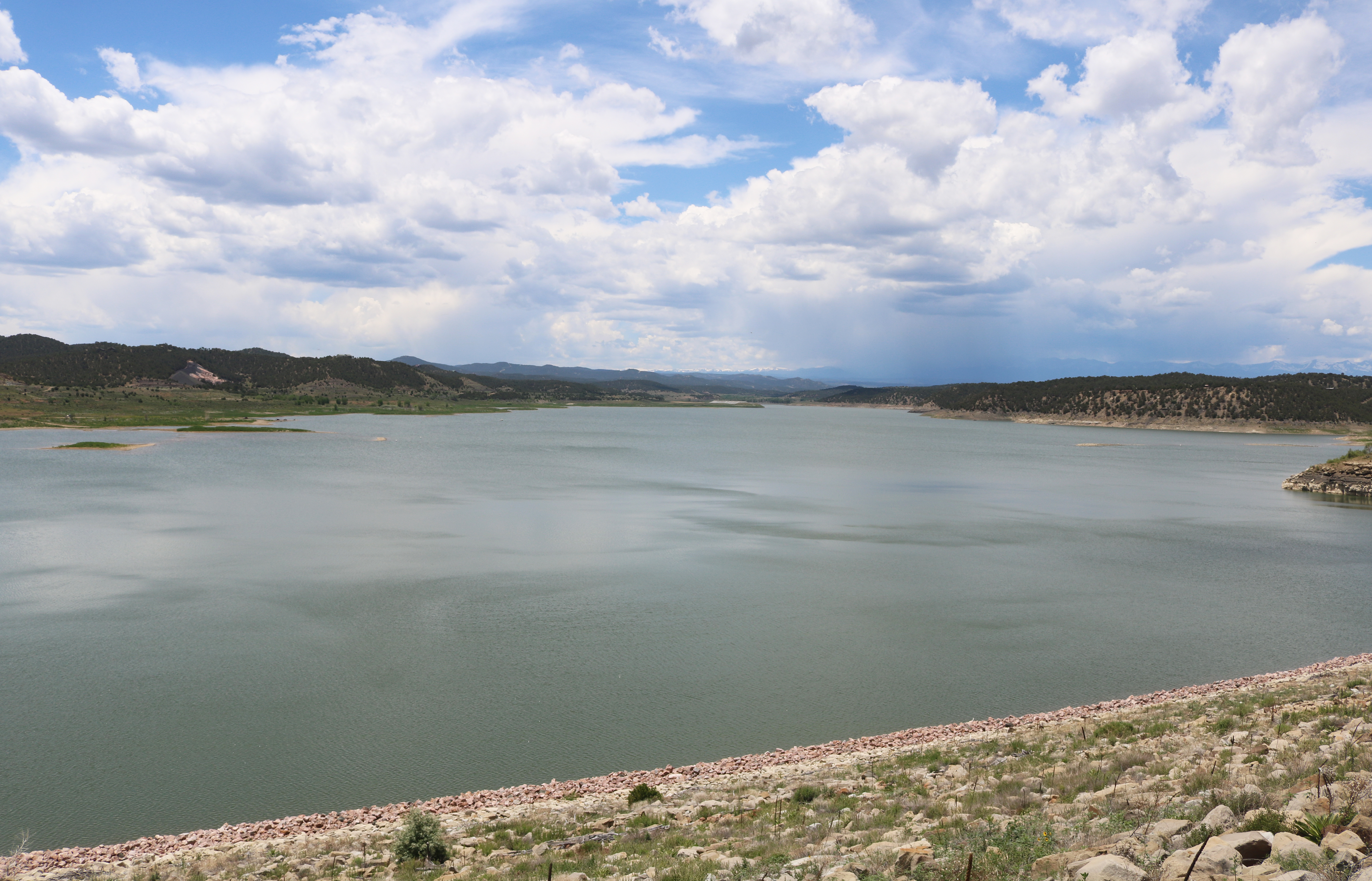
El Lago Trinidad en el condado de Las Ánimas al sur de Colorado

- El Distrito de Instalaciones Científicas y Culturales[50] (SCFD), un distrito fiscal regional especial con límites físicos contiguos a los de los condados de Adams, Arapahoe, Boulder, Broomfield, Denver, Douglas y Jefferson.

Recauda un impuesto sobre ventas y usos al por menor del 0,1% (un céntimo por cada 10 dólares).
Según la ley de Colorado, el SCFD distribuye anualmente el dinero a organizaciones locales. Estas organizaciones deben proporcionar la iluminación y el entretenimiento del público a través de la producción, presentación, exhibición, promoción o preservación del arte, la música, el teatro, la danza, la zoología, la botánica, la historia natural o la historia cultural.
De acuerdo con la ley, las organizaciones beneficiarias del SCFD se dividen actualmente en tres "niveles", entre los que se reparten los ingresos según un porcentaje.
El nivel I incluye organizaciones regionales: el Museo de Arte de Denver, los Jardines Botánicos de Denver, el Museo de Naturaleza y Ciencia de Denver, el Zoológico de Denver y el Centro de Artes Escénicas de Denver. Recibe el 65,5%.
El nivel II incluye actualmente 26 organizaciones regionales. El nivel II recibe el 21%.
El Nivel III cuenta con más de 280 organizaciones locales como pequeños teatros, orquestas, centros de arte, historia natural, historia cultural y grupos comunitarios. Las organizaciones del nivel III solicitan financiación a los consejos culturales de los condados a través de un proceso de subvenciones. Este nivel recibe el 13,5%.
Un consejo de administración de 11 miembros supervisa las distribuciones según los Estatutos Revisados de Colorado. Siete miembros del consejo son nombrados por los comisionados de los condados (en Denver, por el Ayuntamiento de Denver) y cuatro miembros son nombrados por el gobernador de Colorado.
- El Distrito del Estadio de Fútbol[51] (FD o FTBL), aprobado por los votantes para pagar y ayudar a construir el estadio de los Broncos de Denver Empower Field at Mile High.
- Los Distritos de Mejora Local (LID) en zonas designadas de los condados de Jefferson y Broomfield.
- El Distrito Metropolitano del Estadio de las Grandes Ligas de Béisbol,[52] aprobado por los votantes para pagar y ayudar a construir el estadio Coors Field de los Colorado Rockies.
- Autoridad Regional de Transporte (RTA) con tipos variables de impuestos en Basalt, Carbondale, Glenwood Springs y el condado de Gunnison.

## Economía

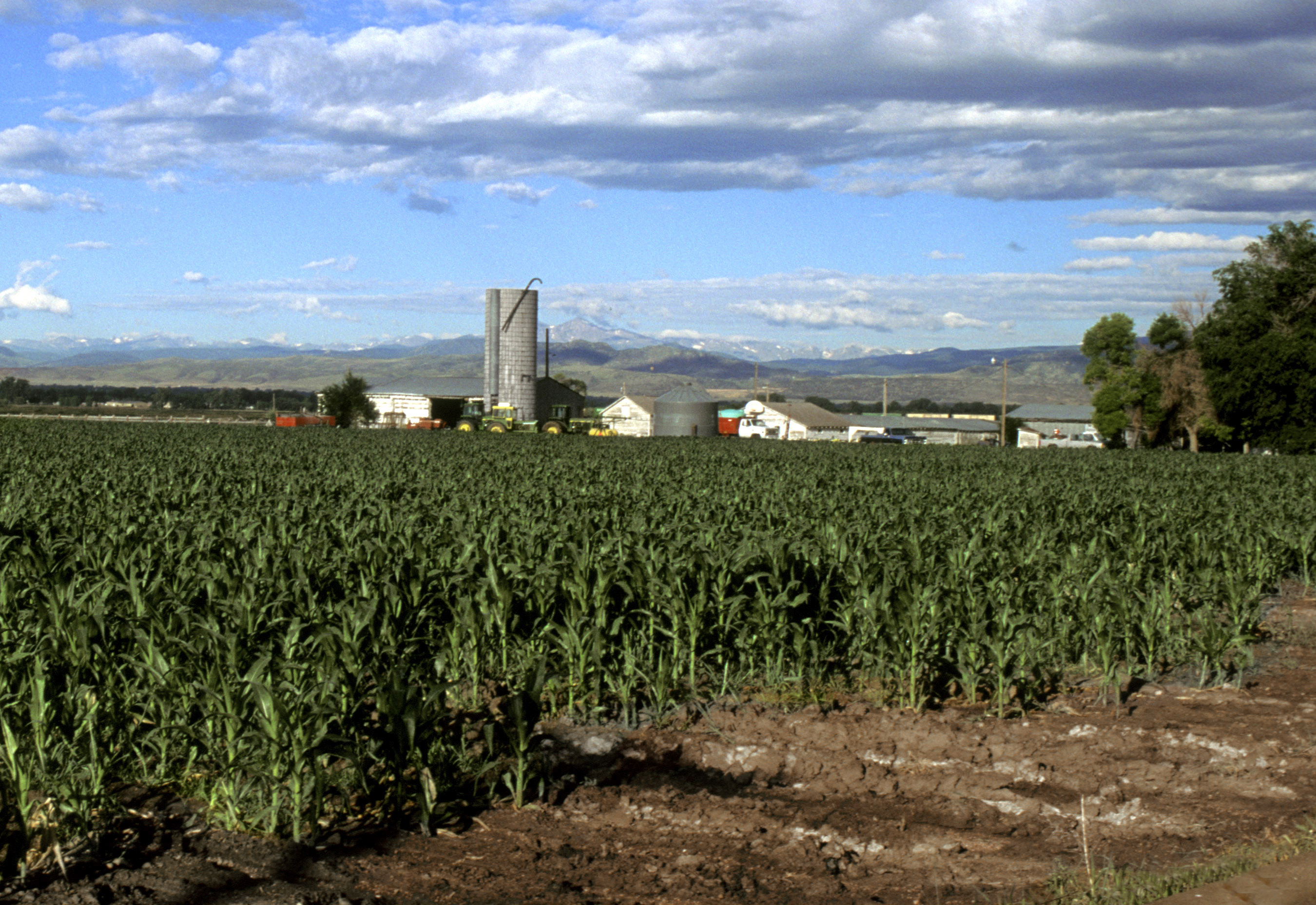
Producción de maíz en Colorado.

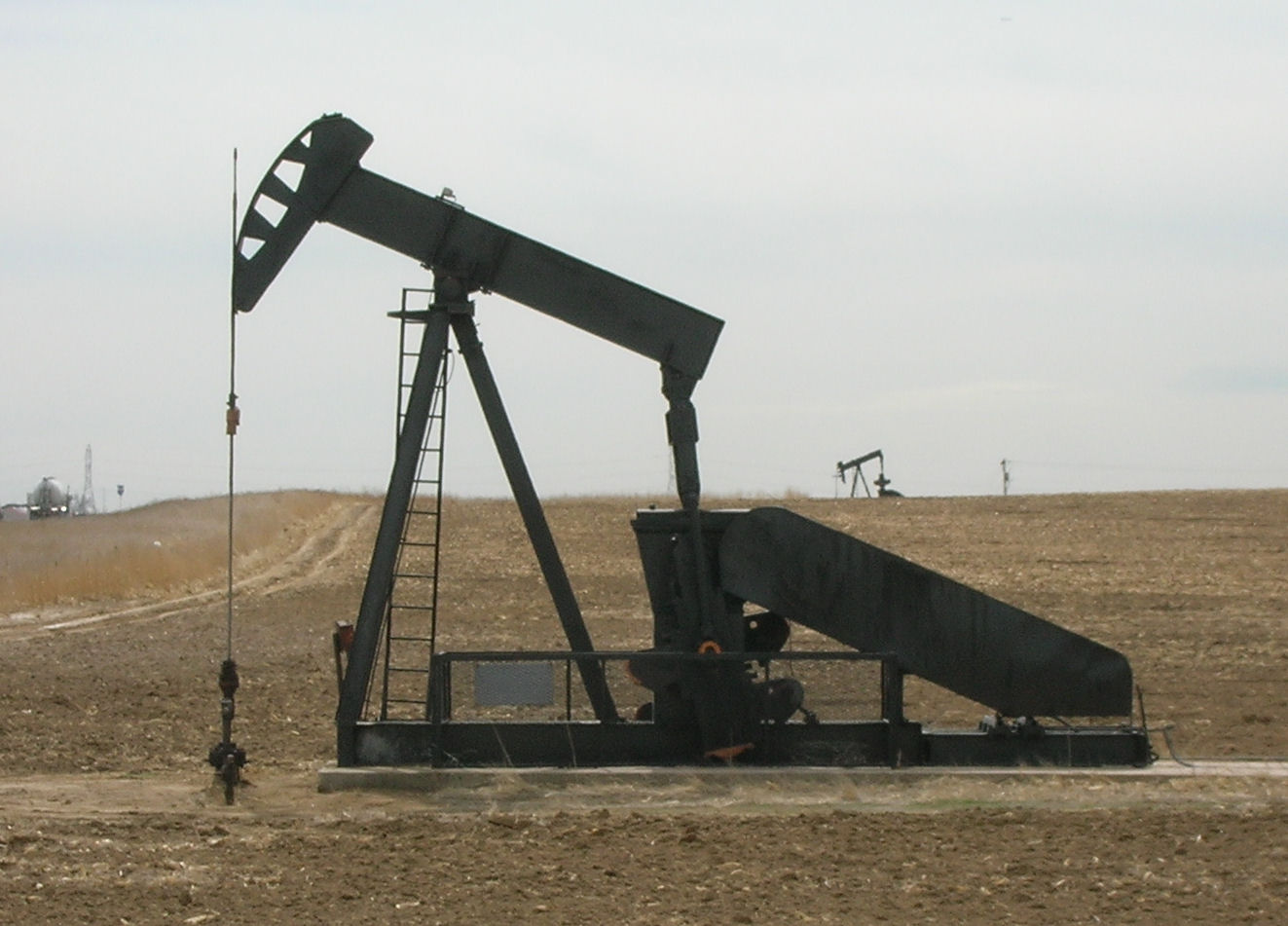
Producción de petróleo en Colorado

La economía del estado se desarrolló desde mediados del siglo XIX cuando se desarrolló la agricultura de regadío y, más tarde, a finales de ese siglo, la ganadería comenzó a tener mayor importancia. El primer desarrollo de la industria estaba basado en la extracción y procesado de minerales y de productos agrícolas. Actualmente estos productos son: ganado vacuno, trigo, lácteos, maíz y heno.
El gobierno federal es una de las mayores fuerzas económicas del estado con varias importantes instalaciones como son:
- Colorado Springs: el NORAD y la Academia de la Fuerza Aérea de los Estados Unidos.
- Boulder: NOAA y la Administración Nacional Oceánica y Atmosférica.
- Lakewood: la Agencia de Control Geológico de los Estados Unidos y otras agencias federales del Centro Federal de Dénver.
- Denver: la "Denver Mint" (Fábrica de Moneda de Denver), la "10th Circuit Court of Appeals" (Corte de Apelaciones del 10.º Distrito).
- Florence: la "Administrative Maximum Security Florence" (Prisión de Máxima Seguridad de Florence).

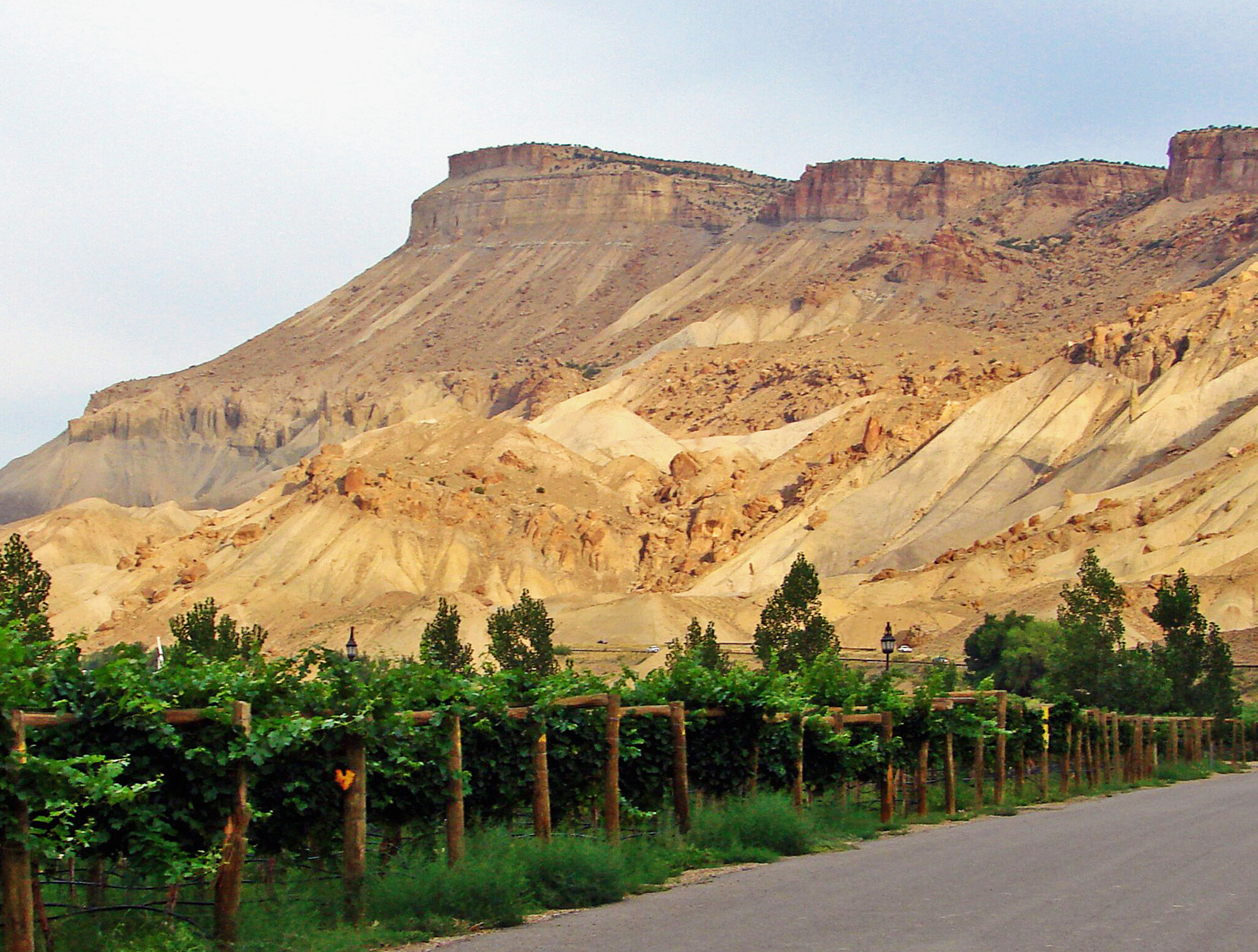
Viñedos bajo el monte Garfield, Palisade, Colorado

Existen, por supuesto, otras agencias gubernamentales de los Estados Unidos que poseen tierras en el estado, especialmente Natural Forest ("Bosques Naturales") y cuatro Parques nacionales. Hay además numerosas empresas privadas que operan en Colorado y tienen negocios con las agencias gubernamentales en el estado.
En la segunda parte del siglo XX los sectores de la industria y servicios se expandieron de forma importante. La economía del estado se diversificó notablemente por la concentración de industrias de investigación y alta tecnología. Otras industrias de importancia en Colorado son el procesado de alimentos, el equipamiento de transporte, maquinaria, productos químicos, minerales como oro y molibdeno y el turismo. Denver es además un importante centro financiero de la nación.
La Oficina de Análisis Económico estima que la producción total del estado en 2003 fue de 87 000 millones de dólares y que la renta per cápita en el mismo año fue de 34 561 dólares, situando a Colorado en el 8.º puesto de la nación.

### Recursos naturales
Colorado cuenta con importantes recursos de hidrocarburos. Según la Administración de Información Energética, Colorado alberga siete de los mayores yacimientos de gas natural de Estados Unidos y dos de los mayores yacimientos de petróleo. La producción de gas natural convencional y no convencional de varias cuencas de Colorado suele representar más del cinco por ciento de la producción anual de gas natural de Estados Unidos. Se calcula que los yacimientos de esquisto bituminoso de Colorado contienen 1 billón de barriles (160 km3) de petróleo, casi tanto como las reservas probadas de petróleo de todo el mundo. En el estado hay importantes yacimientos de carbón bituminoso, subbituminoso y lignito.
La extracción de uranio en Colorado se remonta a 1872, cuando se extrajo mineral de pechblenda de las minas de oro cercanas a Central City, Colorado. Sin contar el uranio derivado del fosfato, se considera que Colorado tiene las terceras mayores reservas de uranio de todos los estados de EE. UU., por detrás de Wyoming y Nuevo México. Cuando Colorado y Utah dominaban la minería del radio entre 1910 y 1922, los subproductos eran el uranio y el vanadio (que dieron nombre a ciudades como Uravan, actual emplazamiento del Superfondo).
El aumento del precio del uranio entre 2001 y 2007 impulsó a varias empresas a reactivar la minería del uranio en Colorado. Durante la década de 1940, algunas comunidades -entre ellas Naturita y Paradox- se ganaron el apodo de "ciudades de la torta amarilla" por su relación con la minería del uranio. La caída de los precios y los problemas de financiación a finales de 2008 obligaron a estas empresas a cancelar o reducir el proyecto de extracción de uranio. En 2016, no había ninguna explotación minera de uranio importante en el estado, aunque existían planes para reanudar la producción.

### Los 25 lugares más ricos de Colorado
Ordenados por renta per cápita:

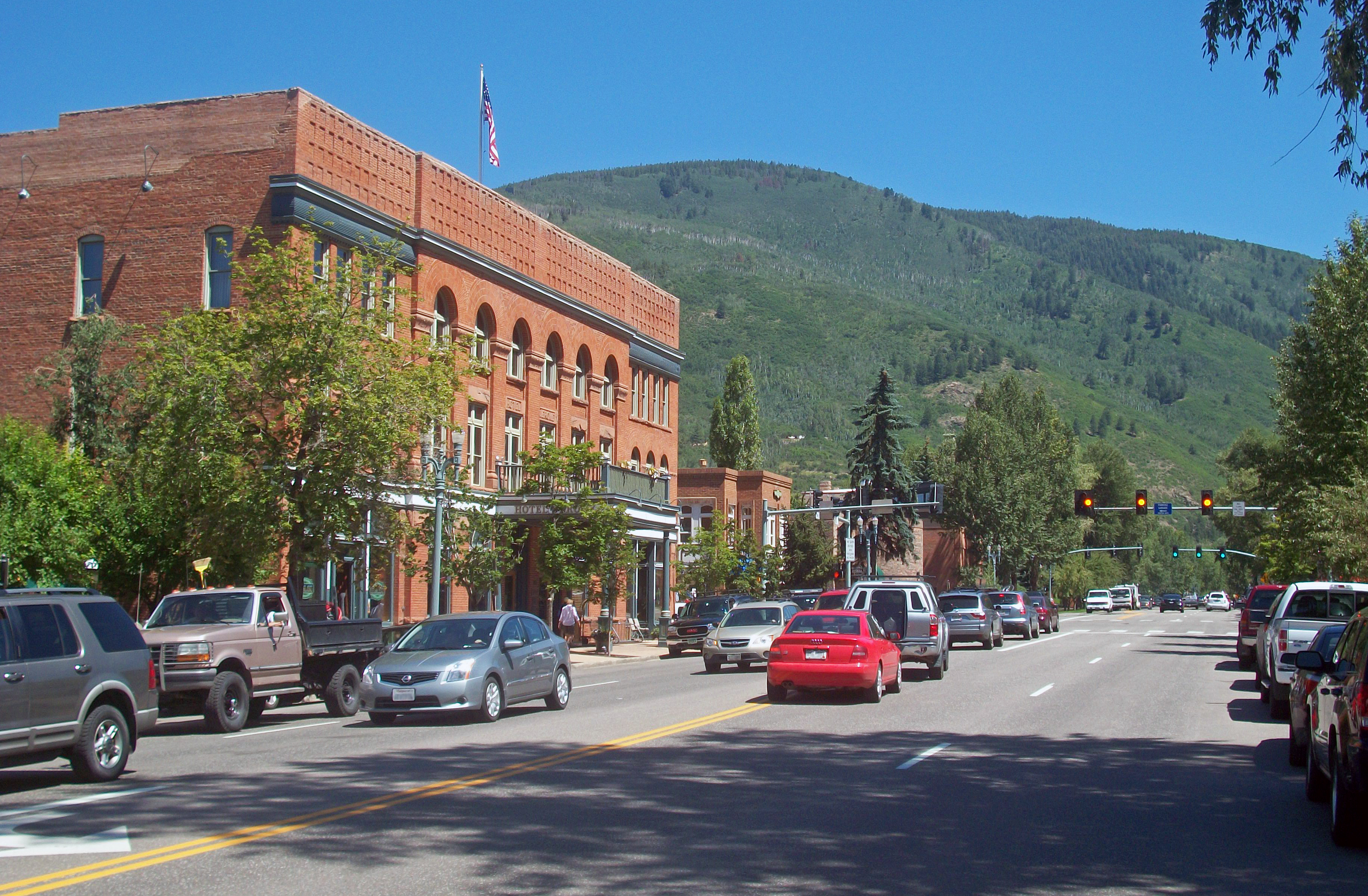
Aspen, Colorado

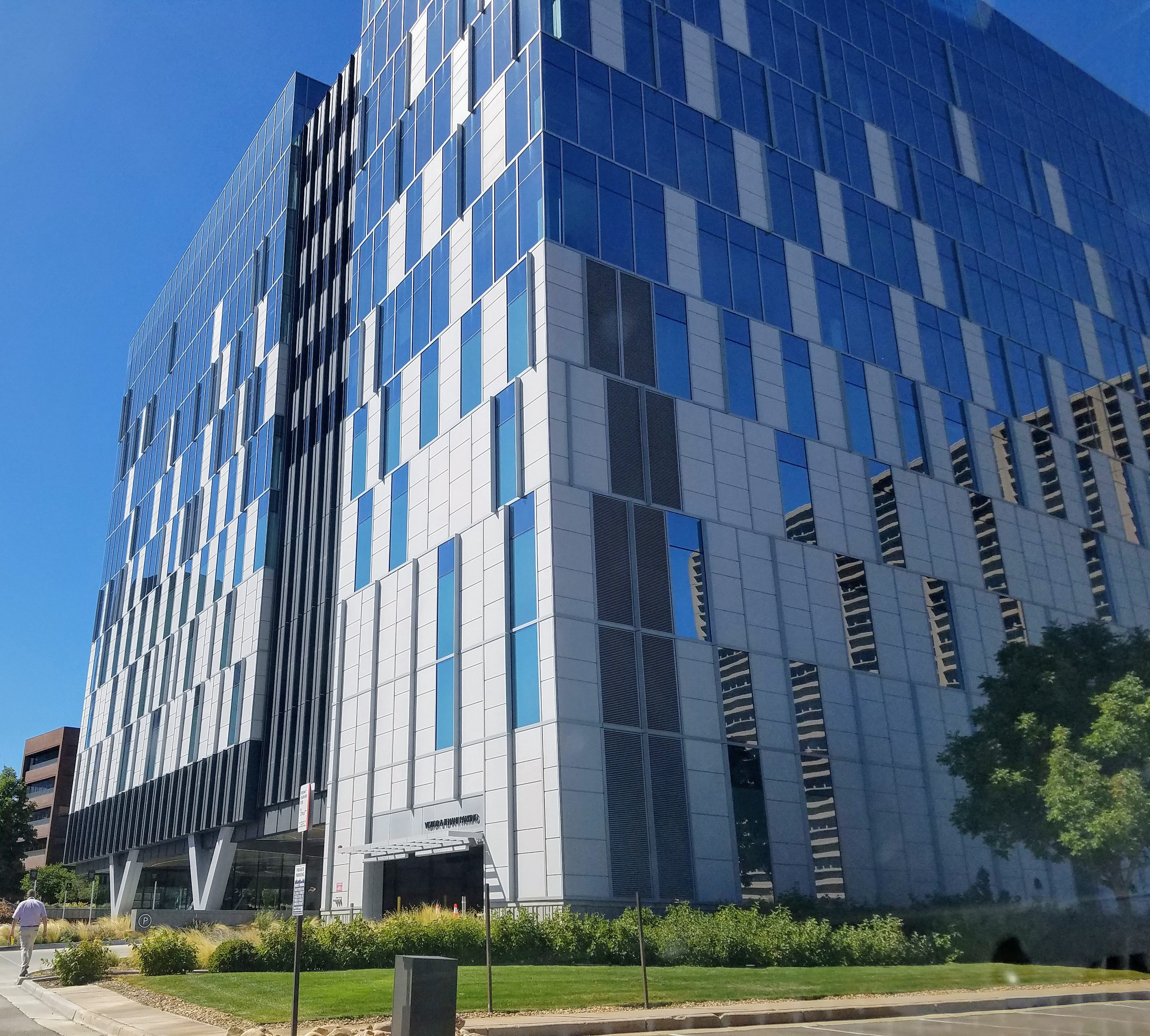
Edificio de Oficinas en Denver

1 Cherry Hills Village		$99 996	

2 Genesee		$79 180	

3 Columbine Valley		$71 758	

4 Castle Pines		$70 456	

5 Greenwood Village		$69 189	

6 Bonanza		$66 857	

7 Bow Mar		$53 558	

8 Heritage Hills		$50 041	

9 Perry Park		$47 574	

10 Lone Tree		$46 287	

11 Meridian		$46 031	

12 The Pinery		$43 065	

13 Eldorado Springs		$42 908	

14 Vail		$42 390	

15 Foxfield		$40 970	

16 Aspen		$40 680	

17 Niwot		$39 943	

18 Mountain Village		$39 920	

19 Edwards		$39 784	

20 Pitkin		$39 182	

21 Telluride		$38 832	

22 Woodmoor		$38 758	

23 Castlewood		$37 891	

24 Vona		$37 802	

25 Eagle-Vail		$37 260	

## Demografía

### Población
Según el censo del año 2000, Colorado tiene una población de 4 301 261 habitantes. El estado de Colorado, por su parte, estima su población para el año 2004 en 4 601 403. Entre 1990 y 2004 la población ha crecido un 39,7 %, un crecimiento solo superado en este periodo por Arizona y Nevada. Según el censo del año 2010, la población es 5 029 196.
En 2004, 441 000 (9,7 % de la población) personas nacidas en otro estado vivían en él, incluyendo unos 144 000 (3,1 %) extranjeros ilegales.

### Raza y etnia
| Raza y etnia                              | Non-Hispanic | Non-Hispanic | Total | Total |
| ----------------------------------------- | ------------ | ------------ | ----- | ----- |
| Blanco (no hispano)                       | 65.1%        | 65.1         | 69.4% | 69.4  |
| Hispanos o Latino                         | —            |              | 21.9% | 21.9  |
| Negros                                    | 3.8%         | 3.8          | 4.9%  | 4.9   |
| Asiáticos                                 | 3.4%         | 3.4          | 4.7%  | 4.7   |
| Nativos                                   | 0.6%         | 0.6          | 2.1%  | 2.1   |
| Estadounidenses de las islas del Pacífico | 0.2%         | 0.2          | 0.4%  | 0.4   |
| Otro                                      | 0.5%         | 0.5          | 1.5%  | 1.5   |

### Religión
El cristianismo llegó a Colorado con los colonizadores españoles, hasta el dominio mexicano la Iglesia católica mantuvo casi el monopolio exclusivo de la región, con la anexión a Estados Unidos llegaron diversas denominaciones cristianas protestantes y otros grupos religiosos no cristianos.
Las principales afiliaciones religiosas de los habitantes de Colorado en 2014 eran un 64% de cristianos, de los cuales un 44% eran protestantes de diversas denominaciones, un 16% católicos, un 3% mormones y un 1% ortodoxos orientales. Otros desgloses religiosos según el Pew Research Center eran un 1% judíos, un 1% musulmanes, un 1% budistas y un 4% otros. Las personas sin afiliación religiosa representaban el 29% de la población. En 2020, según el Public Religion Research Institute, el cristianismo era seguido por el 66% de la población. El judaísmo también aumentó en este estudio separado, formando el 2% del paisaje religioso, mientras que los no afiliados religiosamente formaban el 28% de la población en este estudio separado. En 2022, la misma organización informó que el 61% era cristiano (39% protestante, 19% católico, 2% mormón, 1% ortodoxo oriental), 2% Nueva Era, 1% judío, 1% hindú y 34% no afiliado religiosamente.

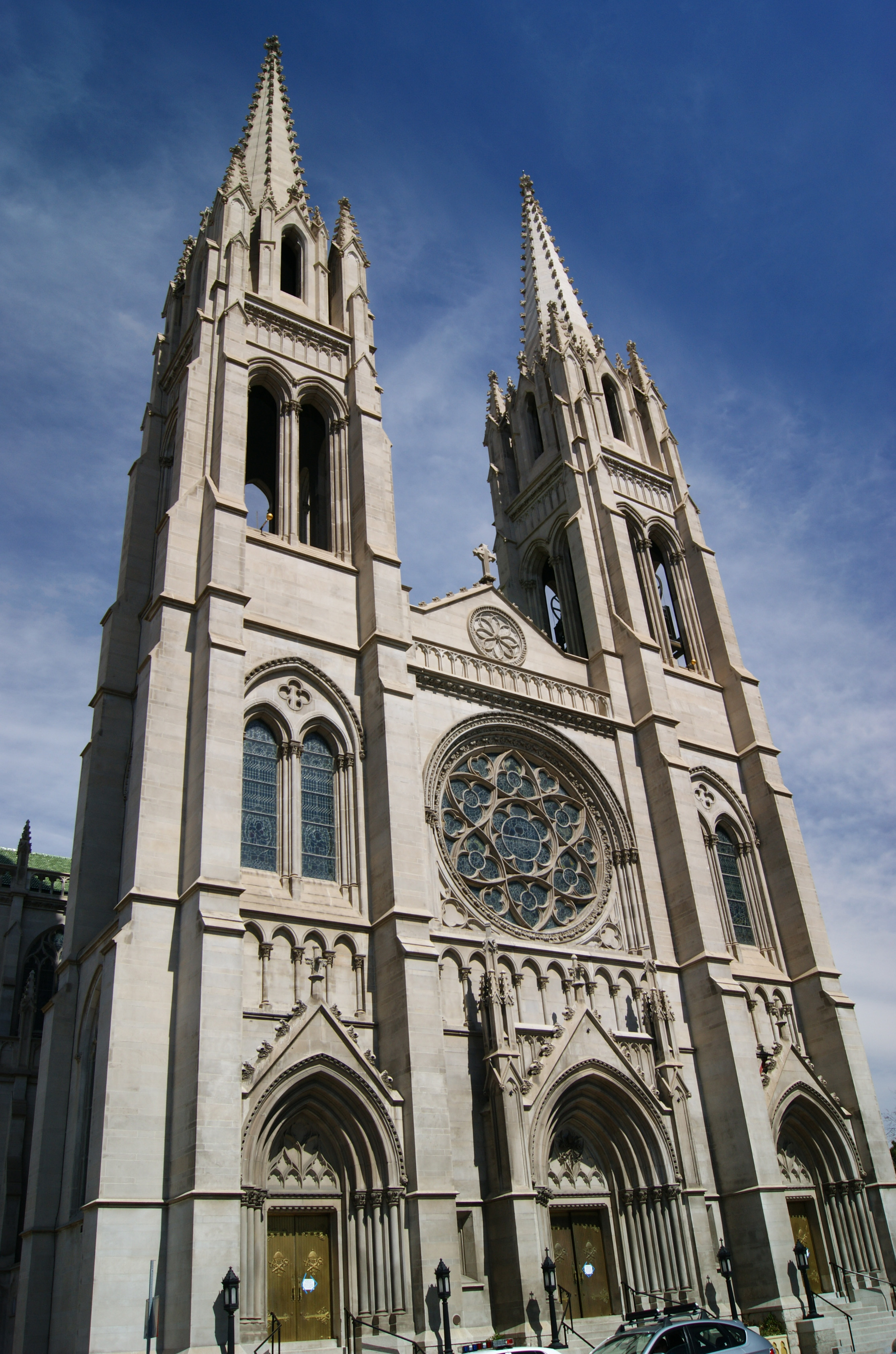
Catedral Basílica de la Inmaculada Concepción en Denver

Según la Asociación de Archivos de Datos Religiosos, las mayores confesiones cristianas por número de fieles en 2010 eran la Iglesia católica, con 811.630; los protestantes evangélicos multiconfesionales, con 229.981; y la Iglesia de Jesucristo de los Santos de los Últimos Días, con 151.433. En 2020, la Asociación de Archivos de Datos de Religión determinó que las mayores denominaciones cristianas eran católicos (873.236), protestantes de varias denominaciones (406.798) y mormones (150.509). Entre su población no cristiana, había 12.500 hindúes, 7.101 yoguis hindúes y 17.369 budistas en el estudio de 2020.
La iglesia católica de Nuestra Señora de Guadalupe fue la primera parroquia católica permanente en el actual Colorado y fue construida por colonos españoles procedentes de Nuevo México en el actual Conejos. Los católicos de la Iglesia Latina son atendidos por tres diócesis: la archidiócesis de Denver y las diócesis de Colorado Springs y Pueblo.
El primer asentamiento permanente de miembros de la Iglesia de Jesucristo de los Santos de los Últimos Días en Colorado llegó desde Misisippi y acampó inicialmente a lo largo del río Arkansas, justo al este del actual emplazamiento de Pueblo.

### Ciudades
Las ciudades más populosas aparecen en la Tabla a la derecha. Otras ciudades importantes son las siguientes:

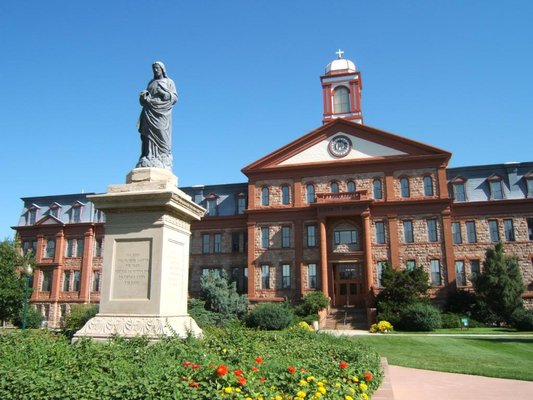
La Universidad Regis en Denver

| Commerce City Longmont Sherrelwood Louisville Golden Superior Welby Greeley Federal Heights Grand Junction Greenwood Village Clifton Thornton Brighton Highlands Ranch Security-Widefield Cañón City | Southglenn Fountain Castle Rock Littleton Cimarron Hills Montrose Broomfield Black Forest Durango Wheat Ridge Fort Carson Fort Morgan Englewood Avon Northglenn Loveland | Silverthorne Ken Caryl Sterling Castlewood Pueblo West Evergreen Columbine Woodland Park Parker Lafayette Windsor Aspen (estación de esquí) Leadville Trinidad Walsenburg Alamosa |

### Educación
La primera institución de enseñanza superior del Territorio de Colorado fue el Seminario de Colorado, inaugurado el 16 de noviembre de 1864 por la Iglesia Metodista Episcopal. El seminario cerró en 1867, pero reabrió en 1880 como Universidad de Denver. En 1870, el Obispo George Maxwell Randall del Distrito Misionero de Colorado y Partes Adyacentes de la Iglesia Episcopal abrió la primera de las que se convertirían en las Escuelas Universitarias de Colorado, que incluirían la Escuela Territorial de Minas abierta en 1873 y vendida al Territorio de Colorado en 1874. Estas escuelas fueron dirigidas inicialmente por la Iglesia Episcopal. Una ley territorial de 1861 pedía la creación de una universidad pública en Boulder, aunque no sería hasta 1876 cuando se fundó la Universidad de Colorado. La ley de 1876 también cambió el nombre de la Escuela Territorial de Minas por el de Escuela de Minas de Colorado. Una ley territorial de 1870 creó el Colegio Agrícola de Colorado, que abrió sus puertas en 1879. El colegio pasó a llamarse Colegio Estatal de Agricultura y Artes Mecánicas de Colorado en 1935, y se convirtió en la Universidad Estatal de Colorado en 1957.

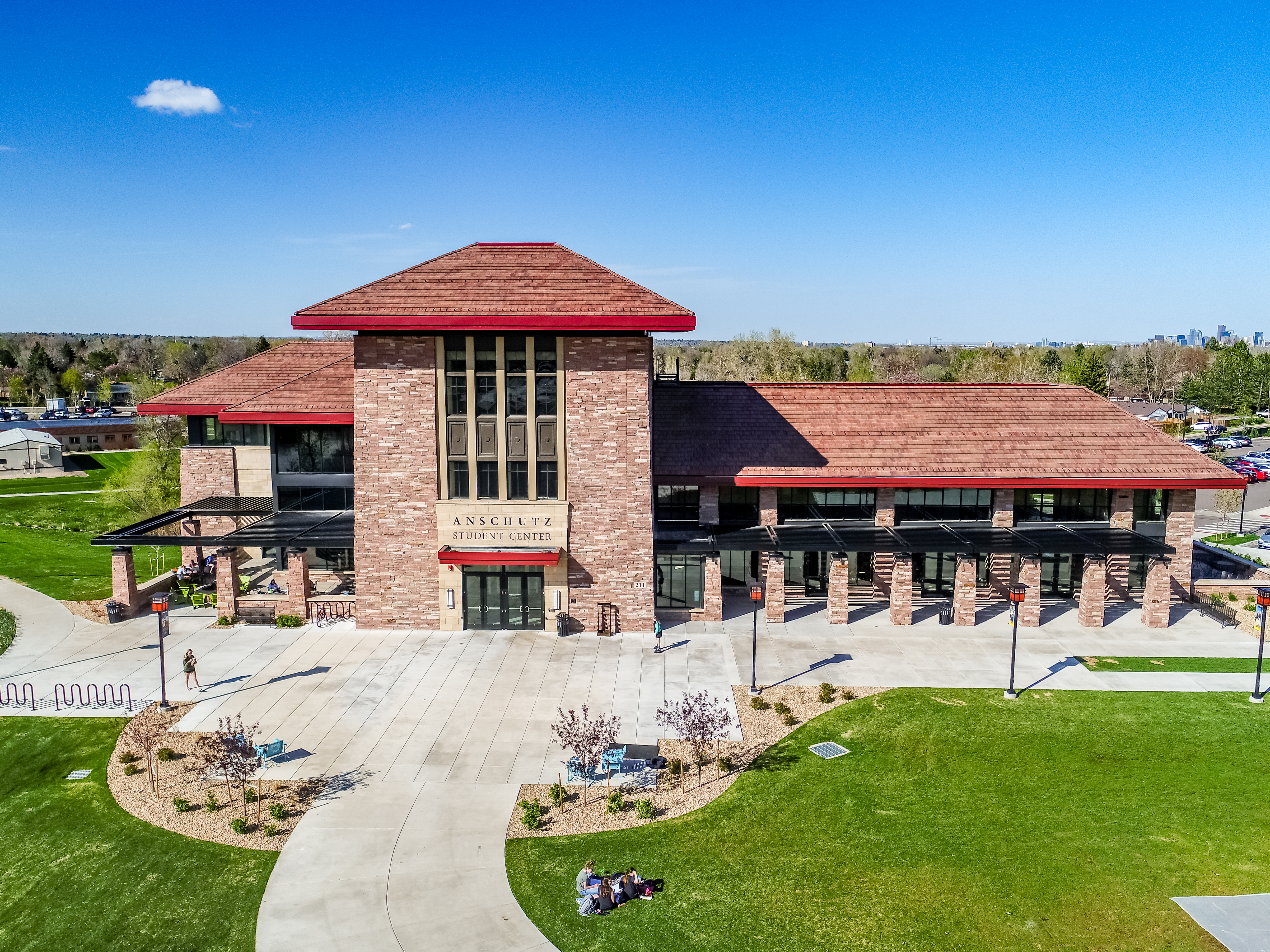
Centro de estudiantes de la Universidad Cristiana de Colorado

El primer colegio católico de Colorado fue el colegio jesuita del Sagrado Corazón, fundado en Nuevo México en 1877, trasladado a Morrison en 1884 y a Denver en 1887. El colegio pasó a llamarse Regis College en 1921 y Regis University en 1991. El 1 de abril de 1924, estudiantes armados patrullaron el campus después de que se encontrara una cruz en llamas, el punto culminante de las tensiones entre el Regis College y el Ku Klux Klan, con poder local.
Tras una evaluación realizada en 1950 por la Junta de Academias de Servicio, se determinó que era necesario complementar las Academias Militar y Naval de Estados Unidos con una tercera escuela que proporcionara oficiales comisionados para la recién independizada Fuerza Aérea. El 1 de abril de 1954, el presidente Dwight Eisenhower firmó una ley para la creación de la Academia de las Fuerzas Aéreas de EE. UU. Ese mismo año, Colorado Springs fue elegida sede de la nueva institución. Desde su creación en 1955, hasta que se completó la construcción de las instalaciones adecuadas en Colorado Springs y se inauguró en 1958, la Academia del Ejército del Aire operó fuera de la Base Lowry del Ejército del Aire en Denver. Con la apertura de las instalaciones de Colorado Springs, los cadetes se trasladaron al nuevo campus, aunque no en la marcha a toda marcha que sugieren algunas leyendas urbanas y del campus. La primera promoción de oficiales de las Fuerzas Espaciales de la Academia de las Fuerzas Aéreas entró en servicio el 18 de abril de 2020.

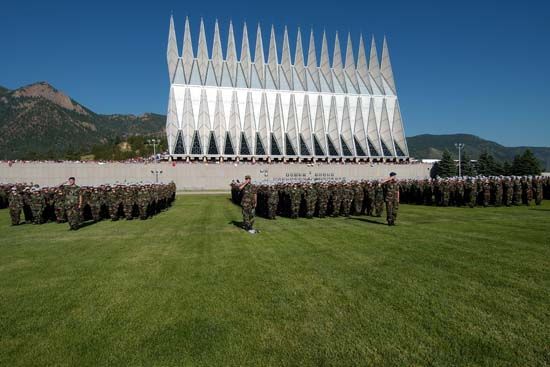
Academia de la Fuerza Aérea de Estados Unidos

Algunas de las principales instituciones educativas a nivel universitario incluyen a:
| - El Sistema Universitario de Colorado - Universidad de Colorado en Boulder - Universidad de Colorado en Colorado Springs - University of Colorado at Denver - University of Colorado Health Sciences Center - Academia de la Fuerza Aérea de los Estados Unidos - Sistema Estatal Universitario de Colorado - Universidad Estatal de Colorado - Adams State College - Colorado Christian University - Colorado College - Colorado School of Mines - Colorado State University - Pueblo - Colorado Technical University - Fort Lewis College - Heritage College & Heritage Institute - Jones International University - Mesa State College - Metropolitan State College of Denver - Naropa Institute - National Technological University | - Nazarene Bible College - Regis University - Rocky Mountain College of Art and Design - University of Denver - University of Northern Colorado - Western State College |

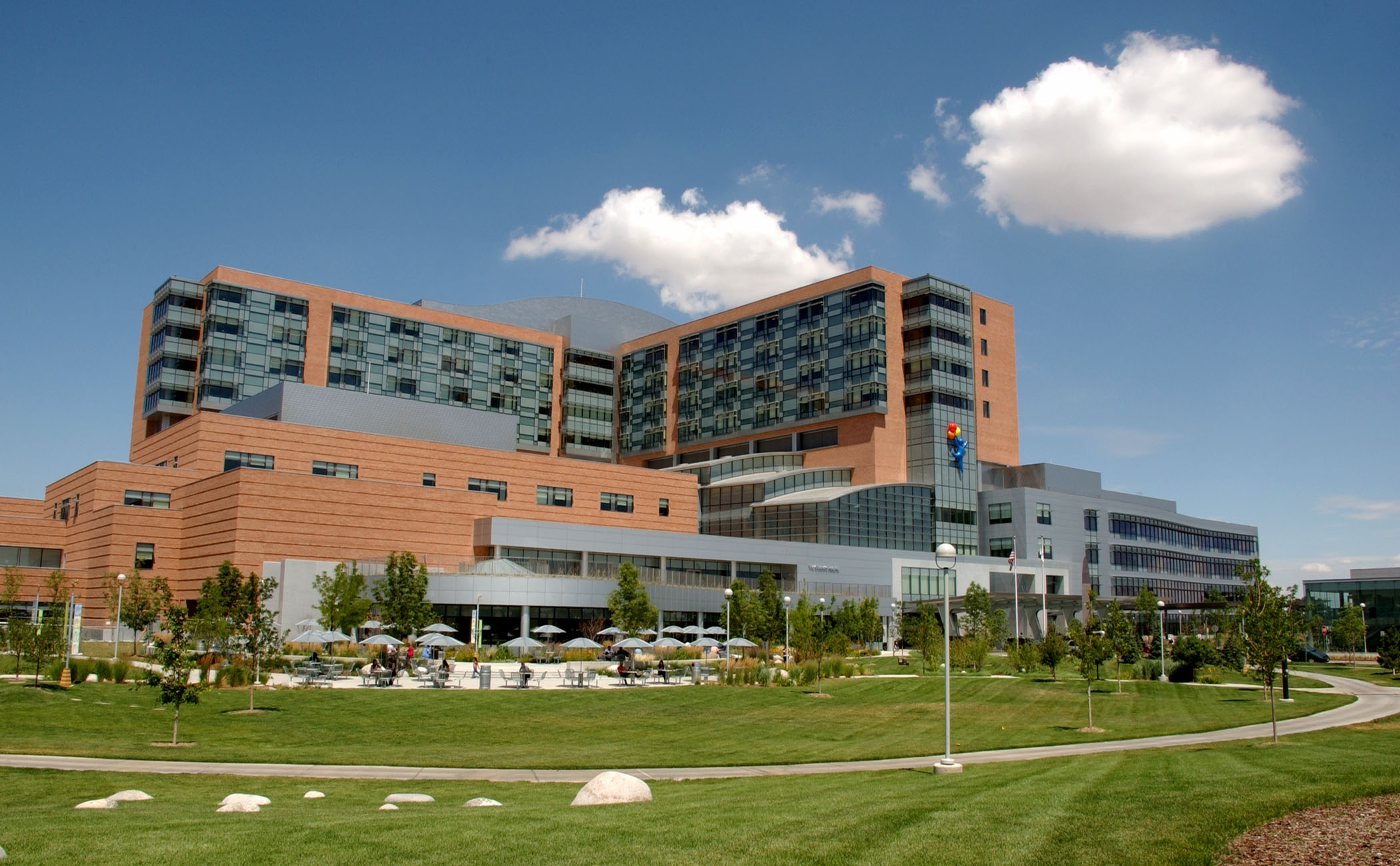
Parte frontal del Hospital de Niños de Denver

### Salud
La Iniciativa del Sistema Sanitario Estatal de Colorado, Enmienda 69, fue una propuesta de enmienda constitucional iniciada por los ciudadanos en noviembre de 2016 para votar un sistema sanitario de pagador único llamado ColoradoCare. El sistema se habría financiado con un impuesto sobre las nóminas del 10 % dividido en dos partes iguales entre empresarios y trabajadores. Habría sustituido a las primas de los seguros médicos privados que pagan actualmente los empleados y las empresas. Habría empezado a funcionar en 2019 y se estimaba que requeriría unos ingresos de 38.000 millones de dólares anuales (procedentes del Gobierno federal y de los impuestos sobre las nóminas) y proporcionaría cobertura a todos los residentes, sin franquicias.
La propuesta fue rechazada por el 79% de los votantes.

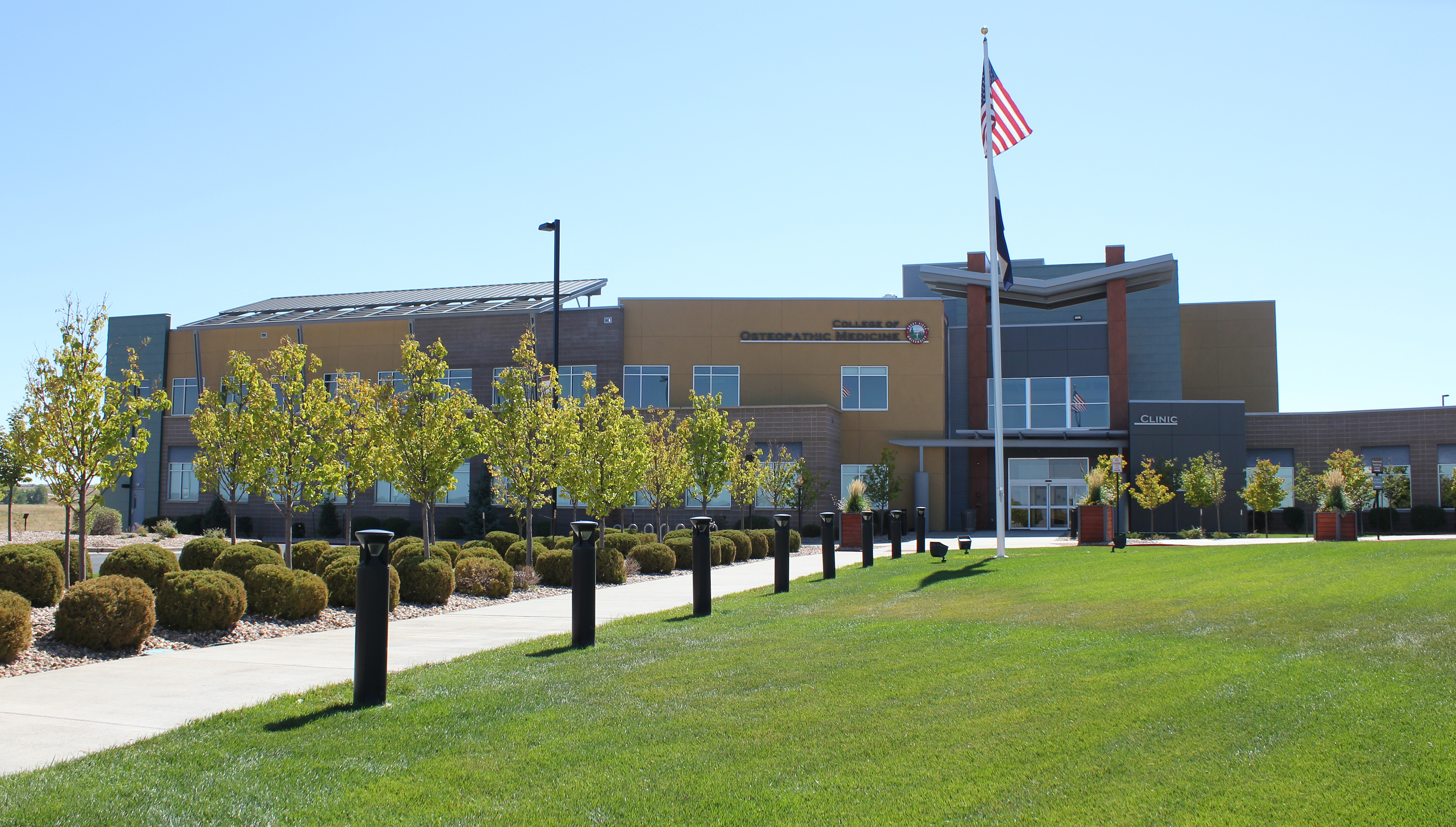
Escuela Universitaria de Medicina Osteopática Rocky Vista

Colorado está abierto al turismo del cannabis (marihuana). Con la adopción de la 64.ª enmienda estatal en 2012, Colorado se convirtió en el primer estado de la unión en legalizar la marihuana para uso medicinal (2000), industrial (referido al cáñamo, 2012) y recreativo (2012). La industria de la marihuana de Colorado vendió 1,31 mil millones de dólares en marihuana en 2016 y 1,26 mil millones de dólares en los primeros tres trimestres de 2017. El estado generó ingresos por impuestos, tasas y licencias de 194 millones de dólares en 2016 por las ventas legales de marihuana. Colorado regula el cáñamo como cualquier parte de la planta con menos del 0,3% de THC.
El 4 de abril de 2014, el proyecto de ley del Senado 14-184 que aborda la supervisión del programa de cáñamo industrial de Colorado se introdujo por primera vez, siendo finalmente firmado como ley por el gobernador John Hickenlooper el 31 de mayo de 2014.
El 7 de noviembre de 2000, el 54% de los votantes de Colorado aprobaron la Enmienda 20, que modifica la Constitución del Estado de Colorado para permitir el uso medicinal de la marihuana. El uso medicinal de la marihuana por parte de un paciente, dentro de los siguientes límites, es legal:

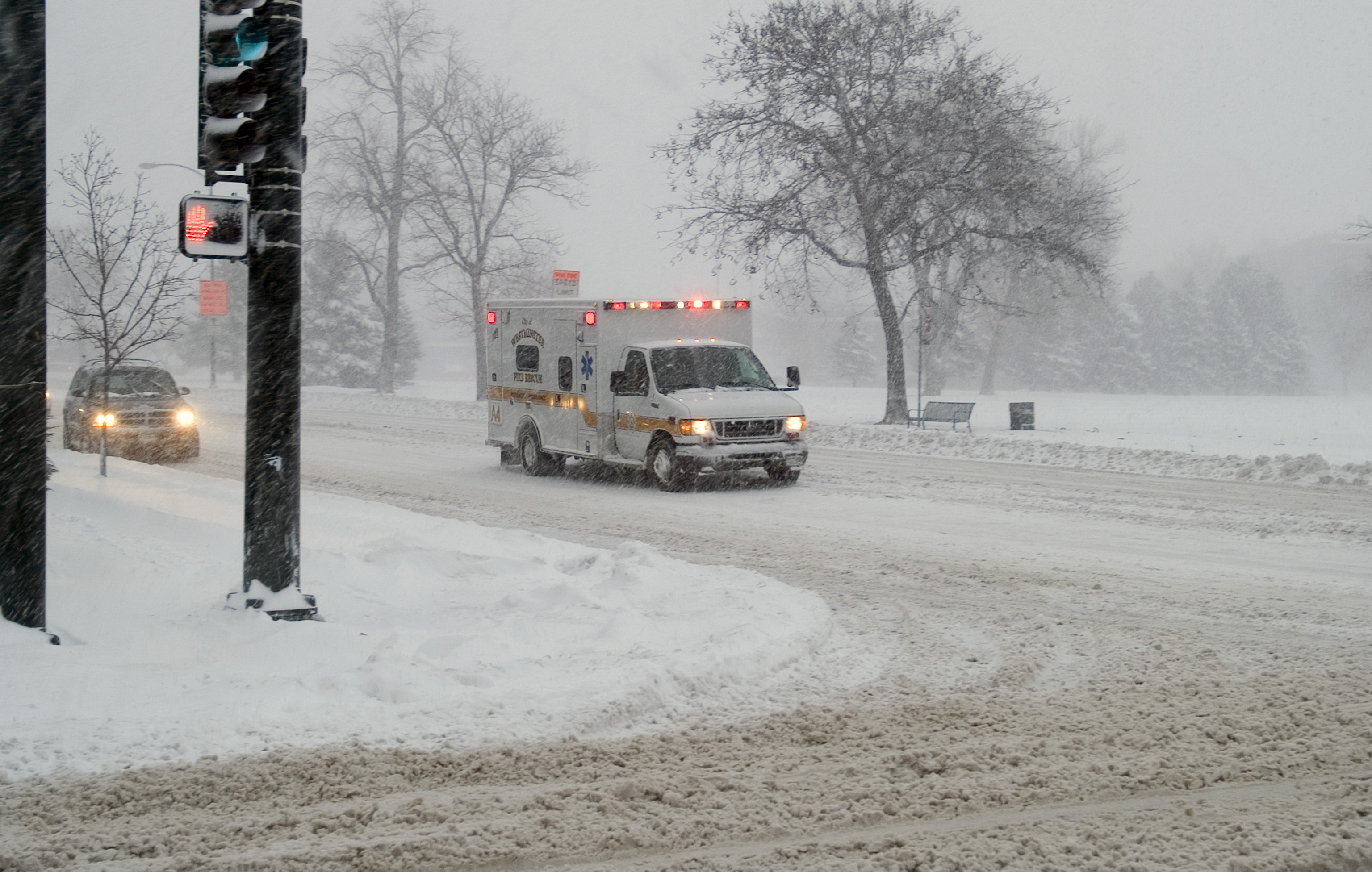
Una ambulancia sale en medio de una nevada en Colorado

(I) No más de 2 onzas (57 g) de una forma utilizable de marihuana; y
(II) No más de doce plantas de marihuana, de las cuales seis o menos deben ser plantas maduras con flores que produzcan una forma utilizable de marihuana.
En la actualidad, Colorado ha enumerado "ocho condiciones médicas para las que los pacientes pueden usar marihuana - cáncer, glaucoma, VIH / SIDA, espasmos musculares, convulsiones, dolor severo, náuseas severas y caquexia, o pérdida de peso dramática y atrofia muscular". Mientras era gobernador, John Hickenlooper asignó alrededor de la mitad de los $ 13 millones del estado "Medical Marijuana Program Cash Fund" a la investigación médica en el presupuesto de 2014. Para 2018, el Medical Marijuana Program Cash Fund era el "mayor fondo de dinero de marihuana en el estado" y se utilizó para financiar programas que incluyen la investigación de aplicaciones pediátricas para controlar los síntomas del autismo.

## Turismo
El estado colorado posee numerosas atracciones que atraen miles de turistas cada año destacan sus bellezas naturales que consisten en su mayoría en áreas protegidas a lo largo de la geografía de la región: 

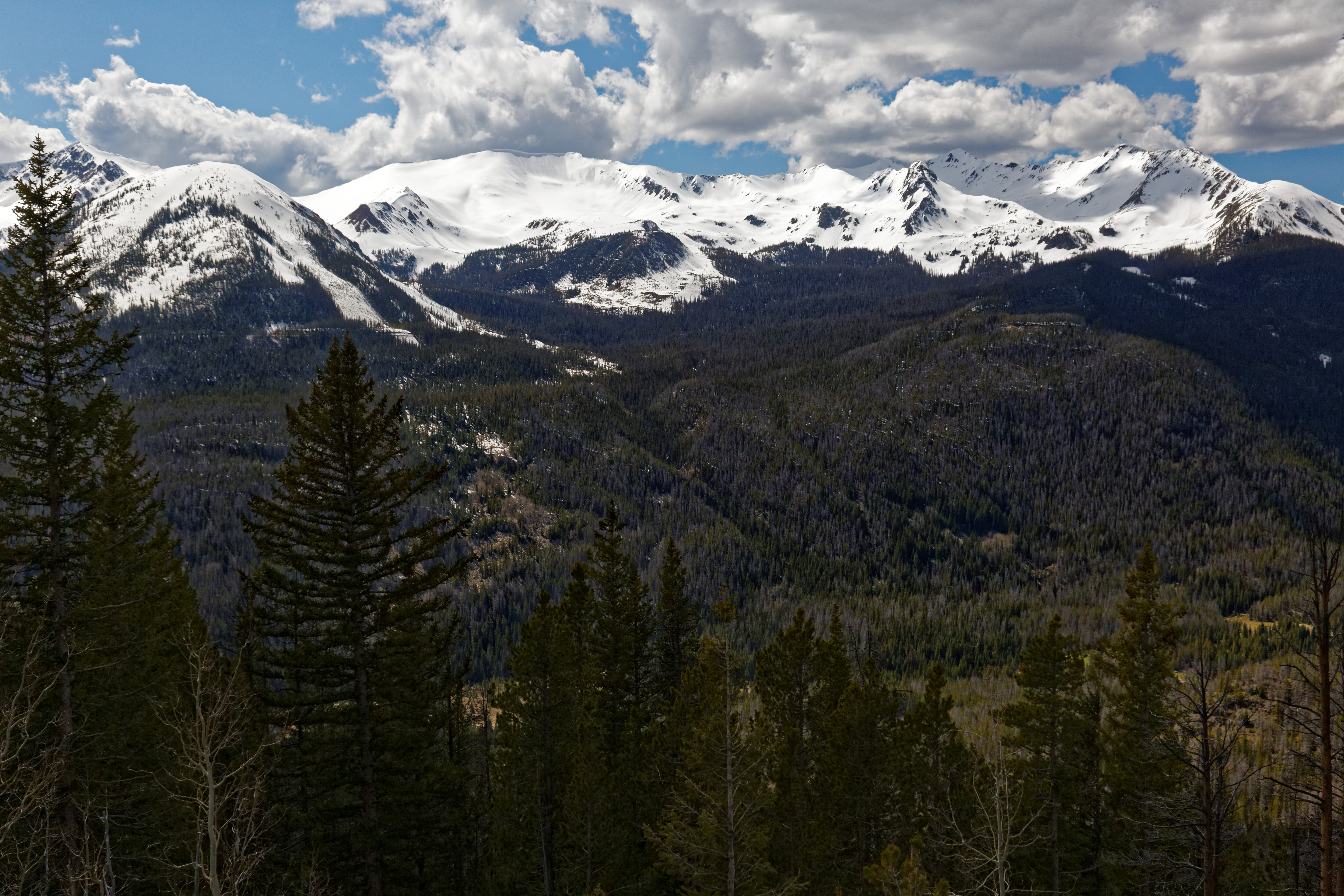
Parque nacional de las Montañas Rocosas

### Parques nacionales
- Parque nacional Cañón Negro del Gunnison
- Parque nacional Mesa Verde
- Parque nacional de las Montañas Rocosas
- Parque nacional y reserva Grandes Dunas de Arena

### Monumentos nacionales
- Monumento Nacional de Colorado
- Monumento Nacional Dinosaurio
- Florissant Fossil Beds National Monument
- Monumento nacional Hovenweep
- Canyons of the Ancients National Monument

### Áreas de recreo nacionales
- Arapaho National Recreational Area
- Curecanti National Recreational Area

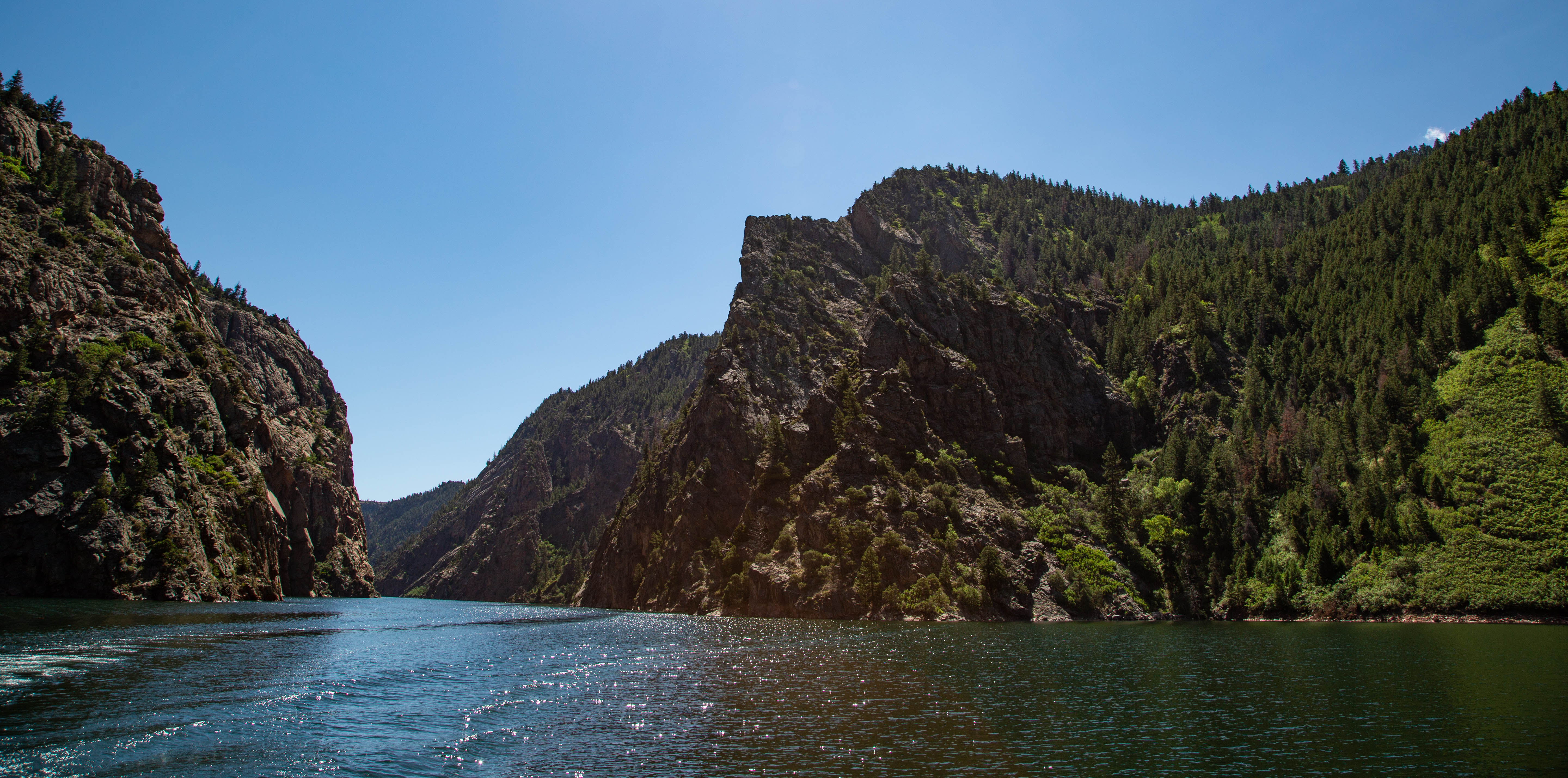
Área Recreativa Nacional de Curecanti

### Bosques nacionales

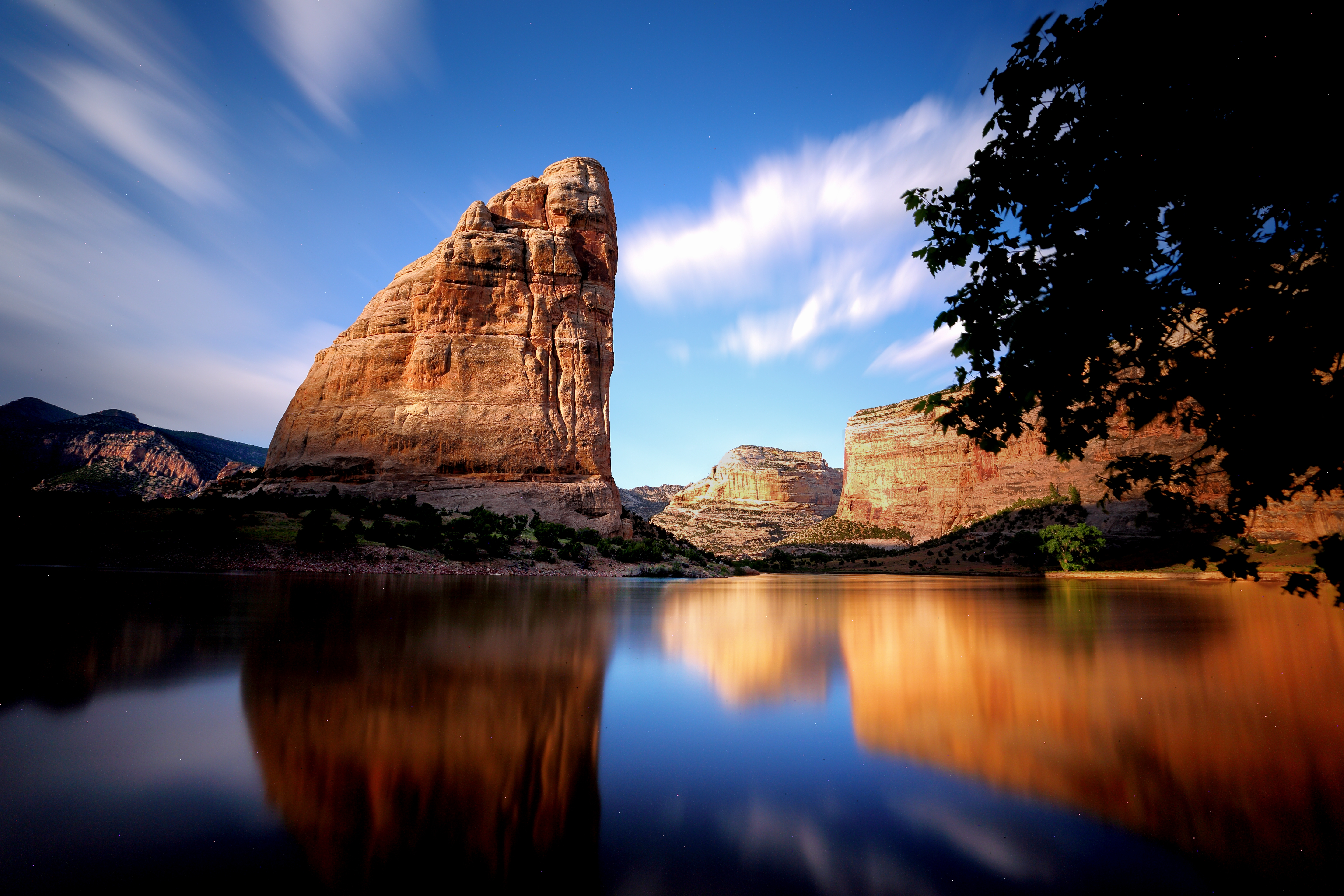
Formaciones rocosas en el Monumento Nacional Dinosaurio

- Bosque nacional Arapaho
- Grand Mesa National Forest
- Gunnison National Forest
- Pike National Forest
- Rio Grande National Forest
- Roosevelt National Forest
- Routt National Forest
- San Isabel National Forest
- San Juan National Forest
- Uncompahgre National Forest
- White River National Forest

### Praderas nacionales
- Comanche National Grassland
- Pawnee National Grassland

### Áreas desérticas
- Collegiate Peaks Wilderness Area
- Flat Top Wilderness Area
- Great Sand Dunes National Monument and Wilderness Area
- Hunter-Fryingpan Wilderness Area
- Área de Vida Salvaje La Garita
- Lizard Head Wilderness Area
- Lost Creek Wilderness Area
- Maroon Bells Snowmass Wilderness Area
- Mount Sneffels Wilderness Area
- Mount Zirkel Wilderness Area
- Rawah Wilderness Area
- Àrea de Vida Salvaje Sangre de Cristo
- Uncompahgre Wilderness Area
- Weminuche Wilderness Area
- West Elk Wilderness Area

## Transporte

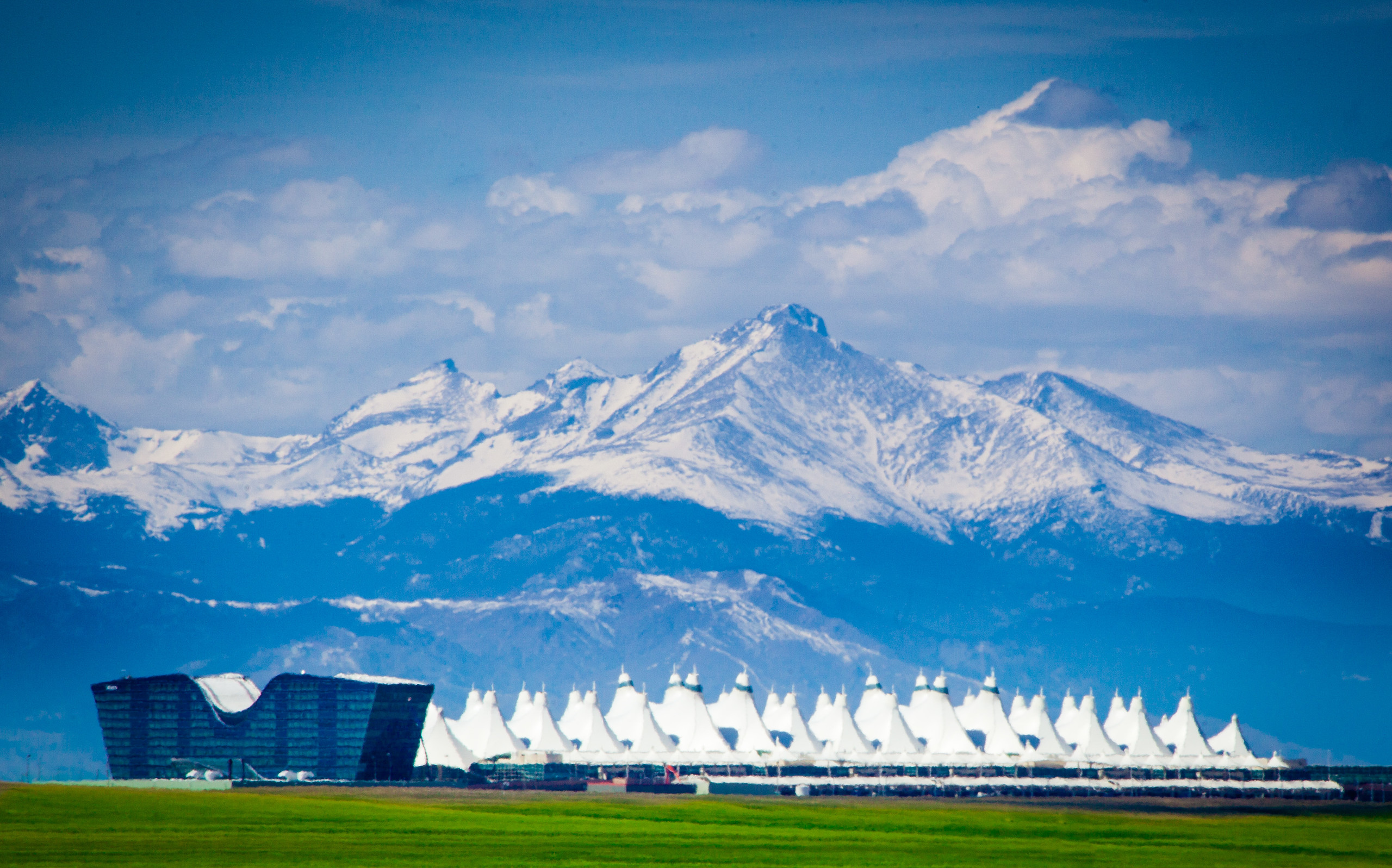
Aeropuerto Internacional de Denver

El principal modo de transporte de Colorado (en términos de pasajeros) es su sistema de autopistas. La Interestatal 25 (I-25) es la principal autopista norte-sur del estado, conecta Pueblo, Colorado Springs, Denver y Fort Collins, y se extiende hacia el norte hasta Wyoming y hacia el sur hasta Nuevo México. La I-70 es el principal corredor este-oeste. Conecta Grand Junction y las comunidades de montaña con Denver y se adentra en Utah y Kansas. El estado alberga una red de autopistas estadounidenses y de Colorado que proporcionan acceso a las principales zonas del estado. Muchas comunidades más pequeñas están conectadas a esta red sólo a través de carreteras comarcales.
El Aeropuerto Internacional de Denver (DIA) es el tercer aeropuerto estadounidense e internacional más transitado del mundo por tráfico de pasajeros. El DIA gestiona con diferencia el mayor volumen de tráfico aéreo comercial de Colorado y es el aeropuerto central estadounidense más transitado entre Chicago y la costa del Pacífico, lo que convierte a Denver en el aeropuerto más importante para la conexión del tráfico de pasajeros en el oeste de Estados Unidos.
Se ofrecen servicios de autobús de transporte público tanto intraurbanos como interurbanos, incluidos los servicios RTD del área metropolitana de Denver. El Distrito Regional de Transporte (RTD) gestiona el popular sistema de tránsito RTD Bus & Rail en el área metropolitana de Denver. En enero de 2013, el sistema ferroviario de RTD contaba con 170 vehículos de tren ligero, que prestaban servicio a 47 millas (76 km) de vía. Además del transporte público local, Burlington Trailways, Bustang, Express Arrow y Greyhound Lines prestan servicio de autobuses interurbanos.

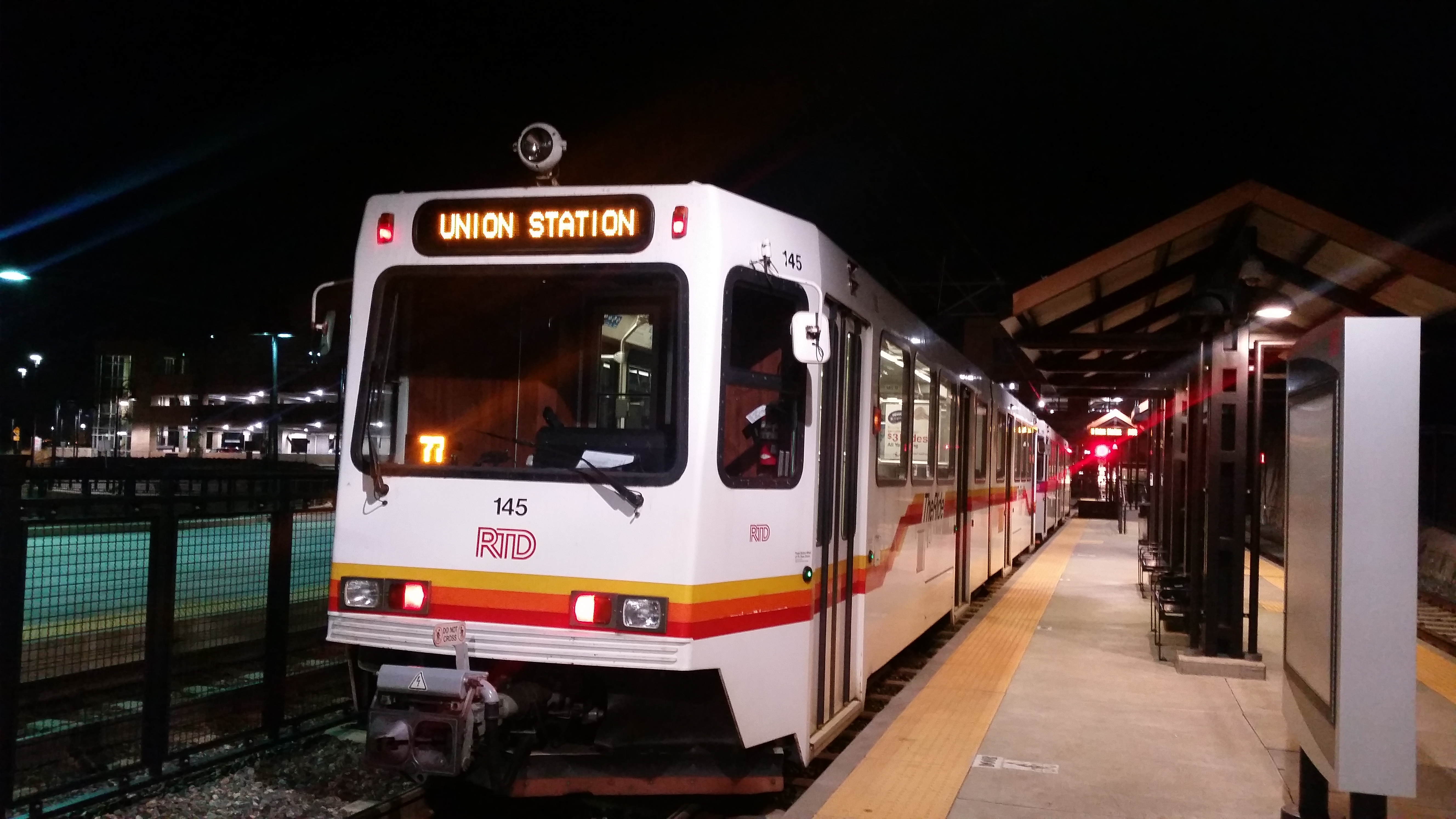
Tren ligero RTD en Colorado

Amtrak opera dos líneas ferroviarias de pasajeros en Colorado, la California Zephyr y la Southwest Chief. La contribución de Colorado a la historia mundial del ferrocarril se forjó principalmente gracias al Denver and Rio Grande Western Railroad, que comenzó en 1870 y escribió el libro sobre el ferrocarril de montaña. En 1988, su copropietario Philip Anschutz adquirió el "Rio Grande" y lo fusionó con el Southern Pacific Railroad. El 11 de septiembre de 1996, Anschutz vendió la empresa combinada a Union Pacific Railroad, creando la mayor red ferroviaria de Estados Unidos. La venta de Anschutz fue en parte una respuesta a la anterior fusión de Burlington Northern y Santa Fe, que formó la gran Burlington Northern and Santa Fe Railway (BNSF), principal competidora de Union Pacific en el ferrocarril del oeste de Estados Unidos. Tanto Union Pacific como BNSF realizan extensas operaciones de transporte de mercancías en Colorado.
La red de ferrocarriles de mercancías de Colorado consta de 2.688 millas de vías de Clase I. Es parte integrante de la red de ferrocarriles de Estados Unidos. Es integral para la economía de Estados Unidos, siendo una arteria crítica para el movimiento de energía, agricultura, minería y materias primas industriales, así como carga general y productos manufacturados entre el Este y Medio Oeste y los estados de la costa del Pacífico.

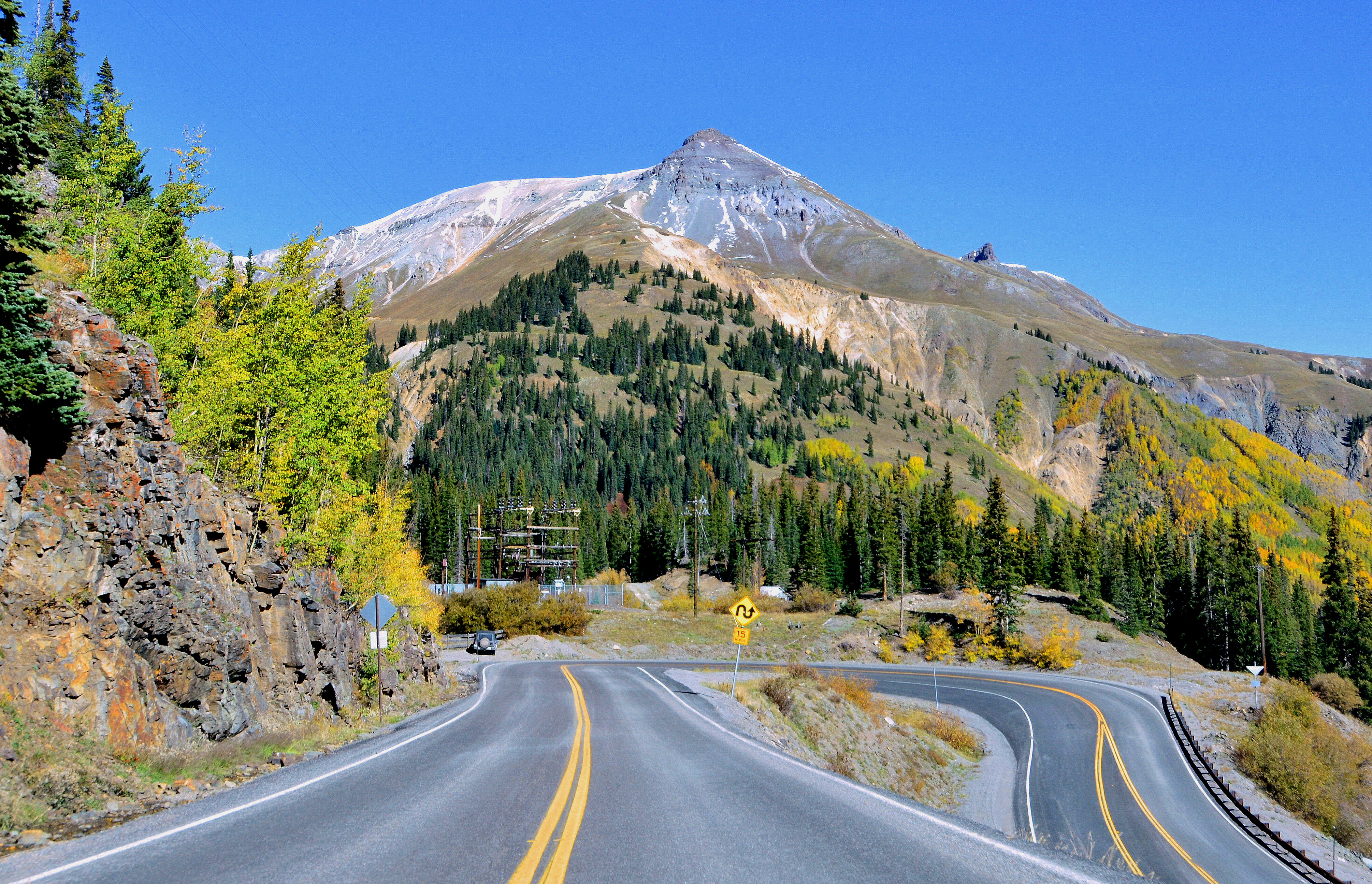
Una de las carreteras de Colorado

En agosto de 2014, Colorado comenzó a expedir licencias de conducir a extranjeros que no se encontraban legalmente en Estados Unidos y que vivían en Colorado. En septiembre de 2014, KCNC informó de que 524 no ciudadanos recibieron licencias de conducir de Colorado que normalmente se expiden a ciudadanos estadounidenses que viven en Colorado.

### Autopistas
| - Interestatal 25 - Interestatal 70 - Interestatal 76 - U.S. Route 6 - U.S. Route 24 | - U.S. Route 34 - U.S. Route 36 - U.S. Route 40 - U.S. Route 50 - U.S. Route 85 - U.S. Route 87 - U.S. Route 285 |

## Cultura

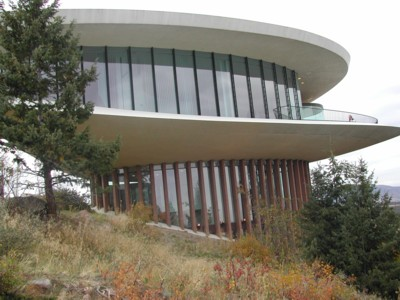
La Casa Esculpida, o Sculptured House, es una característica casa curva elíptica construida en Genesee, Colorado. Aparece en la comedia de ciencia ficción de 1973 de Woody Allen, Sleeper

### Arte y cine
Varias producciones cinematográficas se han rodado en Colorado, especialmente destacadas películas del Oeste como True Grit, The Searchers y Butch Cassidy y the Sundance Kid. Varios fuertes militares históricos, vías férreas con trenes aún en funcionamiento y pueblos mineros fantasma han sido utilizados y transformados para lograr una mayor fidelidad histórica en conocidas películas. También hay varias carreteras panorámicas y puertos de montaña que ayudaron a mostrar la carretera abierta en películas como Vanishing Point, Bingo y Starman.
Algunos lugares emblemáticos de Colorado han aparecido en películas, como The Stanley Hotel en Dumb and Dumber y The Shining y la Sculptured House en Sleeper. En 2015, Furious 7 fue a rodar secuencias de conducción en la autopista Pikes Peak, en Colorado. La serie de televisión de animación para adultos South Park tiene lugar en el centro de Colorado, en el pueblo titular. Además, la serie de televisión Good Luck Charlie se ambientó, pero no se rodó, en Denver, Colorado. La Oficina de Cine y Televisión de Colorado ha señalado que se han rodado más de 400 películas en Colorado.
También hay varios festivales de cine establecidos en Colorado, como Aspen Shortsfest, Boulder International Film Festival, Castle Rock Film Festival, Denver Film Festival, Festivus Film Festival, Mile High Horror Film Festival, Moondance International Film Festival, Mountainfilm en Telluride, Rocky Mountain Women's Film Festival y Telluride Film Festival.
Muchos escritores notables han vivido o pasado largas temporadas en Colorado. Los escritores de la Generación Beat Jack Kerouac y Neal Cassady vivieron en Denver y sus alrededores durante varios años cada uno. El dramaturgo irlandés Oscar Wilde visitó Colorado en su gira por Estados Unidos en 1882, y en sus Impresiones del país en 1906 escribió que Leadville era "la ciudad más rica del mundo". También tiene fama de ser la más dura, y todo el mundo lleva un revólver".

### Gastronomía

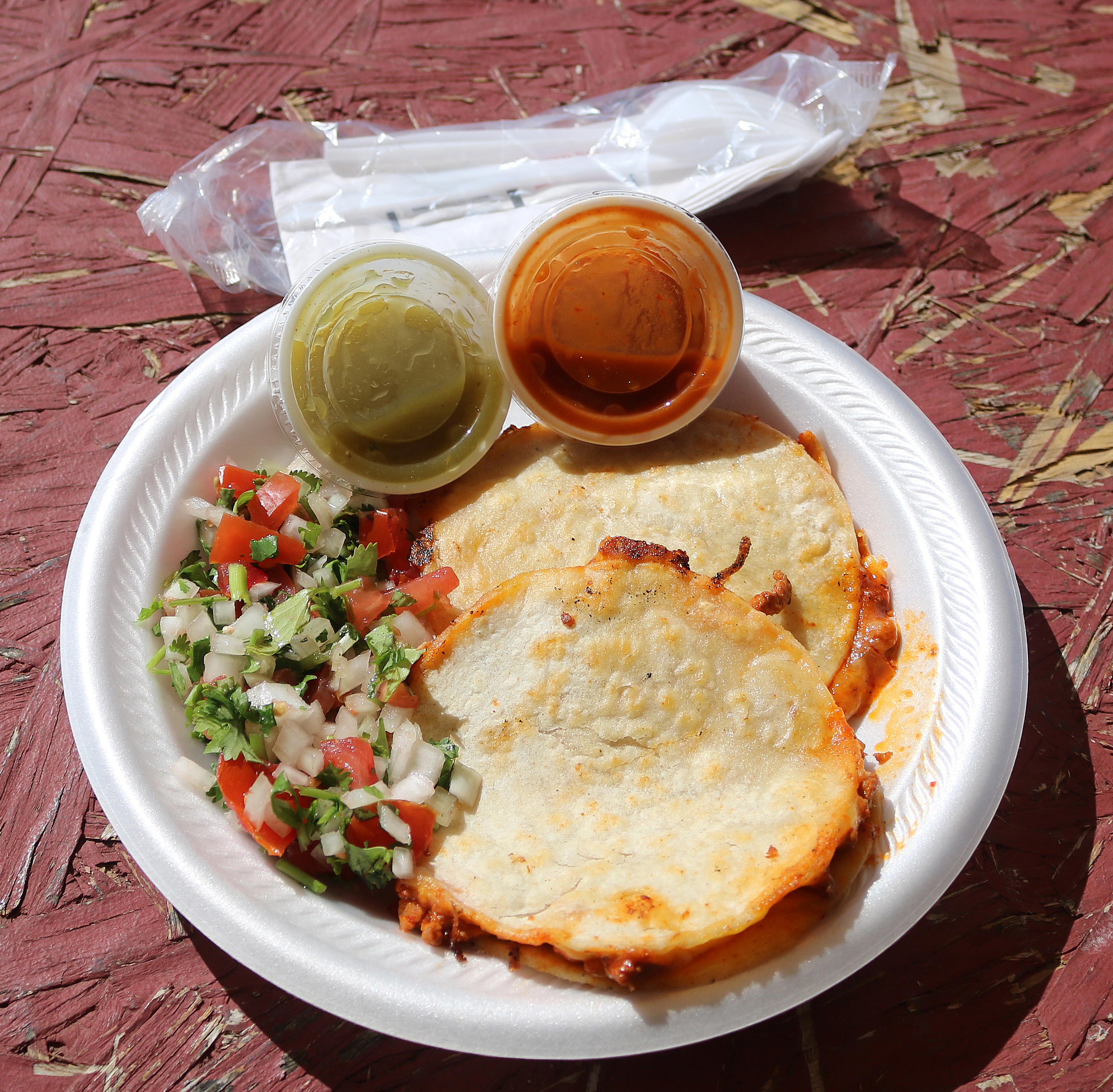
Mulitas al pastor de un camión de comida en Colorado un ejemplo de la cocina mexicana en la región

Colorado es conocido por su cocina del suroeste y de las Montañas Rocosas, con restaurantes mexicanos por todo el estado.
Bon Appétit nombró a Boulder la ciudad más gastronómica de Estados Unidos en 2010. Boulder, y Colorado en general, es sede de varias empresas nacionales de alimentación y bebidas, restaurantes de primera categoría y mercados de agricultores. Boulder también cuenta con más maestros sumilleres per cápita que cualquier otra ciudad, incluidas San Francisco y Nueva York. Denver es conocida por sus filetes, pero ahora cuenta con un variado panorama culinario con numerosos restaurantes.
La salchicha Polidori es una marca de productos de cerdo disponible en supermercados, originaria de Colorado, a principios del siglo XX.
El Food & Wine Classic se celebra anualmente en junio en Aspen. Aspen también tiene fama de ser la capital culinaria de la región de las Montañas Rocosas.
Los vinos de Colorado incluyen varietales galardonados que han atraído la atención favorable de fuera del estado. Con vinos elaborados a partir de las tradicionales uvas Vitis vinifera junto con vinos elaborados a partir de cerezas, melocotones, ciruelas y miel, los vinos de Colorado han ganado los principales premios nacionales e internacionales por su calidad. Las regiones de cultivo de uva de Colorado contienen los viñedos de mayor altitud de Estados Unidos, y la mayor parte de la viticultura del estado se practica entre los 1.219 y los 2.134 m (4.000 y 7.000 pies) sobre el nivel del mar.

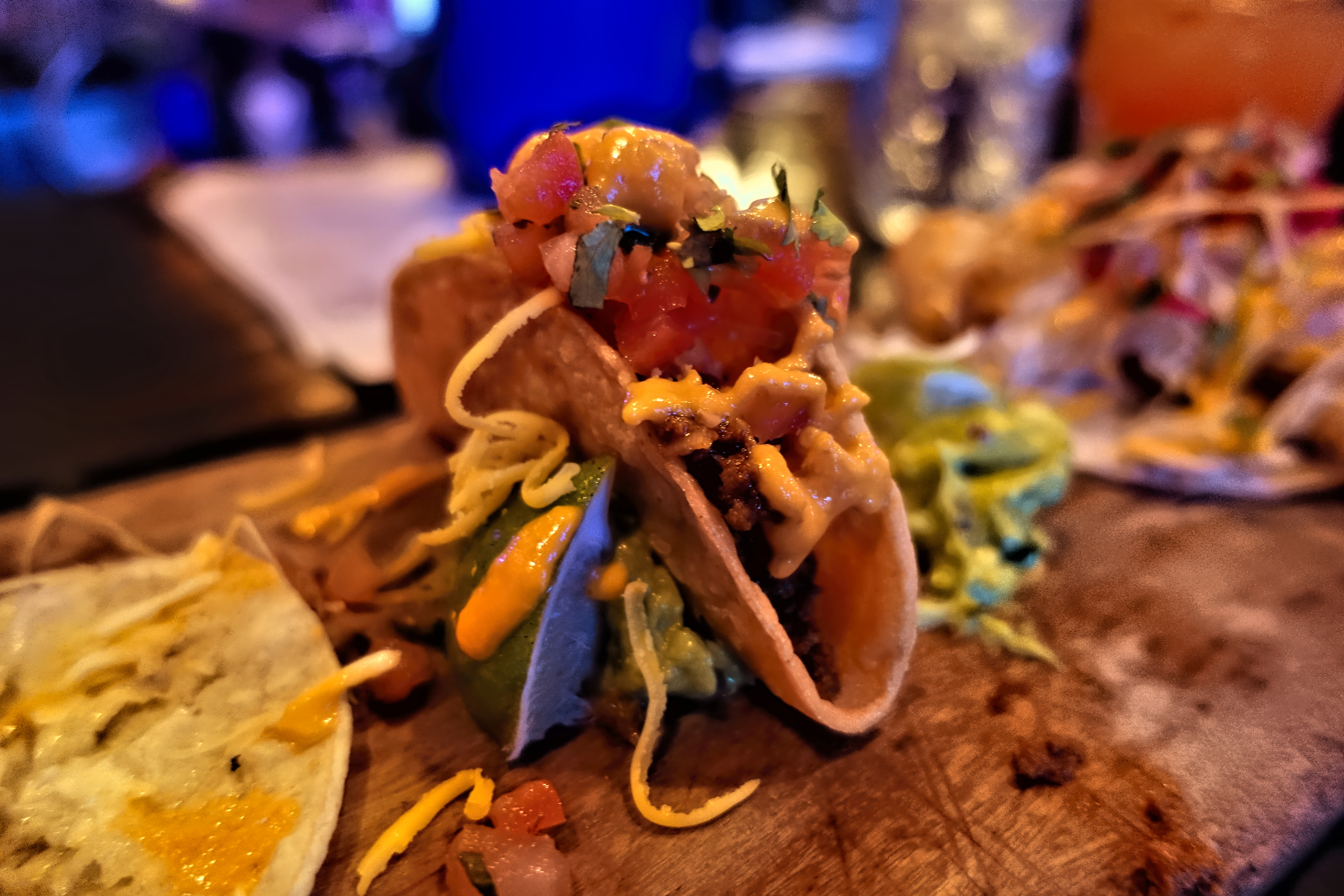
Taco en Colorado Springs

El clima de montaña garantiza días cálidos en verano y noches frescas. Colorado cuenta con dos zonas vitivinícolas estadounidenses, la Grand Valley AVA y la West Elks AVA, donde se encuentran la mayoría de los viñedos del estado. Sin embargo, un número cada vez mayor de bodegas se encuentran a lo largo de Front Range. En 2018, la revista Wine Enthusiast nombró a la AVA Grand Valley de Colorado, en el condado de Mesa, Colorado, como uno de los diez mejores destinos de viajes enológicos del mundo.
Colorado cuenta con njumerosas microcervecerías elogiadas a escala nacional, tales como New Belgium Brewing Company, Odell Brewing Company, Great Divide Brewing Company y Bristol Brewing Company. La zona del norte de Colorado, cerca y entre las ciudades de Denver, Boulder y Fort Collins, es conocida como el "Valle de Napa de la cerveza" debido a su alta densidad de cervecerías artesanales.

## Deporte

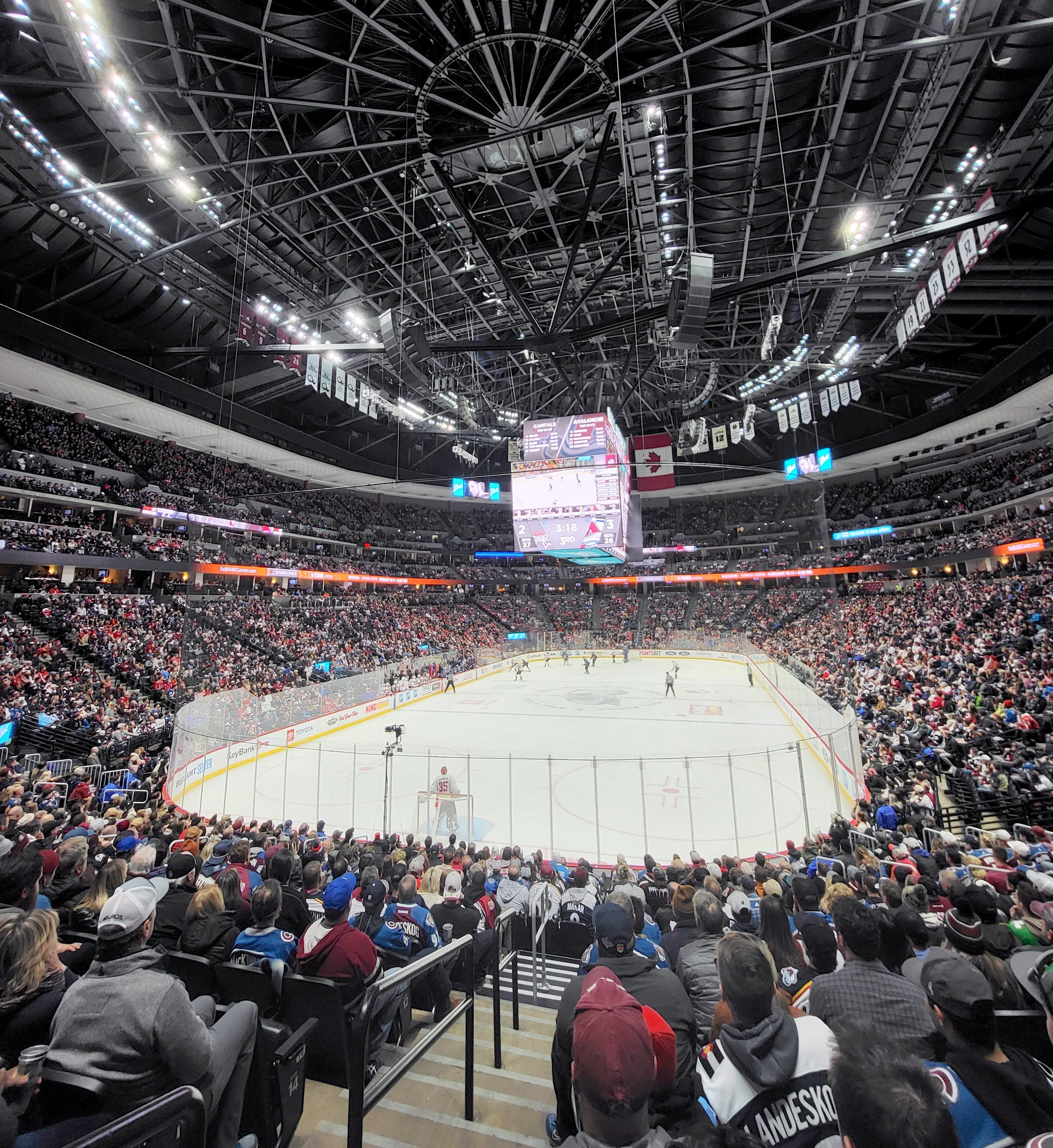
Ball Arena es la sede los Denver Nuggets de la NBA, los Colorado Avalanche de la Liga Nacional de Hockey (NHL) y los Colorado Mammoth de la Liga Nacional de Lacrosse (NLL).

El estado de Colorado cuenta con equipos profesionales en las cinco grandes ligas deportivas, todos ellos con sede en la ciudad de Denver: los Denver Broncos disputan la National Football League desde 1960; los Denver Nuggets juegan en la National Basketball Association desde 1967; los Colorado Rockies compiten en las Grandes Ligas de Béisbol desde 1993; Colorado Avalanche participa en la National Hockey League desde 1995; y los Colorado Rapids disputan la Major League Soccer desde 1996.
El principal equipo universitario del estado son los Colorado Buffaloes, que en fútbol americano ha conseguido cinco títulos de la conferencia Big Eight, uno en la Big 12, dos Orange Bowl, un Cotton Bowl y un Fiesta Bowl.
La familia Unser se ha destacado en automovilismo, en particular Al Unser, Bobby Unser y Al Unser Jr., quienes ganaron las 500 Millas de Indianápolis. La Pikes Peak International Hill Climb es una carrera de montaña donde han competido pilotos de rally internacionales. Por su parte, en Pikes Peak International Raceway han competido la IndyCar Series, NASCAR Busch Series y NASCAR Truck Series.
El campo de golf de Cherry Hills fue sede del Abierto de Estados Unidos, Abierto de Estados Unidos Femenino, Abierto de Estados Unidos de Veteranos y el Campeonato de la PGA.
Varias de las estaciones de esquí más importantes del país están ubicadas en el estado. Las estaciones de Aspen, Vail y Beaver Creek son tres de las más visitadas de todo Estados Unidos, siendo también sedes habituales de la Copa del Mundo de esquí alpino.
Otros equipos profesionales de Colorado son:
- Colorado Crush, Arena Football LeagueEl estadio Coors Field sede de los Rockies de Colorado

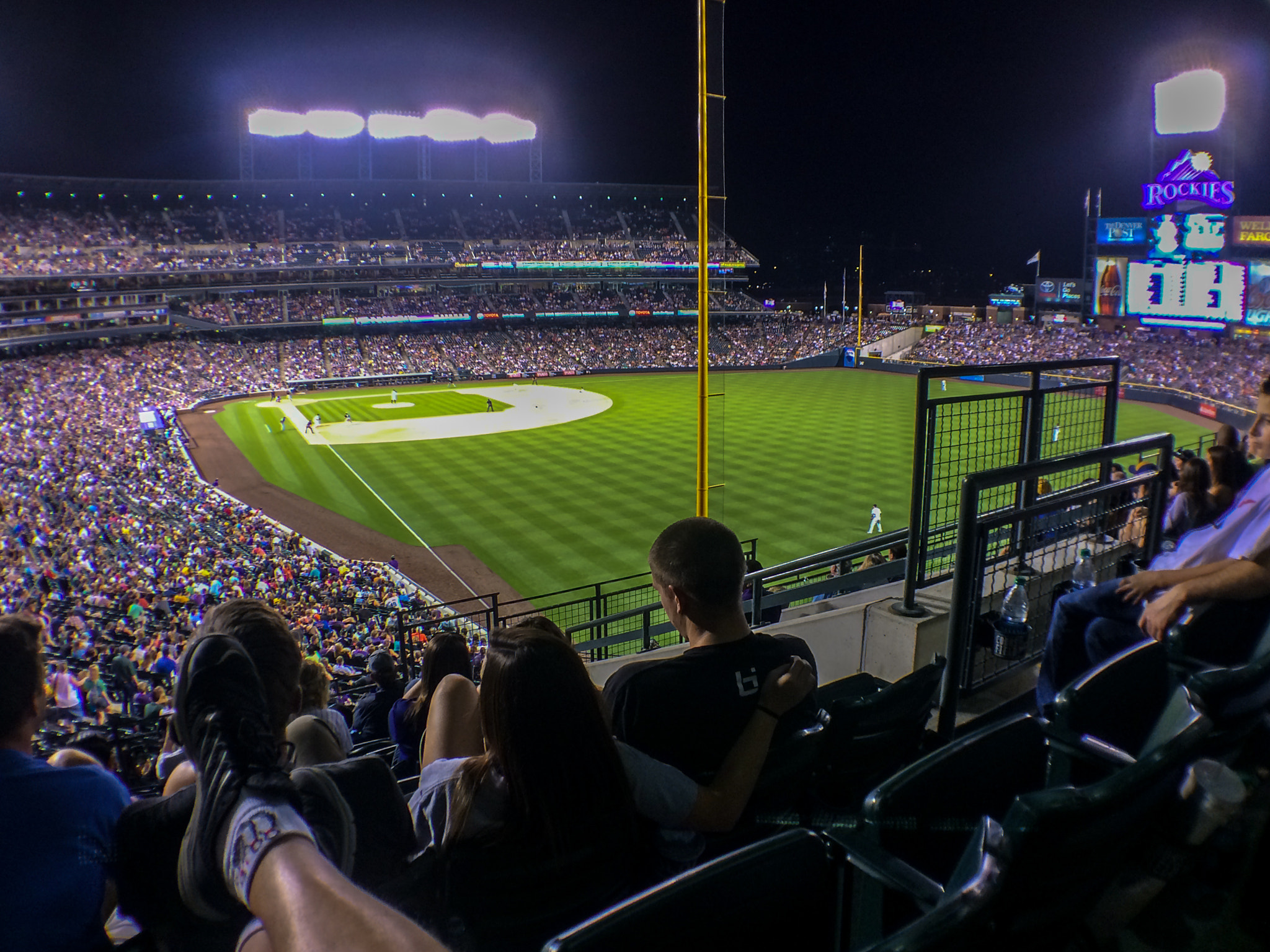
El estadio Coors Field sede de los Rockies de Colorado

- Colorado Mammoth, National Lacrosse League
- Colorado Springs Sky Sox, Minor League Baseball (AAA)
- Colorado Eagles, Central Hockey League
- Colorado Chill, National Women's Basketball League